# Guerre d'Irak
Cet article concerne la seconde guerre du Golfe. Pour les précédentes, voir Guerre du Golfe (homonymie).
Batailles
- Opération Southern Focus
- Opération Telic
- Umm Qasr
- Al Faw
- 1re Bassorah
- Nassiriya
- 1re Nadjaf
- Opération Northern Delay
- Opération Viking Hammer
- Samawa
- Kerbala
- Bagdad

- Sadr City
- 1re Falloujah
- 2e Nadjaf
- 1re Samarra (en)
- 2e Falloujah
- 1re Mossoul
- 1re Al-Qaïm
- 1re Tall Afar
- Opération Steel Curtain
- Massacre de Haditha
- Fusillade d'Ishaqi
- 1re Ramadi
- Offensive du Ramadan
- Diyala
- 3e Nadjaf (en)
- Bases de Bassorah
- 2e Mossoul
- Attentat de Qahtaniya
- Opération Black Eagle
- Opération Restore Peace III
- 2e Bassorah
- Opération Bashaer al-Kheir
- Opération New Dawn

- 1re Akachat
- Opération al-Shabah
- Al-Anbar
- 3e Falloujah
- 2e Ramadi
- Youssoufiya
- 2e Samarra
- 3e Mossoul
- Massacre de Badouch
- Massacre de Tikrit
- Baïji
- 2e Tall Afar
- 2e Al-Qaïm
- Massacre de Hilla
- Tikrit
- Jourf al-Sakhr
- Zoumar
- Sinjar
- Massacres de Sinjar
- Barrage de Mossoul
- Jalula
- Saqlawiya
- Massacre de Zaouïat Albou Nimr
- Mouqdadiyah
- 3e Ramadi
- Bachiqa
- Kudilah
- Tel Asqaf
- Qayyarah
- 4e Falloujah
- Khazir
- 4e Mossoul
- 1re Kirkouk
- 3e Tall Afar
- 2e Akachat
- Hawija
- 2e Kirkouk
- 3e Al-Qaïm
- Al-Jazira

La guerre d'Irak, ou seconde guerre du Golfe, commence officiellement le 20 mars 2003 avec l'invasion de l'Irak (dite opération Liberté irakienne) par la coalition menée par les États-Unis contre le parti Baas de Saddam Hussein. L'invasion conduit à la défaite rapide de l'armée irakienne, à l'arrestation et à l'exécution de Saddam Hussein ainsi qu'à la mise en place d'un nouveau gouvernement.
Cette guerre est l'une des rares mises en œuvre du concept de guerre préventive, ici menée pour parer à la menace des armes de destruction massive (ADM) dont l'administration Bush affirmait, à tort, détenir la preuve dans un rapport présenté au conseil de sécurité de l'ONU le 12 septembre 2002,.
Le président George W. Bush déclare officiellement l'achèvement des combats le 1er mai 2003, sous la bannière Mission accomplie. Toutefois, la violence contre les forces de la coalition conduit rapidement à une guerre asymétrique impliquant plusieurs groupes d'insurgés, des milices, des membres d'Al-Qaïda, l'armée américaine et les forces du nouveau gouvernement irakien.
La guérilla irakienne est menée côté sunnite, principalement par l'Armée islamique en Irak, par les baasistes de l'Armée des hommes de la Naqshbandiyya et par les djihadistes d'Al-Qaïda en Irak qui forment en 2006 l'État islamique d'Irak. Plusieurs milices chiites sont également constituées, la principale étant l'Armée du Mahdi.
Le 22 février 2006,, un attentat contre le sanctuaire Al-Askari à Samarra provoque la première guerre civile irakienne, entre sunnites et chiites, qui fait des centaines de milliers de morts. Elle s'achève en 2008 par la victoire des milices chiites qui prennent le contrôle de Bagdad et chassent la majeure partie de la population sunnite de la capitale, tandis que Nouri al-Maliki forme un gouvernement à la tête du parti islamiste chiite Dawa.
À partir de 2009, les États-Unis se désengagent progressivement en finançant notamment les milices sunnites Sahwa afin d'affronter l'État islamique d'Irak. Alors que les milices chiites rallient progressivement le pouvoir, les Sahwa contribuent à marginaliser les djihadistes et à instaurer une relative accalmie en Irak. Le 18 décembre 2011, les forces américaines achèvent leur retrait du pays,. La coalition militaire en Irak aura duré 3 207 jours, soit huit ans et neuf mois.
Le nombre des victimes du conflit n'est pas connu avec exactitude et varie considérablement selon les études et les estimations qui vont de 100 000 à plus d'un million de morts pour la période 2003-2011, tant parmi les combattants que les civils.

## Événements ayant précédé la guerre

### La détermination des États-Unis
La deuxième guerre d'Irak est menée sous l'impulsion des États-Unis. Après avoir lancé une offensive en Afghanistan, lieu où Oussama Ben Laden se serait réfugié après les attentats du 11 septembre 2001, et suspectant des liens entre le régime irakien et les terroristes d'Al-Qaïda, George W. Bush charge Donald Rumsfeld et Tommy Franks de constituer un plan d'attaque contre l'Irak. C'est le plan d'opération 1003V, qui est une « évolution » du plan de guerre de la première guerre du Golfe.
Les raisons invoquées officiellement sont principalement :
- la « lutte contre le terrorisme », l'Irak étant présenté comme responsable entre autres de l'attentat contre le navire militaire USS Cole, des attentats contre plusieurs ambassades des États-Unis en Afrique et des attentats du 11 septembre 2001. Ces accusations ont depuis été démontrées comme non fondées, y compris par le Sénat américain, Saddam Hussein considérant l'extrémisme islamiste comme une menace pour son régime[17] ;
- l'élimination des armes de destruction massive (ADM) qu'était censé détenir l'Irak. La possession de missiles longue portée et leur prolifération sont démontrées depuis les années 1990[18]. En septembre 2014, on révèle qu'il s'agit de plus de 5 000 munitions chimiques qui ont été trouvées[19]. Mais l'Iraq Survey Group (ISG) déclare en 2004 qu'il n'y a plus aucune production d'arme chimique depuis 1991, ni aucun programme en cours en vue d'en obtenir de nouvelles, et que seules ont été alors collectées dans tout le pays 500 munitions abandonnées ou oubliées et dans un état dégradé, datant de la guerre Iran-Irak[20],[21],[22] ;
- l'arrestation de Saddam Hussein, l'instauration d'une démocratie et la pacification de l'Orient par un effet d'exemple.

Mais ces éléments sont contestés par beaucoup d'analystes, journalistes. Les éléments avancés par les États-Unis pour affirmer leurs dires sur la présence d'armes de destruction massive, les recherches visant à fabriquer de telles armes ou encore les liens entre l'Irak et le terrorisme provoquent beaucoup de débats, surtout après la publication du memorandum de Downing Street. De plus, d'autres éléments provoquent des doutes sur les motivations de l'intervention, comme :
- les liens entre les néo-conservateurs et des entreprises d'exploitation pétrolière, notamment le Groupe Carlyle, Enron, Halliburton Energy Services (qu'a présidé Dick Cheney) et Unocal (dont Hamid Karzai fut l'un des conseillers) ;
- les liens entre les néo-conservateurs et des entreprises de l'armée (dont Halliburton) ;
- la décision de l'Irak de ne plus commercialiser son pétrole contre des devises en dollars, mais en euros[23][source insuffisante].

On peut donc distinguer deux sortes d'objectifs : les objectifs/enjeux officiels, énoncés lors des discours des représentants de la Maison-Blanche et relatés dans la presse, et l'avis de la doctrine qui s'exprime par des objectifs/enjeux officieux.

#### Les enjeux officiels

##### Objectifs politiques
Les objectifs politiques sont d'établir le plus rapidement possible un gouvernement de transition (gouvernement provisoire irakien) qui désignerait dans le peuple un gouvernement démocratique représentatif de toutes les communautés irakiennes (chiites, sunnites et kurdes), de capturer les membres du parti Baas et les juger, de renverser le régime dictatorial mis en place par Saddam Hussein et sa famille et d'affecter les biens (palais, argent…) qui leur seraient saisis à la reconstruction des infrastructures détruites lors de la guerre.

##### Objectifs humanitaires
Les objectifs humanitaires sont de libérer l'Irak de son dictateur Saddam Hussein afin que l'Irak devienne un pays uni, stable et libre, d'appuyer la reconstruction et l'aide humanitaire, de minimiser les dommages causés à l'infrastructure du pays et à la population civile, de condamner Saddam Hussein pour ses crimes (violation des droits de l'homme), de punir l'Irak pour les 16 résolutions des Nations unies qu'elle n'a pas respectées et le non-respect du programme « pétrole contre nourriture 2 », et de promouvoir la démocratie.

##### Objectifs militaires

###### Armes de destruction massive
Les objectifs militaires sont d'écarter une menace qui pèse sur le monde due aux capacités qu’a Saddam Hussein à mener une guerre, de neutraliser les armes de destruction massive (biologiques, chimiques et nucléaires) ainsi que les missiles à longue portée et les autres armements, de frapper des cibles militaires sélectionnées, et de rendre au Koweït des biens (œuvres d’art, matériel militaire) et des prisonniers de guerre qui ont été dérobés lors de la première guerre du Golfe.
Le 1er décembre 2008, dans un entretien donné à la chaîne de télévision ABC News, le président George W. Bush reconnaît, concernant les armes de destruction massive, que « le plus grand regret de toute cette présidence consistera dans la défaillance du renseignement en Irak ». À la question de savoir si la guerre aurait été lancée s'il avait su que Saddam Hussein ne détenait pas ces armes, le président Bush a répondu : « C'est une question intéressante. Ce serait revenir sur ce qu'on a fait, et c'est une chose que je ne peux pas faire,. »

###### L'idée d'une guerre préventive au profit d'Israël
Le 10 septembre 2002, Philip Zelikow (en), proche des milieux gouvernementaux américains, prononce une allocution à l'université de Virginie. Des médias rapportent que, dans cette allocution, Zelikow a dit que l'Irak ne menace pas véritablement les États-Unis mais Israël, et que la véritable menace est passée sous silence par le gouvernement américain parce qu'elle ne se vend pas bien au public. En 2006, John Mearsheimer et Stephen Walt reprennent dans la London Review of Books les propos attribués par les médias à Zelikov. Dans un numéro suivant de la revue, Zelikow, sans nier formellement l'authenticité des citations de son allocution faites par Mearsheimer et Walt ainsi que par leurs sources médiatiques, les accuse d'avoir donné une image tendancieuse de ses propos. Mearsheimer et Walt répondent par cette citation d'un enregistrement de l'allocution : « La menace non dite. Et ici, je critique un peu le gouvernement [Bush], parce que l'argument qu'il ne cesse de donner est qu'il s'agit d'une menace pour les États-Unis. Alors tout le monde répond : « Montrez-moi une menace immédiate de l'Irak pour l'Amérique. Montrez-moi pourquoi l'Irak attaquerait l'Amérique ou utiliserait des armes nucléaires contre nous. » Eh bien, je vais vous dire quelle est selon moi la menace réelle, et l'a été en fait depuis 1990. C'est la menace contre Israël. Et c'est la menace qui n'ose pas dire son nom, parce que les Européens, je vais vous le dire franchement, ne se soucient pas beaucoup de cette menace. Et le gouvernement américain ne veut pas trop s'appesantir sur elle dans son discours justificatif, parce que ce n'est pas un argument de vente populaire. »
D'autres sources ont attesté que parmi les objectifs militaires figurait, dans l'esprit de certains néoconservateurs influents à la Maison-Blanche, la prévention d'une attaque contre Israël (en écho aux tirs de missiles Scud sur Israël lors de la guerre du Golfe de 1991). Le journaliste Ari Shavit écrit le 3 avril 2003 dans le journal israélien Haaretz : « La guerre d'Irak a été conçue par vingt-cinq néoconservateurs, juifs pour la plupart, qui incitent le président Bush à changer le cours de l'histoire. » Ari Shavit donne la parole à un de ces néoconservateurs, William (Bill) Kristol, qui met au crédit de l'intervention américaine l'absence d'attaque contre Israël.

##### Objectifs anti-terroristes
Les objectifs anti-terroristes sont de détruire les poches de soutien au terrorisme situées en Irak et d'éliminer un allié d'Al-Qaïda qui aide et protège les terroristes, les finance, qui procure un refuge pour divers groupes terroristes palestiniens et qui met des armes et des bases militaires à la disposition des groupes terroristes iraniens.
Le 12 septembre 2001, au lendemain des attentats du World Trade Center, George W. Bush convoque des membres de son administration, dont Richard Clarke, afin d’explorer les possibilités de liens entre les attentats du 11 septembre perpétrés par Al-Qaïda et l’Irak. Il demande à savoir si « Saddam avait fait cela » ou « s’il n’y a pas participé de quelque manière que ce soit ».
Le 18 septembre 2001, Richard Clarke envoie un mémo à Condoleezza Rice portant le titre « Survey on intelligence information on any Iraq involvement in the September 11 attacks ». Il explique que seules quelques preuves anecdotiques lient l’Irak à Al-Qaïda et précise qu’il n’y a aucune trace concrète de l’intervention de l’Irak dans la préparation ou la mise en œuvre des attaques du 11 septembre. Il se justifie notamment en expliquant que Ben Laden n’aime pas le sécularisme de Saddam Hussein.
Pour justifier leurs soupçons sur l’existence de liens entre l’Irak et Al-Qaïda, les services de renseignements américains évoquent différentes rencontres entre Ben Laden ou ses sbires, et des personnalités irakiennes du renseignement :
- en 1994-1995, un officier du renseignement irakien aurait rencontré Ben Laden à Khartoum. Mais il n’y a aucune preuve que cette rencontre ait réellement eu lieu[30] ;
- en mars 1998, l’Irak aurait invité des talibans sur son territoire après que Ben Laden a exprimé sa fatwa contre les États-Unis. En juillet 1998, ce sont cette fois des représentants irakiens qui se seraient rendus en Afghanistan pour rencontrer les Talibans et Ben Laden[31] ;
- selon un unique rapport des services de renseignements tchèques transmis à la CIA, l’Égyptien Mohamed Atta, l'un des terroristes qui avait détourné un avion de ligne et l'avait lancé contre les deux tours du World Trade Center le 11 septembre 2001, aurait rencontré quelques mois avant les attentats, le 9 avril 2001, un officier des services de renseignements irakiens, identifié comme étant Samir al-Ani, diplomate à l’ambassade irakienne de Prague[32]. Une autre source identifie l'agent irakien comme étant Ahmad Al-Anian[33]. Cette rencontre présumée avait été mentionnée par le vice-président Dick Cheney lors de l'émission télévisée Meet the Press de NBC en 2001, qui avait dit lors de l'interview : « Il a été presque confirmé que [Atta] est allé à Prague et qu'il a rencontré un haut fonctionnaire des services de renseignements irakiens en République tchèque en avril, plusieurs mois avant l'attaque ». L'administration Bush voyait dans cette rencontre un lien entre l'Irak et les attentats du 11 septembre, et cet argument avait été utilisé pour justifier la guerre en Irak. Cependant, un câble de la CIA du 13 mars 2003, qui a été déclassifié en 2014, jette le doute sur cette information. Le câble spécifie qu'« aucun expert du contre-terrorisme ou du FBI n'avait dit avoir la preuve ou savoir qu'Atta était en fait [allé] à Prague ». Au contraire, les experts pensaient que c'était peu probable ; la CIA et le FBI étaient « sceptiques qu'Atta soit allé à Prague ». L'information provenait d'une source unique, qui pouvait être erronée et devait être appuyée par des preuves supplémentaires[33] ;
- Jeffrey Goldberg, un reporter du journal The New Yorker qui s'est rendu dans le Kurdistan en 2002, révèle l'existence de liens entre les services secrets irakiens Mukhabarat et Al Qaeda[34]. Il s'est rendu dans une prison de Sulaymaniyah tenue par le service des renseignements de l'Union patriotique du Kurdistan (PUK) où il a interviewé trois prisonniers qui lui auraient fourni des preuves d'un lien entre le régime de Saddam et Al-Qaïda : Qassem Hussein Muhammad, un officier des renseignements irakiens qui aurait affirmé qu'un autre employé du Mukhabarat était l'un des dirigeants d'Ansar al-Islam (un groupe terroriste lié à Al-Qaïda et installé à Khurmal, dans le Kurdistan irakien, le long de la frontière iranienne) ; Haqi Ismail, un Arabe irakien qui aurait prétendu avoir des contacts avec le Mukhabarat et qui prétendait travailler pour le ministre des affaires étrangères du régime Taliban en Afghanistan (qui héberge Al-Qaïda) ; et Muhammad Mansour Shahab, un Arabe iranien qui prétendait avoir fait passer des explosifs, des armes et des moteurs de réfrigérateur pourvus d'un bidon contenant un liquide non identifié entre le Mukhabarat irakien et Al-Qaïda en Afghanistan. Sur la base des interviews qu'il a réalisées, il conclut qu'Ansar al-Islam reçoit un financement direct d'Al-Qaïda, que les services secrets irakiens contrôlent Ansar al-Islam avec Al-Qaïda, que Saddam Hussein avait hébergé un ancien dirigeant d'Al-Qaïda à Bagdad en 1992, que beaucoup de combattants d'Al-Qaïda qui avaient fui l'Afghanistan ont été secrètement conduits dans le territoire contrôlé par Ansar al-Islam et que des agents de renseignement irakiens ont fait de la contrebande d'armes conventionnelles et probablement aussi d'armes chimiques et biologiques en Afghanistan[35]. Cependant, Goldberg lui-même parle d'un « possible lien » entre le régime de Saddam Hussein et Al-Qaïda, ce qui en soi ne constitue pas une preuve mais une présomption. Et d'autre part, les services de renseignements américains, qui étaient intéressés par ce genre d'informations pour justifier une invasion de l'Irak, n'ont pas été en mesure de vérifier la véracité de ce qu'il prétendait.

Selon les services de renseignements, d’autres rencontres auraient encore eu lieu, dont une au cours de laquelle Saddam Hussein aurait proposé à Ben Laden de s’installer dans son pays. Cette offre aurait été refusée par ce dernier, jugeant sa situation plus favorable en Afghanistan que ce que lui proposait l’Irak.
Les rapports font état d’une bonne entente entre Al-Qaïda et l’Irak, mais aucun ne laisse paraître la preuve d’une collaboration entre eux pour s’attaquer aux intérêts américains,.
Par ailleurs, l’existence d’un lien entre l’Irak baasiste de Saddam Hussein et l’organisation terroriste Al-Qaïda aurait eu des implications largement discutables :
- d’un point de vue pratique, le succès d'un transfert d’armes de destruction massive (de surcroît nucléaires) à une puissance étrangère ou à Al-Qaïda était illusoire pour l’Irak. Le régime irakien serait alors placé sur l’axe du mal aux côtés de la Corée du Nord et de l’Iran et par conséquent minutieusement surveillé par les forces américaines ;
- d’un point de vue politique, on peut douter d’une stratégie de transfert d’armes de l’Irak à Al-Qaida dans la mesure où cela s’apparente à un partage de puissance stratégique au détriment de Saddam Hussein et au profit d’une organisation terroriste particulièrement opaque et hostile au régime baasiste. Qui plus est, le caractère dictatorial du pouvoir exercé par Saddam Hussein, d’inspiration stalinienne, ne prévoit aucun aménagement pour un partage du pouvoir de ce type[37].

##### Objectifs économiques
Les objectifs économiques officiels sont la protection des richesses pétrolières qui seront utiles pour la reconstruction du pays et aussi pour le programme « pétrole contre nourriture » et l'arrêt de l’important marché noir.

#### Les enjeux officieux
Selon des révélations de l'ancien secrétaire au Trésor Paul O'Neill, reprises par le journaliste Ronald Suskind (The Price of Loyalty), le Conseil national de sécurité de la Maison-Blanche discutait un Plan pour l'Irak après Saddam dès le mois de février 2001, soit quelques semaines après l'arrivée à la présidence de George W. Bush et bien avant les attentats du 11 septembre. Selon ce témoin, « Bush voulait chasser Saddam Hussein à n'importe quel prix ».

##### Objectifs politiques
Installer un régime démocratique qui servira les intérêts des alliés et qui de plus soutiendrait les Occidentaux dans leur lutte contre plusieurs régimes islamiques voisins de l'Irak. À la suite des menaces terroristes, qui se sont exprimées avec les attentats du World Trade Center, et le déclenchement de la guerre contre le terrorisme (Irak et Afghanistan), cela a permis à l'administration Bush de devenir un rempart contre le terrorisme aux yeux de millions d'Américains et a permis le déploiement sans précédent de la puissance militaire américaine et de renforcer l'image de Bush en tant que « patriote » et « défenseur de la nation ».

##### Objectifs militaires
Placer des troupes alliées et des bases en permanence sur le sol irakien pour ainsi avoir un contrôle sur le golfe Persique, montrer au monde que les Occidentaux sont toujours puissants et qu'ils peuvent agir efficacement et rapidement, libérer des prisonniers de guerre retenus en Irak.

##### Objectifs économiques
Ce conflit permettrait également à beaucoup d’entreprises européennes et américaines de profiter du pétrole irakien, prendre le contrôle des puits de pétrole du 4e détenteur de réserves ; il s'agirait donc d'une raison motivée par les analystes de la géopolitique du pétrole. Le secteur de l'armement aurait également l'occasion « d'écouler les stocks » et de stimuler la production par une augmentation des « besoins ». Beaucoup d'argent pourrait ainsi être réinjecté dans l'économie, plus spécifiquement dans le secteur de l'armement et des hydrocarbures.

### L'option diplomatique: tentative pour éviter le conflit devant l'Organisation des Nations unies (ONU)
Cette guerre fait suite à la mission de l'ONU en Irak qui avait en charge le désarmement de l'Irak (résolution 1441 (2002), votée à la demande des Américains et des Britanniques) le 8 novembre 2002. Le Conseil de sécurité de l'ONU n'a pas pu se mettre d'accord entre les partisans :
- Axe de la paix : (France, Allemagne, Russie, Chine), pour qui tous les moyens pacifiques n'avaient pas encore été exploités, notamment donner encore du temps à la mission des inspecteurs ;
- Axe de la guerre : (États-Unis, Royaume-Uni, Italie, Espagne), pour qui l'Irak ne « jouait pas le jeu » et restait détenteur d'armes de destruction massive. En outre, les pays de la coalition estimaient qu'après 12 ans d'inspections et de nombreuses résolutions, l'ONU n'avait toujours pas réussi à déterminer la menace que pouvaient représenter d'éventuelles armes de destruction massive irakiennes. L'expulsion d'inspecteurs onusiens en novembre 1997 et le refus de coopérer de l'Irak en 1998[40] montrait aux yeux des néo-conservateurs américains l'impuissance de l'organisation internationale à se faire respecter.

Plus spécifiquement, les arguments américains seront développés comme suit :

#### L'échec du processus de désarmement de l'après-1991
Après la guerre du Golfe, le Conseil de sécurité des Nations unies adopte le 29 novembre 1990 la résolution 687 qui, en son article 8, décide que « l'Irak doit accepter inconditionnellement que soient détruits, enlevés ou neutralisés, sous supervision internationale :
1. Toutes les armes chimiques, biologiques et tous les stocks d’agents, ainsi que tous les sous-systèmes et composants de toutes les installations de recherche et développement, d’appui ou de production dans ces domaines ;
2. Tous les missiles balistiques d’une portée supérieure à 150 kilomètres ainsi que tous les principaux composants et les installations de réparation et de production »[41].

Cette résolution 687 met en place le 3 avril 1991 l'United Nations Special Commission (UNSCOM), dont la mission est d'inspecter les installations nucléaires, chimiques et biologiques irakiennes. L'UNSCOM veille au démantèlement des armes de destruction massive irakienne conjointement avec l'Agence internationale de l'énergie atomique (AIEA). L'Irak est contraint de remettre toutes ses armes chimiques et biologiques à l'UNSCOM afin qu'elles soient détruites, et a l'obligation de se conforter aux exigences du Traité de 1968 sur la non-prolifération des armes nucléaires. L'UNSCOM, qui a donc une mission d'inspection et de destruction, est à l'origine composée d'experts envoyés par les différents pays. À sa tête se trouve le diplomate suédois Rolf Ekéus, nommé le 19 avril 1991, qui dirige une équipe de 20 experts provenant d'Autriche, de Belgique, du Canada, de la Chine, de la République tchèque, de Finlande, de France, d'Allemagne, d'Indonésie, d'Italie, du Japon, des Pays-Bas, du Nigeria, de Norvège, de Pologne, de Russie, du Royaume-Uni, des États-Unis et du Venezuela.
Le 18 avril 1991, l'Irak déclare ses armes chimiques et ses matières premières aux Nations unies, comme exigé dans la résolution 687, et prétend ne pas avoir de programme d'armes biologiques. Mais le 2 août 1991, l'Irak aurait admis effectuer des recherches sur des armes biologiques « à but défensif ».
Les premières inspections des sites irakiens sont conduites par l’Agence internationale de l'énergie atomique (AIEA) du 15 au 21 mai 1991. Les inspecteurs de l'UNSCOM quant à eux débutent leurs inspections le 9 juin 1991. Divers incidents vont se produire :
- à la fin juin 1991 : les équipes des inspecteurs auraient voulu intercepter des véhicules irakiens transportant du calutron (composant nucléaire) et les soldats irakiens auraient tiré en l'air pour empêcher les inspecteurs d'approcher[43] ;
- le 6 septembre 1991 : l'Irak empêche l'UNSCOM d'utiliser des hélicoptères[43] ;
- à la fin septembre 1991 : les inspecteurs de l'AIEA découvrent des documents sur un programme d'armes nucléaires irakien. Les responsables irakiens auraient retenu les inspecteurs sur place pendant quatre jours[43] ;
- en juillet 1992 : les responsables irakiens empêchent les inspecteurs de chercher dans le ministère de l'Agriculture[43] ;
- le 25 septembre 1997 : lors de l'inspection d'un laboratoire alimentaire, les inspecteurs mettent la main sur des documents suspects, à propos de bactéries et de produits chimiques, provenant de l'Iraqi Special Security Office (SSO). Les inspecteurs de l'UNSCOM ont tenté d'accéder au quartier général du SSO mais en ont été empêchés[43].

Durant l'été 1991, l'UNSCOM obtient des photos aériennes de surveillance de l'Irak qui ont été prises par un avion espion américain Lockheed U-2 de la CIA. Scott Ritter, un des inspecteurs américains de l'UNSCOM, explique « nous avons fait voler un avion U-2 au-dessus de l'Irak. […] Pour nous, c'était une activité mandatée ». En effet, peu de personnes sont compétentes pour utiliser un avion U-2 et, précise-t-il, « Si vous voulez interpréter des photographies, il faut des gens compétents, et ils viennent des gouvernements. Cela étant, qui dans les gouvernements est capable d'interpréter des photographies d'avions U-2 ? Des gens qui travaillent pour des organisations de renseignements, des organisations civiles ou militaires. Donc nous avons recruté ce genre de personnes, nous leur avons demandé de nous aider ».
Les inspecteurs de l'Organisation des Nations unies (ONU) et de l’Agence internationale de l'énergie atomique (AIEA) ont procédé à des inspections des sites irakiens jusqu’en décembre 1998 : à cause de l'Operation Desert Fox (Renard du Désert), les inspections sont stoppées et l'UNSCOM quitte l'Irak. Du 16 au 19 décembre 1998, le Président Clinton a ordonné de bombarder l'Irak pour le punir de son manque de coopération avec les inspecteurs des Nations unies : Saddam a survécu aux quatre jours de bombardement, mais ce n'a pas été le cas du programme d'inspection que Saddam était accusé de ne pas respecter.
Le 17 décembre 1999, le Conseil de Sécurité des Nations unies a adopté la résolution 1284 qui prévoit la reprise des inspections en désarmement de l'Irak et la suspension des sanctions pour une période de 120 jours renouvelables. Ces inspections ne seront plus effectuées par l'UNSCOM (United Nations Special Commission), mais par une nouvelle commission nommée Commission de surveillance, de vérification et d'inspection des Nations unies (United Nations Monitoring, Verification and Inspection Commission - UNMOVIC). La résolution a été adoptée avec 11 votes pour, et 4 abstentions dont trois membres permanents sur les 5 du Conseil de Sécurité :
- la France qui estime que le désarmement de l'Irak doit mener non pas à la suspension mais à la levée des sanctions qui pèsent sur l'Irak ;
- la Chine, qui met en garde contre le recours arbitraire à la force ;
- la Russie qui considère que pour la bonne exécution de la résolution, il faut l'arrêt des incessants bombardements américains et britanniques.

L'Irak a rejeté cette nouvelle résolution, principalement parce qu'elle ne respecte pas les conditions pour la levée des sanctions imposées depuis 1990. Malgré l'adoption de la résolution, il n'y a pas eu de retour des inspecteurs en désarmement ni de changement dans le programme humanitaire.
Fin novembre 2001, Washington met en garde Bagdad contre la production d’armes de destruction massive (ADM) : George W. Bush exige la reprise des inspections des Nations unies pour le désarmement en Irak. Les États-Unis exercent une pression de plus en plus élevée sur l’Irak en tentant de convaincre Saddam Hussein de laisser revenir les inspecteurs de l’ONU.
Le 5 décembre 2001, le chef de la diplomatie irakienne a dit que l'Irak refusait le retour des inspecteurs en désarmement demandé par Washington, estimant que seule l'ONU, et non les États-Unis, a le droit de décider de leur retour.
Le 29 janvier 2002, le président américain George W. Bush estime que l'Irak, au même titre que la Corée et l'Iran, fait partie d'un « axe du mal » : « Le régime irakien a comploté pour développer de l’anthrax, des gaz neurotoxiques, et des armes nucléaires depuis plus de dix ans. C’est un régime qui a déjà utilisé des gaz asphyxiants pour massacrer des milliers de ses propres citoyens, laissant les corps des mères courbés sur leurs enfants morts. C'est un régime qui a accepté les inspections internationales puis a expulsé les inspecteurs. C'est un régime qui a quelque chose à cacher au monde civilisé. De tels États et leurs alliés terroristes constituent un axe du mal s’armant pour menacer la paix dans le monde. En voulant acquérir des armes de destruction massive, ces régimes posent un danger grave et croissant. Ils pourraient fournir ces armes aux terroristes, leur donner des moyens égaux à leur haine. Ils pourraient attaquer nos alliés ou faire du chantage aux États-Unis. […] Les États-Unis ne permettront pas aux régimes les plus dangereux de nous menacer avec les armes les plus destructives au monde ». Selon George Bush, l'Irak constitue une menace car il n'a pas hésité à utiliser des armes chimiques contre son peuple et n'hésitera par conséquent pas à les utiliser contre les Occidentaux. Il accuse le régime irakien de poursuivre ses programmes d'armes chimiques et nucléaires secrètement, et ouvre la porte à une action préventive car Saddam Hussein ne se conforme pas aux inspections. Il est donc convaincu que le désarmement imposé au niveau international n'a pas marché.
Le 6 février 2002, l'Irak se dit prêt à autoriser la reprise des inspections de désarmement, mais fera marche arrière le 14 février estimant que c'était un « complot américain ».
Le 8 mars 2002, Kofi Annan, le secrétaire général des Nations unies rencontre le ministre irakien des Affaires étrangères afin de négocier le retour en Irak des inspecteurs en désarmement.
Le 18 mars 2002, le vice-président irakien Taha Yassine Ramadan a indiqué que son pays accepterait le retour des inspecteurs en désarmement des Nations unies, mais seulement si l'ONU définissait les sites à visiter et fixait un calendrier pour leur mission.
Le 15 avril 2002, le secrétaire à la Défense Donald Rumsfeld a dit douter que de nouvelles inspections permettent de lever les doutes sur les programmes d'armes de destruction massive de Saddam Hussein. Elles ne permettront pas, selon lui, d'assurer que le président irakien Saddam Hussein n'est pas en train de développer des armes nucléaires, chimiques ou biologiques. Rumsfeld a expliqué aux journalistes que même lorsque les inspecteurs des Nations unies étaient en Irak dans les années 1990, « la plus grande partie de ce qu'ils ont découvert était le résultat d'informations provenant de transfuges ». La remarque de Donald Rumsfeld reflète les différences de position au sein même de l'administration Bush à propos de la reprise des inspections. Certains hauts responsables craignent en effet que les inspections ne compliquent leur objectif de renverser Saddam Hussein par la force ; tandis que le département d'État a fait pression pour que l'Irak accepte la nouvelle commission des Nations Unies et permette la reprise des inspections qui avaient été abandonnées en 1998. Philippe Reeker, un porte-parole du département d'État, a dit que la politique des États-Unis était de soutenir la commission et les résolutions des Nations Unies qui exigent que l'Irak laisse un « accès libre et inconditionnel » aux sites d'armement suspectés. Selon lui, les inspecteurs « doivent pouvoir agir n'importe quand et n'importe où pour permettre aux inspections de répondre aux normes fixées par le Conseil de Sécurité ».
Hans Blix a expliqué que son approche consistera à placer la « charge de la preuve » sur l'Irak. C'est donc l'Irak qui devra démontrer qu'il ne possède pas et ne produit pas d'armes de destruction massive. Par ailleurs, il a dit qu'il y aurait des changements dans la façon de procéder, par rapport aux inspections qui ont eu lieu dans les années 1990 :
- la commission sera financée au moyen d'une surtaxe sur la vente du pétrole irakien, afin de garantir l'indépendance à la commission. Auparavant, elle était payée par les nations, ce qui entachait son indépendance[47] ;
- la nouvelle commission aura le droit de visiter les bases et les installations militaires irakiennes, en plus des usines suspectées de fabriquer des armes[47] ;
- les inspecteurs des Nations unies vérifieront les renseignements qui leur sont fournis par les autres États, mais « ce sera à sens unique ». Les anciens inspecteurs étaient en effet accusés de profiter des inspections pour recueillir des renseignements en Irak[47]. En 1999, un scandale avait effectivement éclaté dans la presse américaine, selon lequel des inspecteurs de l'UNSCOM chargés du contrôle de désarmement en Irak étaient en fait des agents spéciaux (la CIA était pointée du doigt) qui ont fourni des renseignements stratégiques lors de l'intervention américano-britannique du 16 au 19 décembre 1998 (Operation Desert Fox)[48] ;
- l'Irak n'aurait pas son mot à dire sur la nationalité des inspecteurs, et Blix a précisé que « exclure la participation des États-Unis était exclu ». Kofi Annan a également averti que ce n'était pas une « négociation » et que la durée des inspections et de la surveillance seraient décidés par les Nations unies et l'Irak n'aurait rien à y dire[47] ;
- Hans Blix a prévenu que si l'Irak n' « ouvrait pas toutes les portes » et ne coopérait pas pleinement, il stopperait les inspections et recommanderait le maintien des sanctions économiques contre l'Irak

Hans Blix a par ailleurs fait comprendre qu'aucun système n'était infaillible et qu'il s'attendait à ce qu'une « incertitude » persiste après les inspections.
Le 8 novembre 2002, les 15 membres du Conseil de sécurité des Nations unies votent la résolution 1441 qui stipule que si Saddam Hussein manque à ses obligations en matière de désarmement, il en découlera de « graves conséquences ».
Le 27 novembre, l’Irak accepte que la nouvelle résolution de l’ONU soit mise en application et voit la reprise des inspections dès le lendemain. La CIA, qui espère rendre les contrôles plus efficaces et accroître les chances de trouver des armes de destruction massive, renseigne les inspecteurs sur leurs caches et emplacements probables.

#### La CIA à la recherche des armes de destruction massive
La CIA, dans son rapport d’octobre 2002 intitulé « Iraq’s Weapons of Mass Destruction Programs » est très claire sur le sujet : depuis la fin des inspections de 1998 et en violation des résolutions et des restrictions des Nations unies, l’Irak a maintenu ses projets d’armes chimiques, a poursuivi le développement et la production de missiles et s'est investi bien plus encore dans les armes biologiques. La plupart des experts estiment que l’Irak a reconstitué son programme d’armes nucléaires, a repris la production d’agents chimiques (gaz VX, sarin, moutarde…), conservé et développé des missiles, a acquis un moyen d'enrichir l'uranium, etc..
Néanmoins, ce n’est pas l’avis de tout le monde. Ainsi, Joseph C. Wilson, ancien diplomate et chargé de la question de l’Irak, s’est vu confier par la CIA, en février 2002, l’enquête sur l’uranium nigérien dont aurait pu se servir Saddam pour son programme nucléaire. Son rapport est clair : il n’a rien trouvé.
Cependant, le 24 septembre 2002, l’uranium nigérien refait surface dans un rapport britannique ; ce rapport précise que l’Irak tente de se fournir en uranium dans des pays africains. Et, en janvier 2003, pour prouver devant les Nations unies que l’Irak relance son programme nucléaire, George W. Bush fait usage du rapport britannique.
Bien que les agents de la CIA n’aient pas trouvé d’arme de destruction massive, ils restent persuadés que l’Irak en possède. Ils fondent leur conviction en comparant le document de 11 807 pages que l’Irak a remis aux Nations unies dans le cadre de la résolution 1441, déclarant ce que l’Irak possède encore comme armement, avec ce qu’ils ont comptabilisé après la guerre du Golfe de 1991.
Entre l'invasion de l'Irak en 2003 et 2011, plus de 5 000 munitions chimiques pour l'artillerie et l’aviation datant d'avant 1991 ont été découvertes dans le pays ainsi que plusieurs tonnes de divers produits chimiques, la moitié environ en 2006,. Pour exemple, en 2004, les forces armées polonaises ont trouvé 17 munitions chimiques

#### Efforts en vue d'un vote au Conseil de sécurité

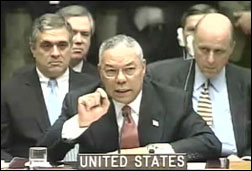
Colin Powell, secrétaire d'État des États-Unis, tenant une capsule présentée comme contenant de l'anthrax, lors d'une session du Conseil de sécurité des Nations unies, prétendant que l'Irak est susceptible de posséder des armes de destruction massive, 5 février 2003.

Le 14 février 2003, le ministre français des Affaires étrangères Dominique de Villepin déclare dans un discours remarqué que « l'intervention militaire serait la pire des solutions. » Ce discours, qui précède celui de Jacques Chirac à la télévision américaine le 16 mars 2003, marquera le début d'une campagne antifrançaise menée par plusieurs membres du parti républicain, qu'illustrent bien les Freedom fries, renommées ainsi en lieu et place des French Fries. Devant les réserves de la France et de l'Allemagne, qui rappellent notamment le 22 janvier 2003 que « seul le Conseil de sécurité des Nations unies est habilité à […] engager une opération militaire contre l'Irak », les États-Unis suscitent diverses initiatives.
- La première est la Lettre des Huit diffusée le 29 janvier et signée par l'Italie, l'Espagne, le Portugal, le Royaume-Uni, le Danemark, la Pologne, la Hongrie et la Tchéquie. Celle-ci rappelle notamment que « le lien transatlantique est une garantie de notre liberté. Grâce au courage, à la générosité et à la perspicacité américaine, l'Europe a été libérée des deux formes de tyrannie qui dévastèrent notre continent au vingtième siècle : le nazisme et le communisme »[60].
- Le 5 février 2003, un autre appui est donné à une intervention militaire par le Groupe de Vilnius : Estonie, Lettonie, Lituanie, Slovaquie, Slovénie, Bulgarie, Roumanie, Albanie, Croatie et Macédoine.

Le 5 février 2003, le secrétaire d'État Colin Powell passe devant le Conseil de sécurité des Nations unies pour dévoiler les preuves des activités illicites du régime baasiste. Il fait défiler des photos de camions présentés comme des prototypes de laboratoire mobile de recherche biologique (en) (sur la base des faux renseignements de « Curveball », ingénieur chimiste irakien à l’origine d’une des plus grandes supercheries de l’histoire du renseignement,), des photos satellites d’usine d’armes chimiques et de bunkers, l’enregistrement d’une conversation entre des officiers de la garde républicaine irakienne qui parlent d’« agents neurotoxiques » et présente finalement un flacon de poudre blanche : de l’Anthrax. Il insiste : « chacune des déclarations que je fais aujourd’hui s’appuie sur des sources, des sources solides ». Cependant, quand Lewis S. Libby, secrétaire général du vice-président Dick Cheney, avait remis ce discours à Colin Powell, ce dernier l’aurait rejeté en disant : « c’est de la merde, rien ne se tient ! ».

### Oppositions à la guerre

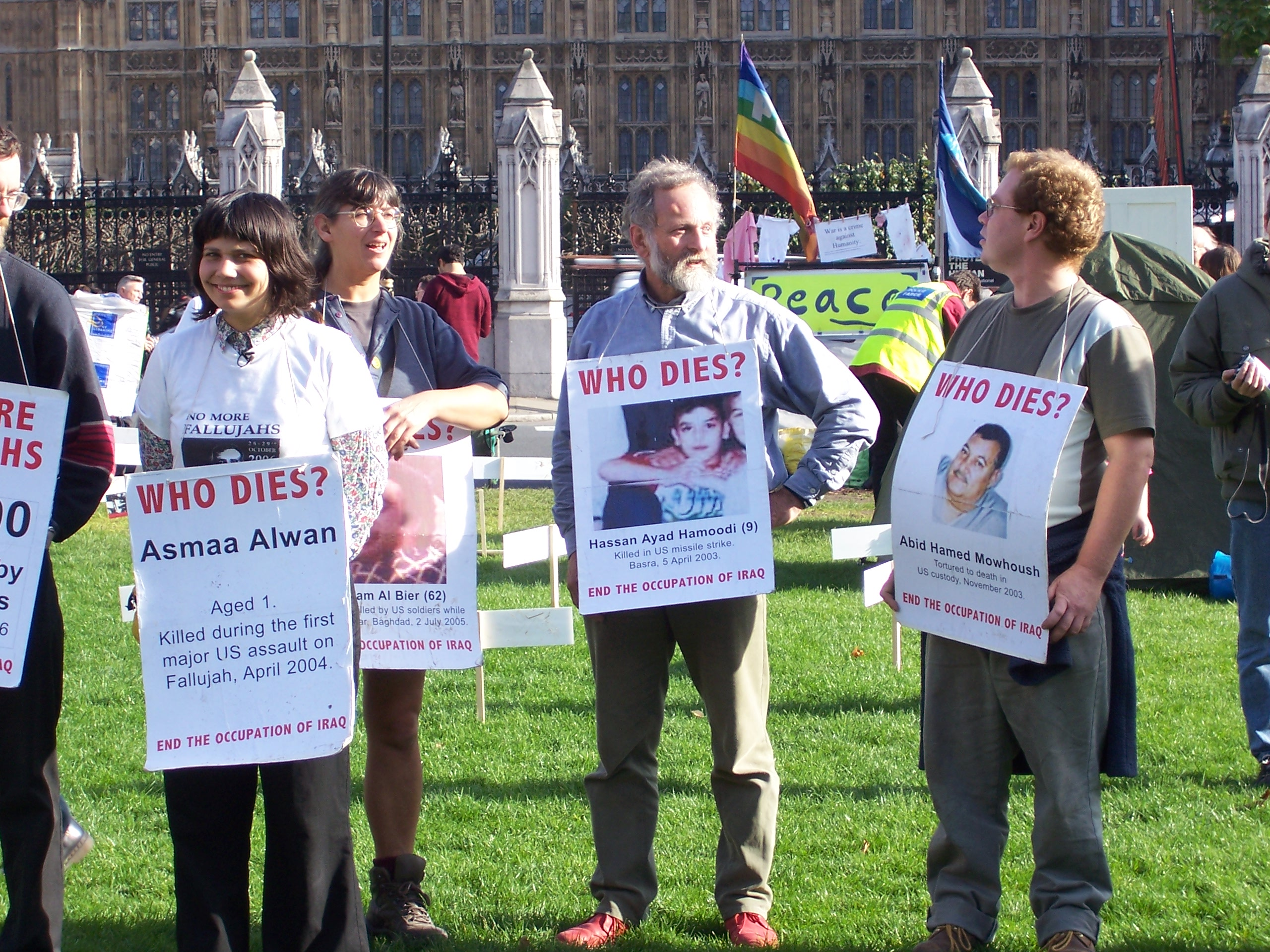
Manifestation devant les « houses of parliament ».

Dans un très grand nombre de pays, d'importantes manifestations ont rassemblé la population voulant montrer son refus de l'intervention américano-britannique. Le mouvement a été particulièrement intense en Europe, où, selon les sondages, entre 70 et 90 % de la population était opposée à cette guerre. À Londres, à Barcelone et Madrid particulièrement, les importantes manifestations ont démontré la rupture entre les décisions des deux gouvernements, qui soutenaient la guerre, et la volonté des citoyens, qui étaient massivement contre.
Noam Chomsky pense que c'est « la première fois dans l'histoire occidentale qu'une guerre impérialiste suscite une telle opposition avant même qu'elle ait été lancée ».
Le plasticien Phil Hansen a, par la suite, stigmatisé le conflit à travers son portrait-charge de George W. Bush comportant les mentions nominales des soldats américains morts en Irak.
Le gouvernement Bush a été très sensible aux critiques venant de citoyens américains, au point de demander à la CIA des enquêtes et des écoutes téléphoniques illégales pour pouvoir dénigrer publiquement les détracteurs de cette guerre.

## L'option militaire: la guerre conventionnelle en mars 2003
Les négociations devant les Nations unies pour tenter de trouver une solution pacifique au « problème irakien » n'aboutissent pas. La France, la Russie et la Chine, trois membres permanents du Conseil de sécurité de l'ONU, menacent d'utiliser leur droit de veto pour empêcher que l'ONU n'approuve l'intervention armée contre l'Irak. La probabilité qu'une majorité du Conseil de sécurité refuse de suivre les États-Unis et le Royaume-Uni est forte, et ces derniers décident d'attaquer l'Irak sans l'aval du Conseil de Sécurité, ce qui constitue une violation de la Charte des Nations unies. Les forces de la coalition menée par les États-Unis, dont les forces sont déjà prépositionnées dans le golfe Persique et prêtes à intervenir, lancent l'assaut sur l'Irak le 20 mars 2003. Leur objectif est Bagdad, la capitale irakienne, l'un des piliers du régime de M. Hussein.

### Les forces de la coalition

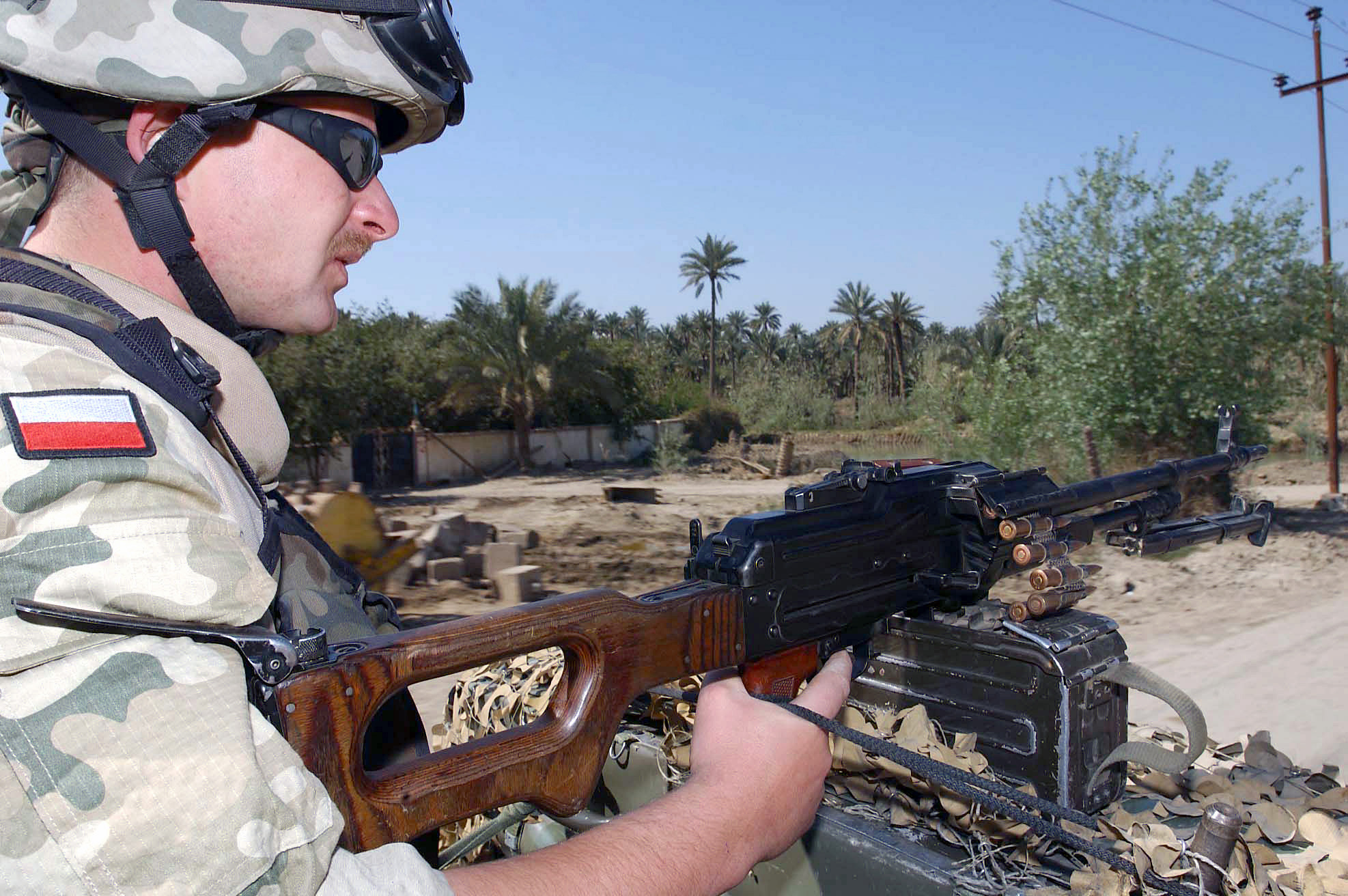
Forces armées polonaises

Engagement de forces armées lors de l'offensive initiale : États-Unis, Royaume-Uni et Australie.
Pays ayant un rôle actif et significatif dans le soutien logistique, politique et armé : l'Australie, la Bulgarie, la Corée du Sud, le Danemark, l'Espagne jusqu'en mars 2004 (retrait des troupes à la suite des élections législatives), les États-Unis, la Hongrie, l'Italie, le Japon, la Lituanie, les Pays-Bas, les Philippines, jusqu'en juillet 2004 (désengagement à la suite de l'exécution d'un otage philippin), la Pologne (fin d'engagement officielle le 4/10/2008), le Portugal, la Roumanie, le Royaume-Uni, la République tchèque, la Slovaquie, la Turquie, l'Ukraine.
En mars 2003, les 48 pays de la coalition cités par la Maison-Blanche sont : l'Afghanistan, l'Albanie, l'Angola, l'Australie, l'Azerbaïdjan, la Bulgarie, Colombie, la Corée du Sud, le Danemark, la République dominicaine, le Salvador, l'Érythrée, Espagne, l'Estonie, les États-Unis, l'Éthiopie, la Géorgie, le Honduras, la Hongrie, l'Italie, l'Islande, le Japon, le Koweït, Lituanie, la République de Macédoine, les Îles Marshall, les États fédérés de Micronésie, la Mongolie, le Nicaragua, l'Ouganda, l'Ouzbékistan, les Palaos, Panama, les Philippines, la Pologne, le Portugal, la Roumanie, le Rwanda, Singapour, la Slovaquie, la République tchèque, le Royaume-Uni, les Tonga, la Turquie, l'Ukraine.
Le Costa Rica, initialement inclus, est enlevé après la décision de la Cour constitutionnelle invalidant le soutien apporté par le Président Pacheco.
L'Espagne reste engagée seulement un an dans la coalition. Elle y participe initialement sur décision du président du gouvernement José María Aznar, du Parti populaire (PP), tandis que José Luis Rodríguez Zapatero, du Parti socialiste ouvrier espagnol (PSOE), s'y oppose et s'engage à rapatrier le corps expéditionnaire s'il accède au pouvoir. Ayant remporté les élections générales du 14 mars 2004, il confirme cet engagement et les troupes déployées en Irak reviennent au pays à la fin de l'année.
L'engagement australien : lors de l'invasion de l'Irak en mars 2003, l'Australie menée par le conservateur John Howard lance l'opération Bastille, en envoyant environ 2 000 hommes, trois navires de guerre et une quinzaine d'avions de chasse. Pendant la campagne électorale de l'automne 2004, l'opposition travailliste avait promis de ramener les soldats australiens au pays. La victoire du parti de John Howard, allié de George W. Bush, aux élections législatives d'octobre 2004 a prolongé le soutien à l’opération américaine en Irak (environ 850 Australiens sur place en 2004) jusqu'à la fin de la mission militaire le 28 juillet 2009.
En novembre 2006, les forces non-américaines, représentent environ 10 % des effectifs.
Outre le Royaume-Uni, les nations ayant alors des forces en Irak sont (dans l'ordre décroissant des effectifs) : la Corée du Sud, l'Australie, la Pologne, la Roumanie, le Danemark, le Salvador, la Géorgie, l'Azerbaïdjan, la Bulgarie, la Lettonie, l'Albanie, la Slovaquie, la République tchèque, la Mongolie, la Lituanie, l'Arménie, la Bosnie-Herzégovine, l'Estonie, la Macédoine, le Kazakhstan et la Moldavie soit plus de 14 000 militaires.
Des nations comme le Japon ont retiré à cette date leurs forces terrestres mais contribuent à la logistique de l'opération.
En 2010, hors un contingent américain dont le retrait est annoncé, il reste environ 150 Britanniques ayant un rôle de formateurs.

### Déroulement et issue de la guerre

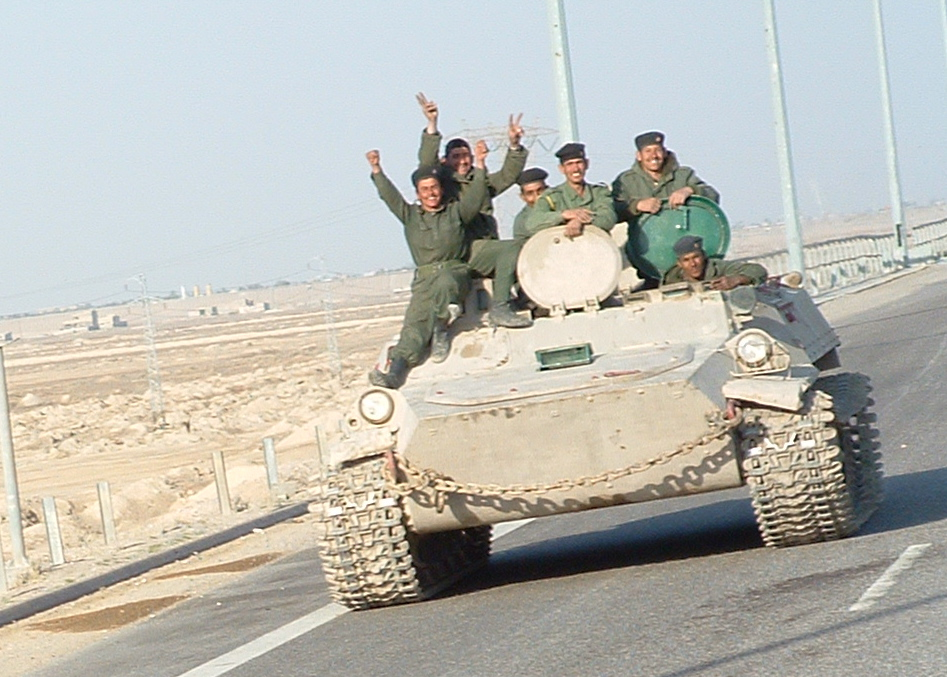
Militaires irakiens montés sur un véhicule de transport de troupes russe, 28 février 2003

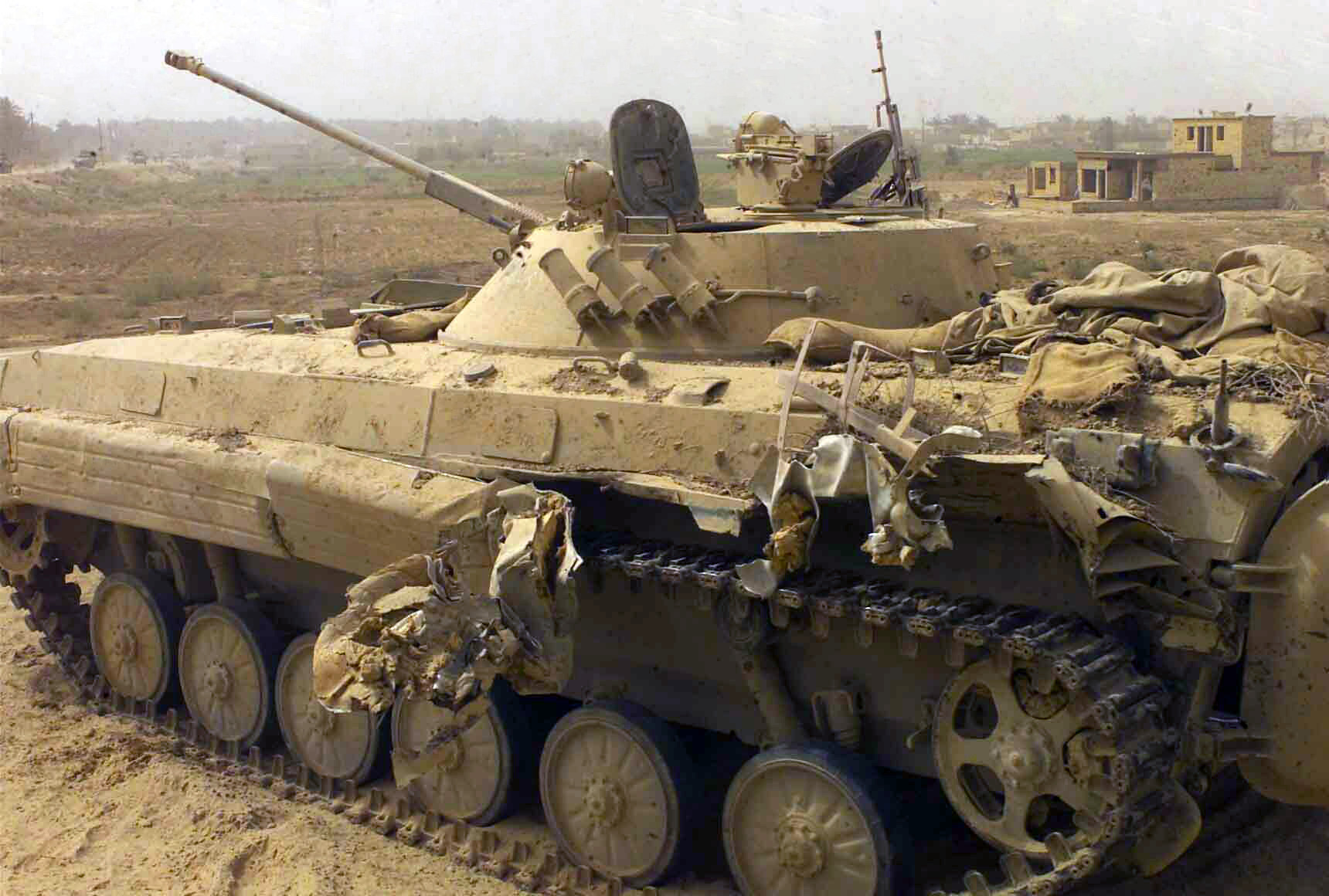
VCI BMP-2 irakien détruit pendant l'offensive

Le 20 mars 2003, à 5 h 34 du matin heure de Bagdad, l'invasion de l'Irak débute sans déclaration de guerre. Le 19 mars 2003, à 21 h 37, soit quelques heures après la fin de l'ultimatum de 48 heures qui demandait au président irakien Saddam Hussein ainsi qu'à ses fils Oudaï et Qusay de quitter l'Irak, les États-Unis ont lancé des missiles sur Bagdad.
L'Irak réplique en envoyant sur le Koweït, à partir d'une vedette rapide de fabrication soviétique dissimulée dans le littoral, plusieurs missiles anti-navires HY-2. Au total, l'armée irakienne lance une vingtaine de missiles balistiques en direction du Koweït, où est prépositionnée une bonne partie des forces de la coalition. La plupart sont interceptés par des batteries de missiles MIM-104 Patriot ou tombent dans des zones inhabitées. L'un d'eux, cependant, tombe près du quartier général de la 1st Marine Expeditionary Force américaine, le 3 avril 2003 à 7h18 UTC.

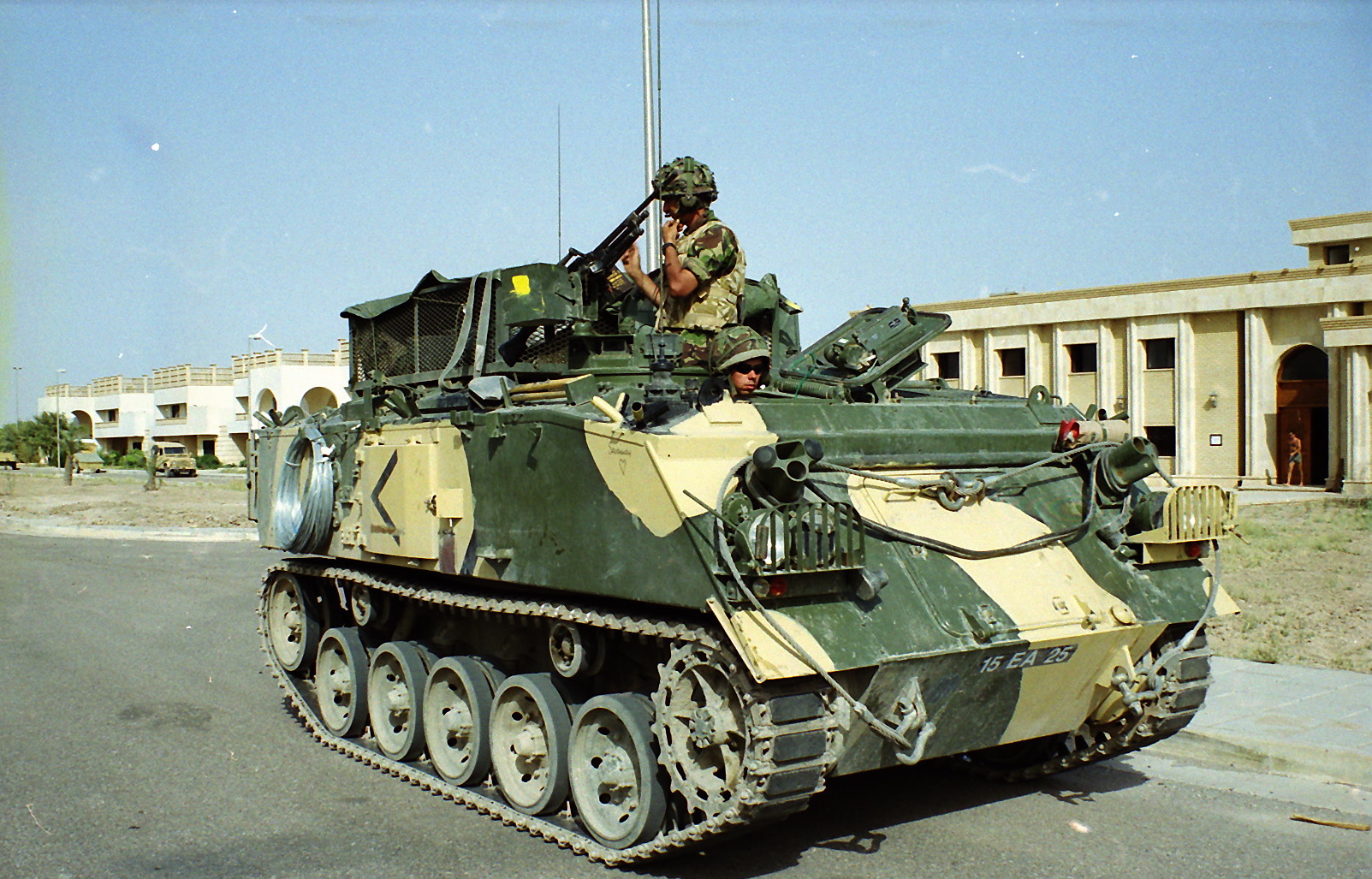
VTT FV432 britannique dans les rues de Bassorah en 2003

La stratégie de la coalition consiste d'abord en des bombardements ciblés et répétés de la capitale irakienne et autres villes importantes, visant à la fois à terroriser les Irakiens (l'espoir de la coalition étant de voir des désertions massives dans l'armée irakienne ou un soulèvement de la population irakienne) et à détruire les systèmes de défenses du pays. Les bâtiments les plus bombardés sont les palais présidentiels (en) et les édifices du parti Baas, ainsi que les casernements que les forces armées irakiennes avaient évacuées plusieurs semaines auparavant[réf. nécessaire], et les systèmes fixes de communications irakiens. Les forces de la coalition passèrent à l'offensive terrestre à partir de 18 h 30 UTC quelques heures après le début les bombardements aériens contrairement à ce qui s'était passé lors de l'opération Tempête du désert.

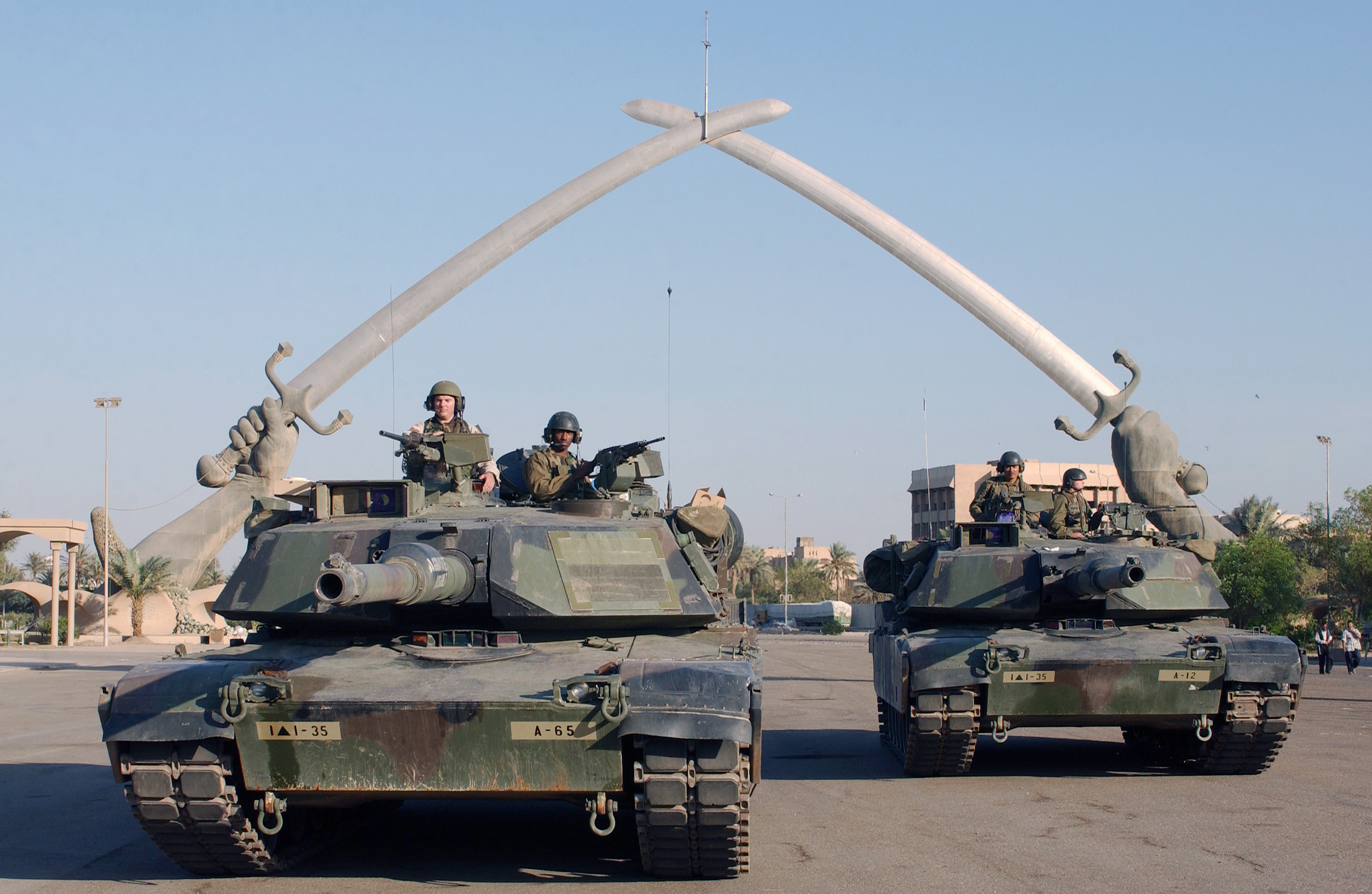
Chars M1 de la 1re Division blindée américaine à Bagdad devant les mains de la victoire commémorant la guerre Iran-Irak

Parallèlement aux bombardements aériens, trois divisions de l'US Army, la 1re force expéditionnaire de Marines américaine (I Marine Expeditionary Force de l'US Marine Corps et la 1re division blindée britannique de la British Army, comptant 100 000 hommes de troupe et des milliers de blindés sous le commandement de l'United States Central Command stationnés au Koweït, entrent dans le pays essentiellement par la frontière sud et affrontent trois des dix-sept divisions de l'Armée régulière irakienne (chaque division irakienne étant d'une force militaire équivalente à un régiment de la coalition, soit à un régiment mécanisé en combat rapproché, soit à un régiment d'infanterie légère[réf. nécessaire][réf. nécessaire], et les onze autres au Kurdistan[réf. nécessaire]) et ne disposant pas d'une logistique leur permettant de se déplacer à plus de quelques dizaines de kilomètres de leur garnison[réf. nécessaire])) et quatre des six divisions de la Garde républicaine (chaque division de la Garde étant d'une force militaire équivalente à une brigade de la coalition : au total, trois Brigades blindées en combat rapproché et 1 Brigade d'infanterie motorisée[réf. nécessaire]) ; les diverses milices, tels les fedayins de Saddam, essentiellement chargées d'assurer la garde statique de points sensibles, n'ont pratiquement pas eu l'occasion de combattre.
Des combats sont menés pendant plusieurs jours dans les villes d'Umm Qasr et de Nassiriya, pendant près de deux semaines à Bassorah, la résistance des Irakiens, combattant exclusivement en milieu urbain ou semi urbain, étant plus forte que ce que l'état-major de la coalition ne l'avait escompté. En particulier, des commandos irakiens (ou des forces spéciales irakiennes) tiennent des quartiers d'Umm Qasr pendant presque une semaine[réf. nécessaire], et les forces de l'armée régulière irakienne à Bassorah composé de la 6e division blindée irakienne et de la 51e division mécanisée irakienne de la coalition. Les forces irakiennes de Bassorah étaient seulement appuyées par une artillerie du volume total d'un bataillon (canons tractés D-20 et/ou D-30) et ne disposaient d'aucun appui aérien[réf. nécessaire], « fixèrent » la 1re division blindée britannique flancgardée sur sa droite par la 3 Commando Brigade des Royal Marines débarquée à Faw, et disposant de l'appui aérien de la coalition) dans les faubourgs de cette ville pendant toute la durée du déplacement des forces américaines vers Bagdad[réf. nécessaire], et empêchèrent ainsi cette division blindée britannique de participer à l'offensive sur Bagdad aux côtés des forces américaines, comme cela était très probablement initialement prévu ; une fois leur mission accomplie, les forces irakiennes de Bassorah ne se rendirent pas, mais « s'évaporèrent »[réf. nécessaire], alors qu'elles avaient certainement la possibilité de tenir encore plus longtemps. De même, une force de l'armée régulière irakienne de Nassiriya, composé de la 11e division irakienne d'infanterie, appuyée par un petit nombre de mortiers, ne disposant pas de blindés, s'opposa avec succès à Nassirya, pendant près de trois jours, au franchissement à cet endroit de l'Euphrate par une brigade de l'US Marine Corps disposant pourtant de moyens très supérieurs sur le plan de la qualité[réf. nécessaire]. L'infanterie mécanisée américaine, fortement blindée, avec ses chars lourds de combat Abrams, ses VCI Bradley, accompagnée d'une très puissante artillerie lourde (automoteurs M109 howitzer et lance-roquettes multiples M270) et disposant d'une suprématie aérienne totale, a ensuite contourné les villes dans leur marche vers Bagdad. L'objectif était d'atteindre le plus rapidement possible le point central du régime, en espérant qu'une chute de la capitale entraînerait la reddition des foyers de résistance partout ailleurs.
En parallèle, dans la région du Kurdistan, la coalition avait initialement prévue que la 4e division d’infanterie mécanisée de l'US Army venue de la province de Mardin en Turquie, division assez légère mais la plus moderne de toute l'armée américaine au point de vue de son informatisation (mais encore en cours d'expérimentation), « fixe » dans cette région, avant l'invasion, une partie importante de l'armée irakienne, cette division ayant pour mission, soit de menacer Bagdad dans l'hypothèse où l'armée régulière irakienne se trouvant au Kurdistan se serait rendue, soit de « fixer » pendant toute la durée de l'invasion, et jusqu'à la chute de Bagdad, une partie importante de l'armée irakienne dans cette région, les forces kurdes du PDK et du UPK devant dans le même temps menacer Mossoul et Kirkouk[réf. nécessaire]. Cette division n'est finalement pas autorisée à débarquer en Turquie et, devant rejoindre le Koweït par bateau, arrivera après la fin des combats.
Face à cette menace, les Irakiens avaient massé à l'ouest de Bagdad onze divisions de l'armée régulière irakienne et deux divisions de la Garde républicaine[réf. nécessaire] : en première ligne, face à la frontière avec la Turquie, les forces irakiennes étaient équivalentes à deux brigades d'infanterie motorisée de la coalition, auxquelles il faut ajouter des groupes paramilitaires dans Mossoul et Kirkouk ; en seconde ligne, des forces équivalentes à trois brigades de la coalition se trouvaient sur chacun des trois axes routiers menant du Kurdistan à Bagdad. Les forces en présence étaient relativement équilibrées, voire légèrement à l'avantage des défenseurs irakiens, bien que la suprématie aérienne de la coalition lui donnait certainement en réalité l'avantage ; néanmoins, au cas où l'armée régulière irakienne aurait décidé de combattre, il est peu probable que cette Grande Unité américaine, « expérimentale » et dont tous les équipements n'étaient pas encore opérationnels, aurait réellement cherché à l'affronter et à la réduire, par souci de limiter ses pertes en vies humaines[réf. nécessaire]. Finalement, moins d'un mois avant la date de l'invasion, la Turquie n'autorisa pas les forces terrestres américaines à opérer depuis son territoire ; néanmoins, compte tenu de la faiblesse de la logistique irakienne, la plus grande partie de l'armée irakienne du Kurdistan fut forcée de demeurer sur place, à l'exception de quelques unités de la Garde républicaine qui furent envoyées en renfort des unités de la Garde qui assuraient la défense de Bagdad[réf. nécessaire]. En remplacement de cette Division d'infanterie mécanisée, l'armée américaine envoya au Kurdistan une Brigade aéroportée, principalement destinée à empêcher une intervention de l'armée turque dans cette région et à contrôler l'action des forces kurdes du PDK et du UPK[réf. nécessaire] ; cette Brigade, en conformité avec une tactique que l'armée américaine avait déjà utilisée en Afghanistan, se contenta de suivre et d'appuyer si nécessaire les forces kurdes, sécurisant par exemple les ponts, forces kurdes qui avaient maintenant pour objectif la prise des villes de Mossoul et de Kirkouk. Les forces de l'armée régulière irakienne n'opposèrent pratiquement aucune résistance aux forces kurdes, ayant probablement eu pour consigne (pour motiver ses soldats dans une guerre qui se voulait être une « guerre de défense nationale » et non pas une guerre de défense du régime ou une guerre civile) de ne combattre que les forces « étrangères », les Kurdes étant alors considérés par les Irakiens comme des Irakiens[réf. nécessaire], et les villes de Mossoul et de Kirkouk furent pratiquement prises sans combat, après que les forces de l'armée régulière irakienne se furent (tout comme les autres forces de l'armée irakienne, qui ne se rendirent jamais, à l'exception, à la fin des hostilités, des généraux commandant des régions militaires) « évaporées »[réf. nécessaire].
Dans les mois qui avaient précédé l'invasion, les forces de la coalition avaient fait courir le bruit d'une possible vaste opération aéroportée qui, depuis le désert irakien situé près de la frontière jordanienne, aurait pu conduire une offensive sur Bagdad en passant par Falloujah ; en réalité, cette opération, demandant des moyens très importants, en particulier au niveau de la logistique, et très risquée si les Irakiens avaient décidé de mettre en place des troupes sur les aérodromes qui auraient dû dans ce cas être utilisés par les forces de la coalition, ne semble jamais avoir été réellement planifié, et les Irakiens ne semblent pas y avoir réellement cru[réf. nécessaire] ; ils placèrent néanmoins quelques troupes à Falloujah, ville qui pouvait, de toute manière, être menacée par des troupes de l'US Army si celles-ci avaient décidé de se flanc garder sur leur aile gauche lors leur attaque principale sur Bagdad par le Sud[pas clair]. En fait, la coalition se contenta d'envoyer quelques forces spéciales dans cette région désertique uniquement défendue côté irakien par des gardes frontières. Les forces spéciales américaines se contentèrent de progresser vers le nord, afin de contrôler la frontière de l'Irak avec la Syrie et d'empêcher ainsi une fuite éventuelle des dirigeants irakiens en direction de la Syrie, si ceux-ci avaient décidé de faire une telle tentative[réf. nécessaire].
Après seulement 19 jours de déplacement et au prix de quelques combats (depuis le départ du Koweït), l'armée américaine a bousculé facilement au sud et à l'est de Bagdad des unités de la Garde républicaine[réf. nécessaire] (entièrement composées de militaires professionnels, en majorité, ou presque exclusivement, des sunnites[réf. nécessaire]), principalement équipées de chars moyens T-72 Lion de Babylone, de véhicules de transport de troupes (VTT) BTR à roues, de véhicules de combat d'infanterie (VCI) BMP-1 et de VCI BMP-2, ne dépassant jamais un volume équivalent à un escadron blindé des forces de la coalition[réf. nécessaire], unités combattant de façon isolée et apparemment très mal commandées au niveau du commandement de la Garde républicaine ; le commandant des opérations (civil) de la région militaire centre, incluant en particulier les régions de Bagdad, de Tikrît, de Baqubah et de Kut, défendue par la garde républicaine, était Qoussaï Hussein[réf. nécessaire], l'un des deux fils de Saddam Hussein. L'armée américaine a alors pénétré dans Bagdad, menant des attaques contre des bâtiments symboliques du gouvernement irakien, alors que le premier plan du Pentagone aurait prévu de parvenir à 80 km de la capitale après 47 jours. Pendant le déboulonnement de la statue de Saddam Hussein, celui-ci se trouve à quelques kilomètres de là dans un quartier de Bagdad, où il exhorte ses troupes aux combats; c'est sa dernière apparition connue avant son arrestation. L'armée américaine a pris le contrôle de la capitale avec une série de raids blindés qui ont facilement réduit une faible résistance, mal organisée, de la Garde républicaine chargée de la protection des palais présidentiels, et de divers groupes paramilitaires.
Le régime de Saddam Hussein est tombé dans les jours suivants. Les dernières poches de résistance armée n'ont alors pas tardé à tomber.

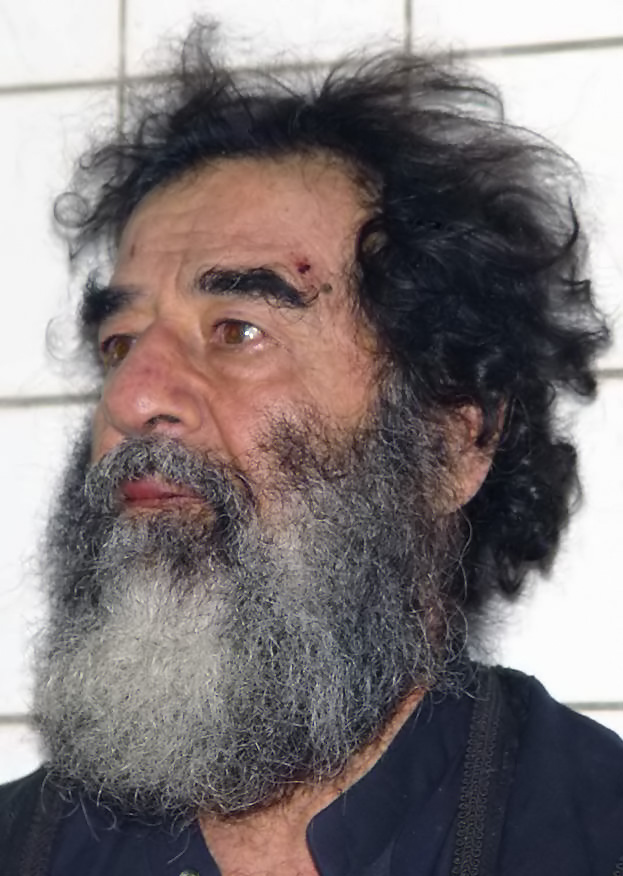
Saddam Hussein lors de son arrestation

### Traque des ex-dirigeants irakiens baasistes
Les troupes de la coalition recherchent ensuite les hauts responsables du gouvernement irakien déchu (symbolisés à travers les figures d'un jeu de cartes). Certains peuvent être arrêtés rapidement, d'autres ne sont pris qu'au bout de plusieurs mois, en particulier les deux fils de Saddam Hussein, Udaï et Qusaï (tués tous deux le 22 juillet 2003). En février 2005, sur les cinquante-cinq plus hauts dignitaires de l'ancien régime, seuls onze sont encore en fuite. Parmi eux se trouve Ezzat Ibrahim al-Douri, le « roi de trèfle », dont la mort a été annoncée à plusieurs reprises mais qui serait encore actif en Irak, dans la clandestinité, en 2015.
Saddam Hussein, quant à lui, est arrêté dans une cave par l'armée américaine à Tikrit dans la nuit du 13 au 14 décembre 2003, avec l'aide de Kurdes. Après avoir été jugé par le Tribunal spécial irakien, il est pendu le 30 décembre 2006 au matin.

### Médiatisation
Une des grandes premières de cette guerre a été sa très grande médiatisation. Certains journalistes étaient présents aux premières lignes, intégrés ou aux côtés des troupes de la coalition, ou dans des zones potentiellement dangereuses. Seuls les journalistes embarqués avaient directement accès au front, et leur neutralité a été mise en cause pour des raisons psychologiques et d'indépendance.
Les journalistes embarqués devaient s'engager à respecter des règles destinées à protéger le personnel militaire contre les informations qui pourraient potentiellement porter atteinte à leur sécurité durant les opérations de combat. Selon le Combined Press Information Center du Multi-National Forces-Iraq (MNF-I), le but de ces règles n'est pas d' « empêcher la publication d'informations embarrassantes, négatives ou de dénigrement » ou de porter atteindre au droit des médias de couvrir les opérations de combat ; le CPIC considère que « durant une opération, des informations spécifiques sur les mouvements, des tactiques et la disposition des forces alliées qui pourraient mettre en péril la sécurité ou la vie ne doivent pas être diffusées ». À ce titre, les médias ne peuvent pas rapporter l'appellation des unités, les noms des opérations et la taille des forces alliées impliquées, avant que cela n'ait été rendu public par l'unité opérationnelle ou le MNF-I. Les règles à respecter par les journalistes sont inscrites dans la directive 5122.5 « News Media Ground Rules » du département de la Défense. Parmi ces règles, il est prévu que :
- toutes les interviews avec le personnel doivent être enregistrées à moins que l'officier responsable des affaires publiques permette d'y déroger ;
- dans les camps et bases, les journalistes doivent être escortés par les affaires publiques pour des raisons de sécurité, de sûreté et opérationnelles. Les médias restent avec leur escorte militaire et doivent suivre les instructions en tout temps, jusqu'à la diffusion.
- les journalistes doivent être aptes physiquement et capables de transporter leur équipement. Si le commandant estime qu'un journaliste ne répond pas à cette exigence, ce dernier sera évacué du théâtre des opérations.
- Les journalistes ne peuvent détenir d'armes, du matériel pornographique ou des boissons alcoolisées lorsqu'ils sont incorporés dans une unité ou font des rapports
- les badges de sécurité du personnel du MNF-I ne peuvent être filmés
- les journalistes peuvent couvrir les morts et blessés. Cependant, les noms, les vidéos ou les photographies, les descriptions orales ou écrites ne peuvent être diffusées sans l'accord écrit préalable du blessé. Le département de la Défense se charge de diffuser les noms des militaires décédés. Par respect pour les familles, les noms ou les images permettant d'identifier clairement les individus tués en action ne peuvent pas être diffusés.
- Les journalistes doivent se conformer à un minimum de discipline. Ils ne peuvent faire usage de lumière (flashs ou spots lumineux) lorsqu'ils couvrent des opérations de nuit, à moins que cela ne soit autorisé par le commandant.
- Les médias ne peuvent diffuser des informations classifiées, des informations sur le nombre, l'équipement, la disposition, les manœuvres, les tactiques, les opérations, les cibles (etc) des forces armées. Ils ne peuvent pas non plus diffuser d'informations sur les unités des opérations spéciales. Les médias ne peuvent communiquer sur les personnes disparues, les avions abattus ou les navires disparus lorsque les opérations de recherche et de secours sont en cours.
- concernant les prisonniers et les détenus, les journalistes ne peuvent diffuser aucune vidéo ou image permettant de les reconnaître ou de les identifier, ou qui susciteraient la curiosité publique ou les dénigrerait aux yeux du public. Ils ne sont pas non plus autorisés à les interviewer[78].

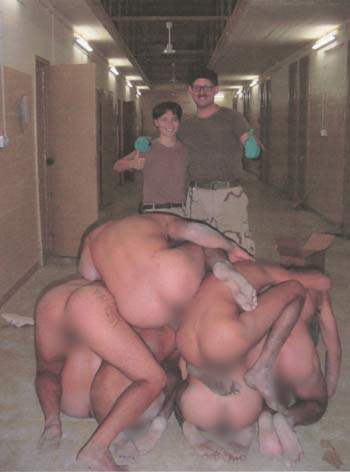
Scandale d'Abou Ghraib : des détenus sont maltraités.

Une partie importante de la presse internationale était rassemblée au plein cœur de Bagdad, dans l'hôtel Méridien-Palestine. Le 8 avril, deux journalistes qui filmaient à partir des fenêtres de cet hôtel tombent victimes d'un obus tiré par un tank américain : l'Ukrainien Taras Protsyuk de l'agence Reuters et l'Espagnol José Couso, de Telecinco. Le même jour, Tarek Ayoub, journaliste à la chaîne Al Jazeera, est tué par un missile tiré d'un avion américain alors qu'il filmait depuis le toit de sa maison.

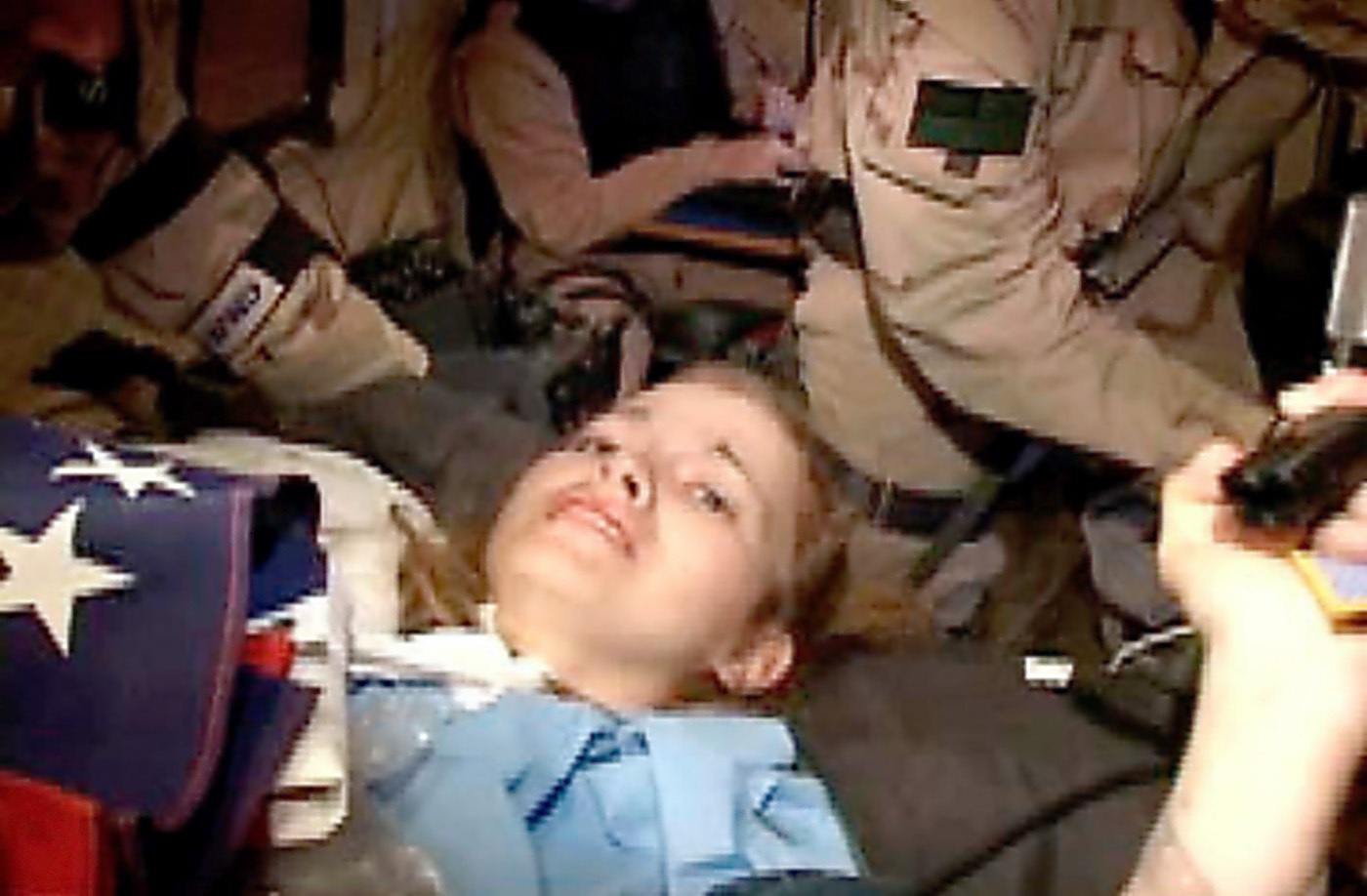
Le sauvetage de Jessica Lynch, mené par les Special Forces en pleine couverture médiatique de l'opération liberté irakienne, a été planifié comme un spectacle hollywoodien visant à émouvoir les téléspectateurs. Consulter cinéma de sécurité nationale.
Cette photo émane des services de presse de l'USCENTCOM.

La presse était surtout bienvenue pour les opérations de propagande. Ainsi, la libération de la militaire Jessica Lynch d'un hôpital irakien, où elle est alors soignée après avoir été gravement blessée le 23 mars lors d'une embuscade, est présentée comme une opération de sauvetage à haut risque, filmée par des caméras à vision nocturne, alors qu'il n'y a aucune présence militaire irakienne dans la zone. Cette mise en scène hollywoodienne et l'énorme médiatisation subséquente servirent à l'administration Bush pour justifier la guerre. Dans des entrevues au Time et à CNN, Jessica elle-même reconnaît que toute l'opération menée contre l'hôpital avait été une mise en scène,.
Une autre conséquence de la médiatisation de cette guerre est le bruit qui a couru, et qui s'est confirmé, à propos des tortures dans les prisons d'Abu Ghraib, à l'ouest de Bagdad.
La fin de l'opération de guerre conventionnelle est savamment orchestrée lors d'un discours du président prononcé le 1er mai 2003 sur le pont d'un porte-avions nucléaire sur lequel on peut lire la bannière Mission accomplie ; le président américain le prononce sur un ton victorieux après avoir atterri avec un Lockheed S-3 Viking.

#### Le développement du sentiment anti-français
La position officielle de la France, qui est contre une telle invasion armée, aura pour conséquence l’émergence d’un fort sentiment anti-français en Amérique. Ce sentiment a été poussé autant par les différents acteurs politiques du pays que par les médias américains d’eux-mêmes.

##### Le parallèle avec la «presque-guerre» des années 1790
Le développement du sentiment anti-Français à partir de 2003 a plusieurs similarités avec celui qui s’est développé vers la fin années 1790 durant la quasi-guerre de 1798 à 1800 qui a opposé la France aux États-Unis. Cette quasi-guerre a pour cause la neutralité des États-Unis dans la guerre opposant à l’époque la France et le Royaume-Uni, ainsi que le refus des Américains de payer la dette contractée avec la France. Cela ira jusqu’à la coupure des relations diplomatiques entre les deux pays, mais les pertes humaines seront tout de même relativement faibles. Lors des deux crises, on retrouve des déclarations, au plus haut niveau du gouvernement américain, qui présentent la France comme un antagoniste des États-Unis. En 1798, c’est le président John Adams lui-même qui fait des appels aux armes contre les Français devant des assemblées municipales et des compagnies de milice, alors que des représentants du Congrès prônent à leur tour une « guerre ouverte et mortelle avec la France ». En 2003, on retrouve également des réactions similaires des hauts responsables d’État américains, avec le secrétaire à la Défense Donald Rumsfeld qui déclarera que « La France a été un problème », la volonté de la secrétaire d’État Condoleezza Rice de « punir la France » ou encore Colin Powell qui affirmera que la France aura à souffrir de son opposition à la guerre. Tout cela aurait grandement incité l’éditorialiste Thomas Friedman du New York Times à écrire dans le journal ces lignes : « Il est temps pour nous, Américains, de nous rendre à l'évidence : la France n'est pas seulement notre alliée gênante. Elle n'est pas seulement notre rival jaloux. La France est en train de devenir notre ennemi ».
En 1798 comme en 2003, les médias américains diffusent des images dépréciatives de la France et des Français dans le but de monter l’opinion publique américaine contre celle-ci. En 1798, on remarque que les trois-quarts de la presse américaine soutiennent la position de l’État contre la France. Des journaux fédéralistes tels que The Boston Gazette ou encore le New York Commercial Advertiser deviennent des endroits clés de la sphère publique pour faire émerger les rumeurs d’une invasion imminente des États-Unis par des troupes françaises. Alexander Hamilton écrira dans sa série d’articles intitulée The Stand : « Comme le prophète de La Mecque, les tyrans de France se pressent en avant avec l’alcoran de leur foi en main et l’épée dans l’autre ». Cette association entre la France et un prétendu envahisseur musulman sera largement réutilisée en 2003, la presse américaine voyant la réticence de la France à envahir l’Irak comme une preuve de son amitié avec cette dernière. De prétendues fuites (qui se révéleront être fausses) accusant la France d’avoir vendu du matériel militaire à l’Irak donneront du souffle à une vaste campagne de désinformation visant la France auxquels participeront des journaux controversés tels que The Washington Times ou le New York Post mais aussi des journaux plus prestigieux et avec un plus vaste lectorat, comme The Washington Post et The New York Times. Entre autres, Christopher Hitchkens décrit Jacques Chirac dans le Wall Street Journal comme un « monstre de vanité », un « abject avocat de Saddam » ou encore comme « le rat qui a tenté de rugir ». Cette campagne de désinformation vise surtout à déshumaniser les Français aux yeux de l’opinion publique américaine et à en faire des sortes de « monstres » allant directement à l’encontre du nationalisme américain et de ses valeurs, ce qui fait écho au traitement médiatique américain de la quasi-guerre de 1798. En effet, c’est également de cette façon que le portrait de la France y est dépeint, avec par exemple la caricature du « Cinq-têtes ou le monstre parisien » où l’on retrouve un homme aux 5 têtes hideuses censées représenter le barbarisme et la tyrannie terrorisante de la France. À la télévision, le comédien Conan O’ Brien ironise, dans la très écoutée émission Late Show : « Vous savez pourquoi la France refuse de bombarder Saddam Hussein ? Parce qu’il déteste l’Amérique, adore les maîtresses et porte un béret. Il EST français les gens ! ». En bref, on continue de présenter la France comme une nation caractérisée par sa décadence, sa lâcheté et son incompétence.

### Polémique à propos des armes de destruction massive

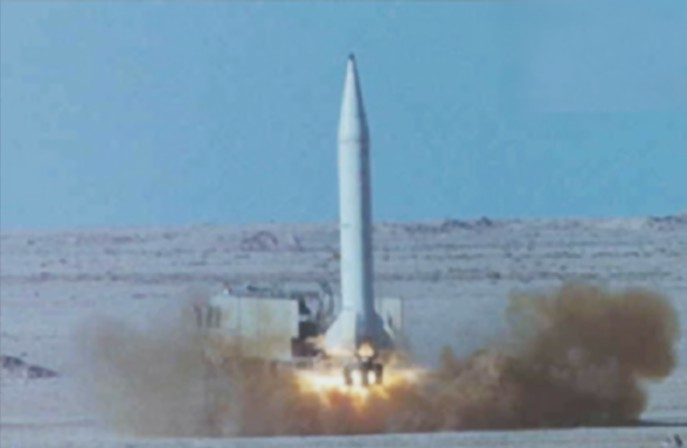
Tir d'essai d'un missile balistique Al-Samoud 2 en 2001. D'une portée de 180 km, au-delà des proscriptions des Nations unies, il fut censé être détruit par le régime bassiste mais utilisé durant la guerre de 2003.

De nombreux efforts ont été mis en œuvre pour localiser et détruire les armes chimiques irakiennes. Durant l'Operation Desert Storm (1990-1991), la plupart des sites de production d'armes chimiques ont été fortement bombardés, mais de grandes quantités de munitions remplies ou vides et de composants chimiques sont restées sous le contrôle du régime à la fin de la guerre.
Après la guerre de 1991, et sous la pression de l'Agence International de l'Énergie Atomique (AIEA), l'Irak a décidé unilatéralement de détruire les armes qu'elle avait caché aux Nations unies. L'Irak aurait achevé la destruction non supervisée de ses stocks d'armes chimiques non déclarées à la fin 1991. Une grande partie de ses stocks auraient été détruits en juillet 1991. Cependant, le nombre et le type d'armes que l'Irak a détruit n'a pas pu être vérifié.
En 1992, la Commission Spéciale sur l'Irak (UNSCOM) a mis sur pied le Chemical Destruction Group (CDG), qui a opéré en Irak de 1992 à 1994, puis de nouveau en 1996. Ce groupe d'experts était chargé de détruire tous les agents chimiques déclarés par l'Irak, les munitions remplies et les matières premières (précurseurs chimiques) de l'ancien programme d'armes chimiques. Sous la supervision du Chemical Destruction Group, toutes les munitions chimiques déclarées devaient être détruites au complexe Al Muthanna. Le Chemical Destruction Group a supervisé la destruction de 30 000 pièces d'artillerie, 480 000 litres d'agents chimiques et plus de deux millions de litres de précurseurs chimiques.
Pendant l’Operation Iraqi Freedom qui a débuté en mars 2003, les forces de la coalition ont systématiquement identifié, consolidé et détruit les munitions ennemies trouvées en Irak, afin d'éviter qu'elles ne soient réutilisées notamment pour la fabrication de dispositifs explosifs artisanaux (Improved Explosive Ordnance - IED). Plusieurs dizaines de caches d'armes ont été découvertes par les forces de la coalition. Chaque fois qu'une telle découverte a été réalisée, les munitions ont été identifiées et déplacées vers un des sept dépôts où elles ont été détruites, ou ont été détruites sur le lieu de leur découverte. En juin 2003, la coalition a mis sur pied l'Iraq Survey Group (ISG) chargé d'enquêter sur les anciens programmes d'armes de destruction massive irakiens. Une partie de l'enquête de l'ISG consistait à surveiller les opérations qui se déroulaient dans les sept dépôts de munitions ennemis capturés afin de dresser l'inventaire des munitions irakiennes, et si possible les munitions qui pourraient servir d'armes de destruction massive. Rendant ses conclusions en septembre 2004, l'Iraq Survey Group a déterminé avec une quasi-certitude qu'aucune arme chimique n'avait été découverte ou détruite.

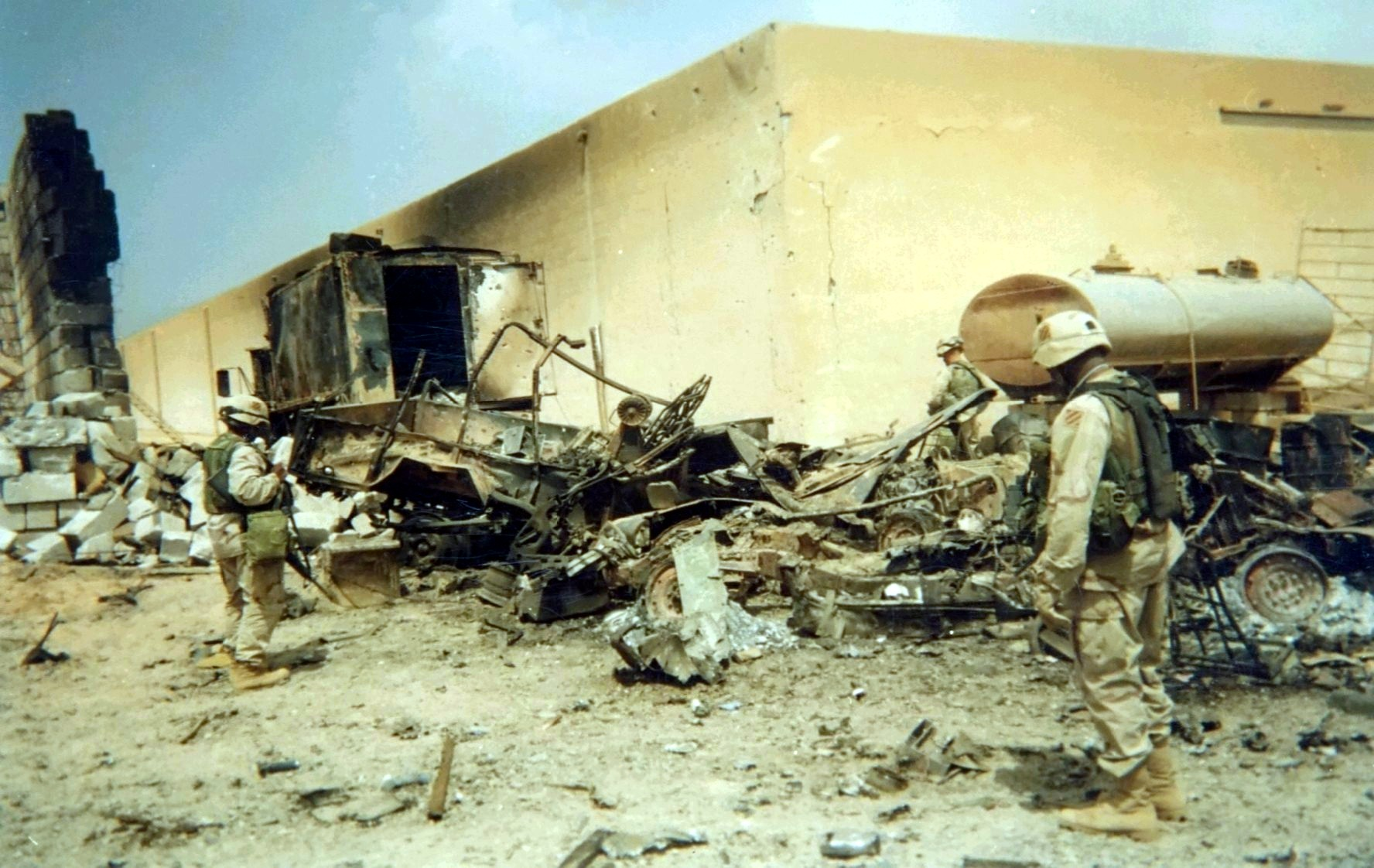
Dégâts causés par le tir d'un Al Fatah sur le centre d'opération d'une brigade de la 3e division d'infanterie américaine.

#### Informations divulguées avant-guerre
Richard Butler, diplomate australien et chef de la Commission spéciale des Nations unies (UNSCOM) chargé des recherches sur le sujet après la guerre du Golfe, dont certains [réf. nécessaire] affirmeraient qu'il aurait été à l'origine, ou couvert, [réf. nécessaire] la communication au Pentagone du contenu militaire (plans détaillés de l'intérieur des installations industrielles inspectées en Irak par les inspecteurs en désarmement de l'UNSCOM, ayant permis la programmation des bombes guidées par GPS utilisées pour la destruction de ces installations en 1998 et en 2003 [réf. nécessaire]) des rapports d'inspection qui étaient exclusivement destinés à l'ONU, a publié un livre en 2000, intitulé The Greatest Threat: Iraq, Weapons of Mass Destruction, and the Crisis of Global Security (ISBN 1-58648-039-1). (« La plus grande des menaces : les ADM de l'Irak et la crise pour la sécurité globale »). Dans ces pages, il explique que les inspecteurs ont découvert en 1998 que l'Irak produisait du gaz VX. L'Irak avait démenti, puis admis en avoir produit seulement 200 litres, puis 3 900 litres mais sans toutefois être en mesure de les utiliser comme armes[réf. nécessaire].
En 2002, les inspecteurs de l'ONU ont résumé ce qu'ils avaient trouvé en Irak, dans un rapport écrit par l'analyste Kenneth Katzman. Entre 1991 et 1994, les inspecteurs ont découvert quarante laboratoires secrets de recherche nucléaire ainsi que trois programmes clandestins d'enrichissement d'uranium[réf. nécessaire].
Hans Blix, le 27 janvier 2003, a affirmé dans son rapport que les inspecteurs de l'ONU avaient découvert, fin 2002, que l'Irak de Saddam Hussein produisait du gaz VX ainsi qu'un gaz proche du gaz moutarde, le thiodiglycol ainsi que des missiles balistiques tactiques[réf. nécessaire].
Une catégorie de ces missiles sont des missiles Al Samud (Résistance en arabe, missile balistique tactique « Short Range Ballistic Missile » (SRBM) « sol-sol » dérivé du missile « sol-air » soviétique SA-2 Guideline, conçu, mis au point et fabriqué par les Irakiens), lancés à partir de plates-formes de lancement mobiles réalisées en Irak, missiles qui avaient été développés en toute légalité par l'Irak sous le contrôle des inspecteurs de l'UNSCOM à partir de 1994, qui estimaient en 1998 que sa portée réelle était de 149 km, en conformité avec la Résolution 687 de l'ONU qui fixait à 150 km la portée maximale des missiles que pouvait détenir, fabriquer ou développer l'Irak, mais dont les structures semblent avoir été allégées après 1998, ce qui aurait donné aux modèles de production une portée pouvant atteindre 160 km ou 190 km selon les versions.
Une dizaine a été détruite devant les médias quelques semaines avant l'invasion. Une douzaine a été capturée le 21 juillet 2003 par les forces américaines.
Une version du FROG-7, le Ababil-100/Al Fatah, d'une portée maximale déclarée par l'Irak de 161 km, a été construite à environ 95 exemplaires entre 2001 et 2003. Ils ont été utilisés durant l'invasion contre le Koweït, sans pertes, et contre le Quartier Général de la 2e brigade de la 3e division d'infanterie des États-Unis le 7 avril 2003 tuant 3 soldats, 2 journalistes, blessant 14 autres militaires et détruisant 22 véhicules,,,.

#### La situation après-guerre
À partir de juillet 2003, aux États-Unis et au Royaume-Uni, plusieurs enquêtes sont en cours afin de déterminer les responsabilités dans le dévoilement de fausses informations, tels les rapports d'avant-guerre exagérés sur la présence d'armes de destruction massive en Irak, raison qu'avaient invoquée les États-Unis et le Royaume-Uni pour justifier leur intervention armée. La CIA est mise en cause. Des équipes de la CIA ont été envoyées en Irak pour trouver des preuves, après plus de deux mois de recherches infructueuses.
Différentes commissions s'ouvrent courant juillet 2003, au Royaume-Uni et aux États-Unis, à propos des faux documents confirmant la présence d'armes de destruction massive soumis par ces gouvernements à leur population.
Le 22 janvier 2004, Dick Cheney, vice-président américain, réaffirme que le régime de Saddam Hussein était lié au réseau terroriste Al-Qaïda. Il maintient également que l'Irak poursuivait des programmes de développement d'armes de destruction massive (ADM), bien qu'aucune preuve n'ait été découverte après plus de 6 mois de présence sur le territoire irakien par l'armée américaine et ses alliés [réf. nécessaire].
Le 23 janvier 2004, David Kay (en), chargé de la recherche d'armes de destruction massive en Irak par le gouvernement des États-Unis, démissionne et proclame qu'il n'y a pas eu production d'armes de destruction massive depuis la fin de la première guerre du Golfe - tout en ne condamnant pas l'intervention militaire. George Tenet, directeur de la CIA, nomme un remplaçant, Charles Duelfer (en). Colin Powell confirme finalement qu'il y a peu de chances qu'il y ait eu des armes de destruction massive en Irak. Peu avant cette démission, le premier ministre britannique Tony Blair se réaffirmait convaincu de la présence d'ADM en Irak devant des journalistes.
Le 6 octobre 2004, Charles Duelfer rend un rapport public dans lequel il affirme que le régime de Saddam Hussein ne possédait pas d’armes de destruction massive et n'en avait pas fabriqué depuis 1991, et surtout qu'il ne disposait pas non plus de la capacité d'en produire, comme les inspecteurs de l'ONU sur place en avaient acquis la certitude [réf. nécessaire]. Le rapport crée un scandale international en mentionnant le nom de personnalités soupçonnées d'avoir bénéficié de fonds occultes de la part du régime de Saddam Hussein, notamment l'homme politique français Charles Pasqua.
Le 12 janvier 2005, le porte-parole de la Maison-Blanche, Scott McClellan, annonce la fin de la mission américaine de recherche d'armes de destruction massive en Irak, sans avoir trouvé trace d'armes prohibées[réf. nécessaire].
Le chef inspecteur de la mission de l'Iraq Survey Group (ISG), Charles Duelfer, témoigne que « l'on ne peut pas écarter la possibilité que les ADM aient été transférées en Syrie. » Il cite « un nombre important de preuves crédibles ».
L'ISG affirme dans son rapport que parmi les ADM recherchées, figureraient quatre-vingt tonnes de gaz moutarde qui ont disparu des entrepôts irakiens.
Environ 5 000 munitions chimiques, essentiellement des obus de 155 mm, des roquettes al-Borak de 122 mm et des bombes pour avions datant d'avant 1991 ont été découvertes dans le pays, ainsi que plusieurs tonnes de divers produits chimiques en date de 2010, la moitié environ en 2006,.
En 2006, le général George Sada, deuxième adjoint des forces aériennes irakiennes sous la présidence de Saddam Hussein, a écrit un livre, Saddam's secrets, dans lequel il explique qu'il a recueilli les témoignages de pilotes de Boeing 747 qui ont utilisé leurs avions pour transporter des ADM en Syrie, en février 2003. Une colonne de camions a fait également le trajet, avec le matériel le moins lourd. La CIA a effectivement des images satellites montrant des colonnes de camions irakiens traversant la frontière, à la même période.
John Loftus, ancien procureur fédéral des États-Unis, a publié un rapport fin 2007 sur les collusions entre le régime bassiste et les envois d'enveloppes contaminées au bacille du charbon et la présence, selon lui, d'ADM en Irak en 2003. Cependant Bruce Ivins, un des principaux chercheurs du laboratoire P4 militaire de Fort Detrick (Maryland), spécialisé dans les armes biologiques et auteur d'un vaccin contre le bacille du charbon se suicidera en 2008, surveillé depuis un ans en tant qu'auteur présumé des envois de Bacille.
Une des sources d'informations, Rafid Ahmed Alwan al-Janabi (surnommé « Curveball »), ingénieur chimiste irakien, qui a fait défection en Allemagne en 1999 et a été interrogé par le BND a fourni de faux renseignements accréditant l'existence d'un programme d'armement biologique. Cela fut révélé au grand public en 2007 et il confirmera avoir menti en février 2011.
En octobre 2015, Tony Blair, fit part de ses regrets face à la guerre en Irak, en particulier en raison des informations erronées qui avaient conduit à l’option militaire.
Différentes conclusions montrent que le Royaume-Uni a été trompé par les États-Unis:
- En juillet 2016, publication du rapport britannique qui considère que les informations des services de renseignements n'avaient pas été suffisamment vérifiées[105].
- En 2017 Gordon Brown explique dans un livre que le Pentagone a volontairement menti au sujet de l'existence d'armes de destruction massive.

## De 2003 à 2010: occupation de l'Irak et guérilla

### Occupation de l'Irak et début de l'insurrection

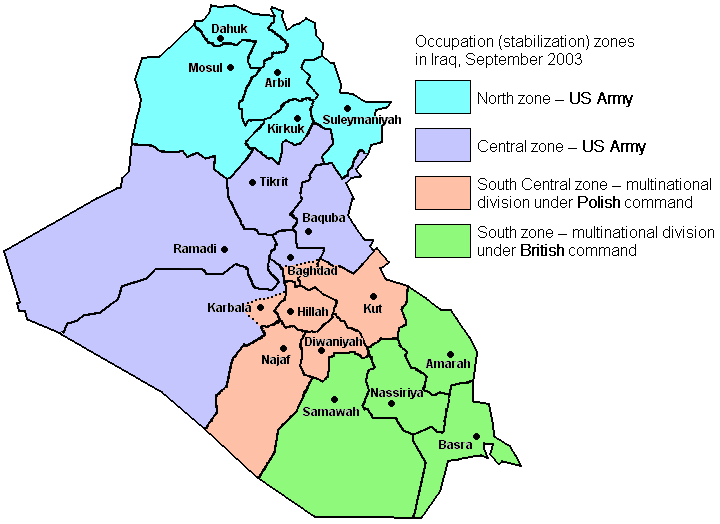
Zones d'occupation, par autorité occupante et selon les Subdivisions de l'Iraq, 2003. Zones cyan et mauve : sous commandement américain ; zone rose : sous commandement polonais ; zone verte : sous commandement britannique.

Après leur victoire, les troupes de la coalition ont cherché à stabiliser la situation en Irak en installant un gouvernement militaire provisoire, l'autorité provisoire de la coalition. Néanmoins, la population est massivement hostile aux troupes de la coalition et des conflits surviennent. En outre, la majorité des villes se trouvent dans une situation difficile : pillages, affrontements, règlements de compte…
En avril 2003, l'ancien chef du Commandement central américain, le général Tommy Franks, décide de suspendre la peine de mort en Irak.
Le 22 mai 2003, la résolution 1483 voté par le conseil de sécurité des Nations unies demande aux puissances occupantes de travailler à la formation d'une administration provisoire « jusqu'à ce qu'un gouvernement internationalement reconnu et représentatif puisse être établi par le peuple irakien ». Le 23 mai 2003, l'administrateur américain en Irak, Paul Bremer, annonce la dissolution de l'armée irakienne et d'autres organismes de sécurité de Saddam Hussein, ce qui sera considéré par la suite comme une grave erreur. Cette mesure touche près de 400 000 militaires irakiens, qui pour la plupart n'avaient que l'armée comme source de revenus. Peu après, il ordonne la dissolution du Parti Baas et annonce l'interdiction à tout membre du parti d'exercer dans la fonction publique. La quasi-totalité de l'administration civile irakienne, soit 200 000 personnes, se retrouve alors sans emploi. Cette transition brutale entraîne une désorganisation de la société irakienne dans la mesure où la grande majorité des policiers, fonctionnaires, techniciens du service public étaient affiliés au Baas. Cette décision est extrêmement impopulaire, et attise un peu plus la méfiance envers la coalition et les États-Unis, d'autant plus que l'immense majorité des fonctionnaires avait adhéré au parti Baas pour des raisons de carrière beaucoup plus qu'idéologiques. Le 31 mai 2003, les États-Unis annoncent qu'ils occuperont militairement l'Irak plus longtemps que ce qui avait été annoncé auparavant.

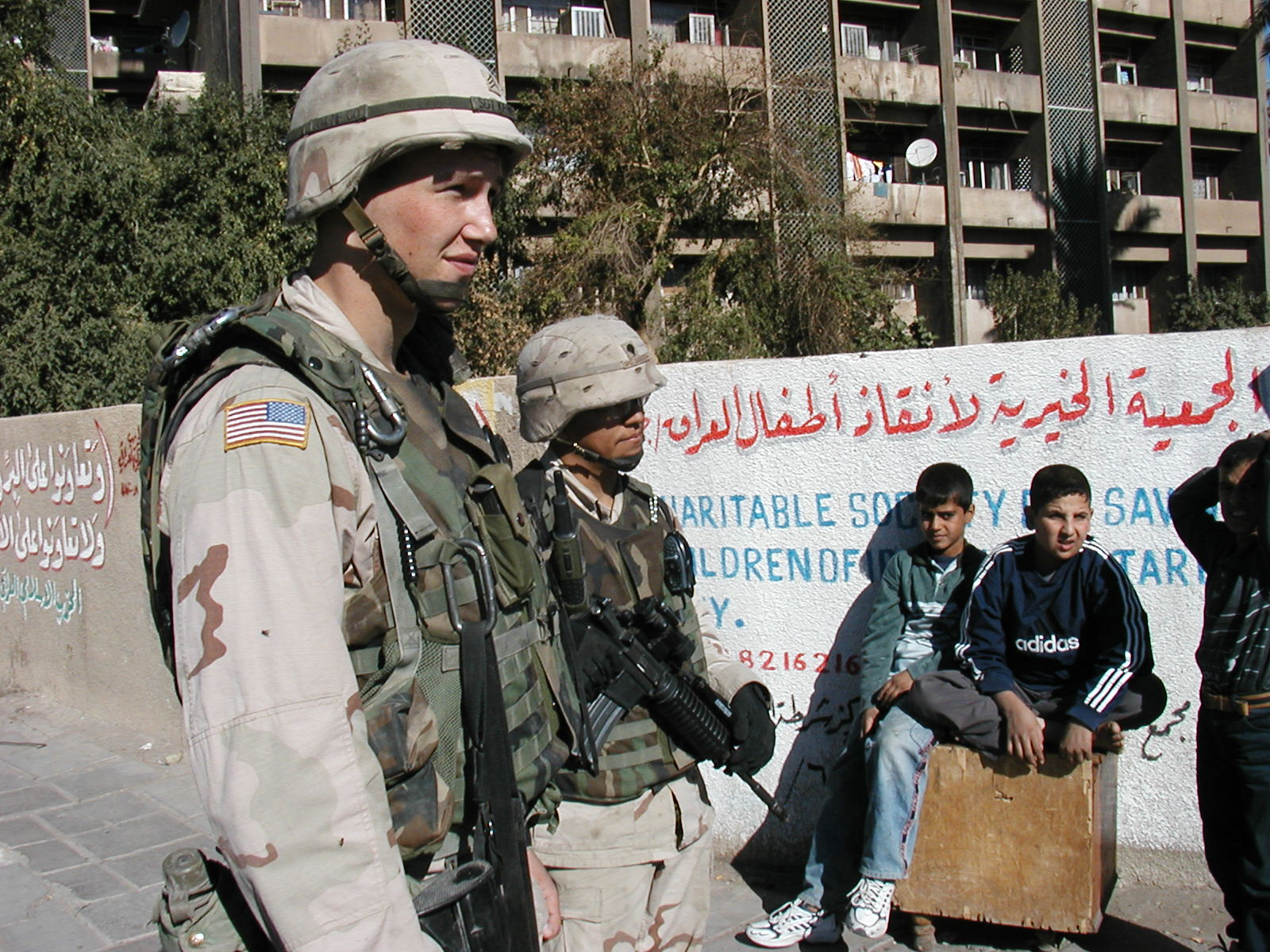
Militaire américain à Bagdad en 2003.

Au cours du mois de juin 2003, l'armée américaine, qui subit de nombreuses attaques de la part de la rébellion civile irakienne et de groupes terroristes, lance une opération nommée « Scorpion du Désert (en) », essayant de prendre le contrôle du pays. Les États-Unis demandent à la population civile de leur livrer quelque 5 millions d'armes qui leur auraient été confiées par le régime de Saddam Hussein et les menacent d'emprisonnement dans le cas d'un refus. Seules quelques milliers d'armes leur sont livrées. Le 17 juin 2003, un groupe jusqu'alors inconnu, les Brigades de résistance irakiennes, revendique les attaques contre l'armée d'occupation américaine. Ce groupe se déclare indépendant de l'ancien président Saddam Hussein, non islamiste, et affirme être un « groupe de jeunes Irakiens et d'Arabes qui croient en l'unité, en la liberté et en l'arabité de l'Irak ». Par la suite, de nombreux groupes de rébellion apparaissent. On pense qu'ils recrutent de nombreux partisans chez les membres des anciennes forces militaires et paramilitaires du régime baassiste, les États-Unis ayant été longs à envisager de les recruter afin de maintenir l'ordre.

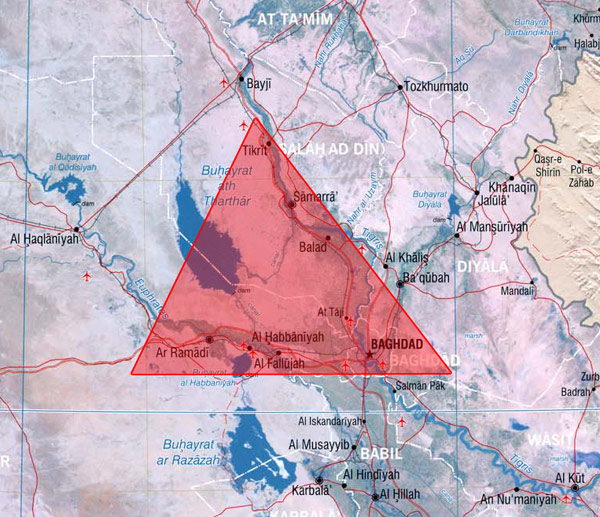
Localisation du triangle sunnite : cette expression fut médiatisée, comme celle de la zone verte dans le centre de Bagdad, après la fin des « opérations de combat majeures », lorsque la phase de l'occupation de l'Irak s'avéra plus difficile que prévu.

Courant juillet 2003, les États-Unis demandent à plusieurs pays et à l'ONU de les aider dans le contrôle du pays par l'envoi de troupes armées, mais ces derniers refusent, ne voulant pas cautionner l'invasion jugée illégale de l'Irak.
Le 23 juillet 2003, cent jours après la fin déclarée par l'occupant, de la guerre, Amnesty International publie un article, exposant que les droits de l'homme ne sont toujours pas respectés par l'armée américaine en Irak (tortures, assassinats, détentions dans de mauvaises conditions de prisonniers, même innocentés).
Le 25 juillet 2003, Moqtada al-Sadr, dignitaire chiite considéré comme influent, demande à Najaf, « le retrait des forces d'occupation » américaines, devant une foule de cent mille fidèles.
Le 19 août 2003, un attentat au camion piégé détruit le siège des Nations unies à Bagdad faisant 22 morts dont le représentant spécial du secrétaire général des Nations unies en Irak, le Brésilien Sérgio Vieira de Mello. Attribué à Ansar al-Islam et Al-Qaïda en Irak, cette attaque marque le début d'un cycle de violences continue dans le pays.
Le 14 décembre 2003, Saddam Hussein, est arrêté par l'armée américaine. On le voit fatigué, avec une longue barbe. Il est transféré dans un endroit tenu secret pour des interrogatoires. Mais son arrestation, bien qu'étant un succès pour les forces des États-Unis, ne décourage pas la rébellion armée.
Fin janvier 2004 en Irak, des attentats quasi quotidiens frappent toujours les forces militaires d'occupation et les civils travaillant pour eux.
Courant janvier et février 2004, les attaques aux engins piégés des points de recrutement de la police et de l'armée irakienne se multiplient. Certains analystes pensent que des rebelles veulent ainsi empêcher toute aide aux forces d'occupation étrangère de la part de leurs concitoyens.
Le 15 février 2004, un ensemble de pays voisins de l'Irak (Syrie, Iran, Koweït, Arabie saoudite, Jordanie, Égypte et Turquie), après une réunion à Koweït, demandent solennellement le retrait de la coalition des forces d'occupation et l'aide de l'ONU, pour rendre le pays à ses habitants.

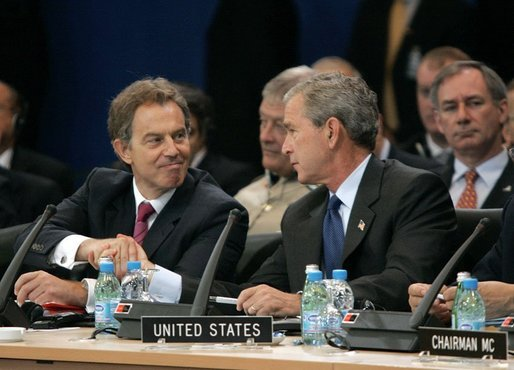
George W. Bush et Tony Blair se félicitant mutuellement lors du transfert de souveraineté de l'Irak lors du sommet de l'OTAN à Istanbul le 28 juin 2004.

En mars 2004, les forces américaines et la nouvelle armée irakienne affrontent les insurgés dans la première bataille de Falloujah, baptisée « opération Vigilant Resolve » : 2 000 marines et deux bataillons irakiens conquièrent les deux tiers de la ville et tuent 184 insurgées et 616 civils (nombre de blessés inconnu), pour 27 morts du côté de l'armée américaine. Selon des renseignements recueillis par l'Armée française, les deux bataillons irakiens qui participent à cette opération « s'évanouissent » au premier accrochage, et ne participent pas à l'opération. Après trois semaines de combats, les États-Unis renoncent, officiellement devant les pertes civiles.
Le 8 juin 2004, après d'âpres discussions, une résolution du Conseil de sécurité de l'ONU est adoptée sur les conditions du transfert de souveraineté à l'Irak, prévue le 30 juin. Le gouvernement intérimaire doit préparer des élections, prévues pour le début de 2005. La résolution stipule qu'il pourra demander le départ de la coalition, mais celle-ci peut toujours intervenir à chaque fois qu'elle l'estime nécessaire.

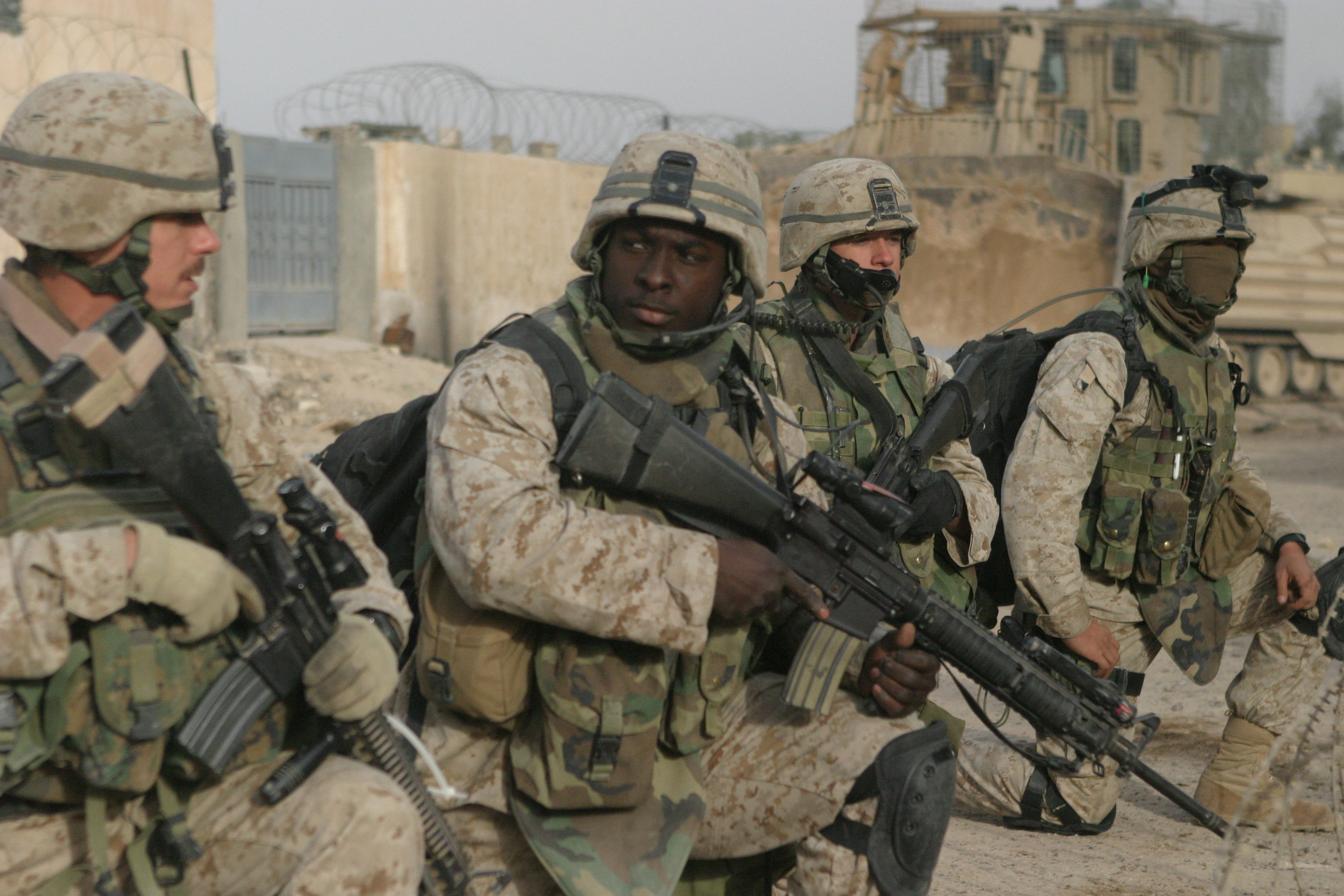
Marines américains à Falloujah, le 26 novembre 2004.

Le 28 juin 2004, Paul Bremer, administrateur d'occupation, transmet la souveraineté au gouvernement intérimaire irakien, deux jours avant la date prévue, afin d'éviter les attentats. Le gouvernement intérimaire obtient le contrôle économique du pétrole, mais pas celui des dix-huit milliards de dollars d'aide américaine.
Du 6 novembre au 29 novembre 2004 (officiellement), seconde bataille de Falloujah, baptisée « Operation Phantom Fury » (« Operation Al-Fajr » pour les irakiens) : 10 à 15 000 hommes du IIIe corps américain répartis en six bataillons, et 2 000 hommes de la nouvelle armée irakienne, y participent. La bataille débute par des bombardements aériens et d’artillerie, avec l'usage de phosphore blanc (une arme chimique interdite) décrit par la journaliste Giuliana Sgrena,, après un bouclage de la ville par la coalition. Des caches d’armes, des bunkers et des réseaux de tunnels sont découverts. Cette fois, les unités irakiennes sont en deuxième échelon, elles aident à s'emparer de points critiques comme les mosquées et, surtout, à occuper les territoires conquis. Malgré ce retrait, le comportement des soldats irakiens ne se serait amélioré que très lentement, et les jugements portés par les Marines sur leurs alliés à Falloujah en novembre restent très sévères. Au 15 novembre, il reste quelques centaines d'insurgés bien équipés. L’essentiel des combats porte alors sur la réduction des poches de résistance. Au 15 décembre, l’armée américaine lutte toujours pour réduire les dernières poches de résistance, dont elle estime les effectifs à 200 hommes environ. Ceux-ci auraient encore eu 45 morts entre le 11 et le 14 décembre. Une grande partie des insurgés parvient finalement à s’échapper et se dispersent dans l’ouest irakien. D’autres seraient revenus quelques semaines après la fin de la bataille. Les chiffres officiels font état de 470 morts et 1 200 blessés, parmi lesquels 243 femmes et 200 enfants, mais plus de 1 350 morts (sans distinction subtile entre « insurgés » et « civils ») et/ou de 4 000 à 6 000 civils tués selon d'autres sources (nombre de blessés inconnu), et 106 morts du côté de la coalition, au 23 décembre 2004.

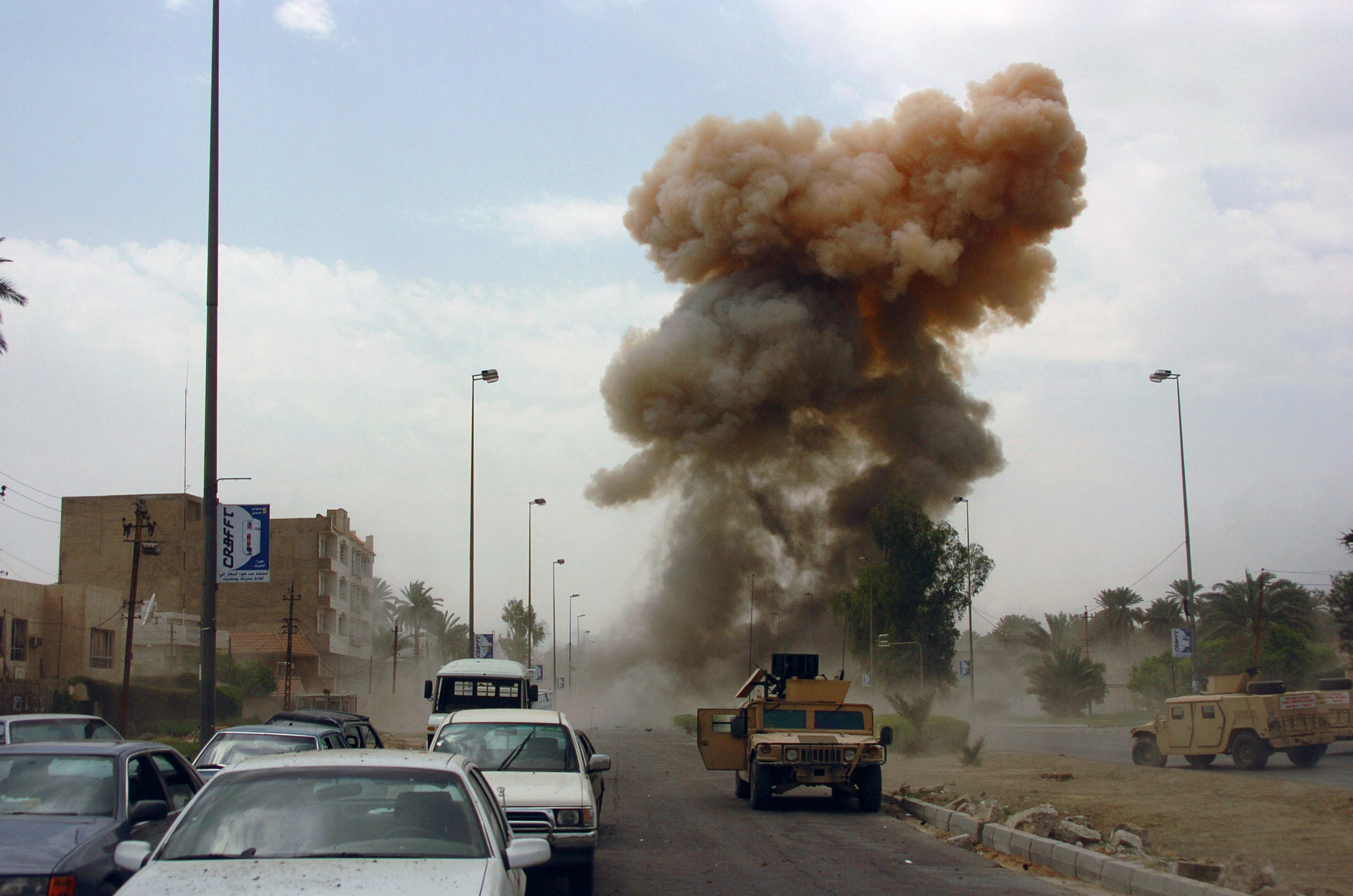
Explosion, provoquée par la coalition, d'une voiture piégée découverte sur les lieux d'un premier attentat en 2005.

La guérilla ne désarmant pas, les troupes de la coalition entament des opérations dont l'envergure est de plus en plus grande. Au mois d'août 2004, la ville sainte de Najaf est l'enjeu d'un siège et de combats urbains, dont l'épicentre est le mausolée d'Ali, et les trésors (livres rares, bijoux, objets d'orfèvrerie, pierreries) qu'il renferme. Les clefs du trésor qui étaient en effet détenues par la famille Al-Rufaïe depuis plusieurs siècles auraient été subtilisées par Moqtada al-Sadr[réf. nécessaire], dont les milices luttèrent contre les forces de la coalition autour du mausolée.
En plus des opérations terrestres, l'aviation intervient ponctuellement, 285 bombes et missiles largués en 2004, 404 en 2005, 229 en 2006, 237 du 1er janvier au 15 mai 2007.
Les succès de la guérilla sont visibles dans les quantités de pétrole exportées avec la baisse provisoire de la quantité de pétrole exporté, celle-ci ayant retrouvé son niveau d'avant 2003 en 2007. En janvier 2006 est créé le Conseil consultatif des Moudjahiddines en Irak réunissant plusieurs groupes à Al-Qaïda.
Le 25 mai 2006, George W. Bush et Tony Blair reconnaissent leurs erreurs en Irak. Le président américain a notamment déclaré que ses propos avaient « envoyé de mauvais signaux », que « les choses ne se sont pas déroulées comme nous l'avions espéré » et que « la plus grosse erreur, du moins en ce qui concerne l'implication de notre pays, c'est Abou Ghraïb ».
L'attaque terroriste la plus meurtrière depuis le début de la guerre survient à Qahtaniya, dans le nord-ouest du pays, le 14 août 2007. Elle vise la minorité religieuse des Yézidis, faisant 572 morts et 1 562 blessés. Peu de temps après, Bush reconnaît, le 15 septembre 2007, que l'engagement politique, économique et militaire des États-Unis en Irak devra se poursuivre après sa présidence.

### Prises d'otages par des groupes armés (2004)
Dès mai 2004, une vidéo diffusée sur internet présente au monde entier la décapitation de l'entrepreneur américain Nick Berg. Des experts de la CIA américaine affirmeront reconnaître la voix du bourreau comme étant celle du chef de la branche irakienne d'Al-Qaïda, Abou Moussab Al-Zarqaoui. Pourtant la qualité de la vidéo de décapitation est mauvaise, et Zarqaoui est censé porter une jambe de bois à la suite d'un accident, selon ces mêmes experts, ce qui n'est pas le cas sur la vidéo.
Durant l'été 2004, les enlèvements se multiplient en Irak, créant un climat d'insécurité pour tous, ressortissants des pays membres de la coalition ou non. Les ravisseurs appartiennent à la guérilla (mouqawama, la « résistance » irakienne) menée par d’anciens baasistes des services de Saddam Hussein, des djihadistes étrangers, des islamistes et des salafistes.
Le 20 août 2004, deux journalistes français, Christian Chesnot et Georges Malbrunot, sont enlevés au sud de Bagdad par un groupe alors inconnu, l'Armée islamique en Irak. Une campagne internationale réclame leur libération : les représentants des musulmans de France, l'association des oulémas musulmans d'Irak (en), Yasser Arafat ou encore Abbassi Madani demandent la libération des deux journalistes français. Une manifestation de soutien a lieu le 30 août à Paris. Des dizaines de personnes manifestent le 15 septembre 2004 dans les rues de la capitale irakienne pour exiger la libération des deux otages français. Les ravisseurs réclament l'abrogation de la loi sur les signes religieux à l'école qualifiée d'« injustice et d'agression contre l'islam et la liberté personnelle dans le pays de la liberté présumée ». Le groupe revendique l'assassinat de plusieurs otages, notamment celui du journaliste italien Enzo Baldoni, et a même obtenu en juillet 2004 le retrait d'Irak des troupes philippines en échange de la libération du camionneur Angelo dela Cruz (en). L'organisation publie un communiqué sur Internet le 14 septembre 2004, qui reproche à la France d'être l'ennemie des musulmans, d'être intervenue en Algérie au moment des élections de 1992, d'opprimer les musulmans en Afrique, de soutenir Israël, de s'opposer au voile islamique, et enfin d'avoir affamé le peuple irakien avec l'embargo des années 1990.
Le 15 septembre 2004, l'armée américaine relâche 275 détenus de la prison d'Abou Ghraib.

### «Surge» et contre-insurrection
Dans la province d'Al-Anbar, à l'ouest du pays, une partie de l'insurrection tribale sunnite forme en septembre 2006 le Conseil du salut d'Anbar, dirigé par Abdul Sattar Abou Richa, qui sera assassiné un an après et remplacé par son frère aîné Ahmed Abou-Risha. Aussi désignées sous le nom de Sahwa (Mouvement du réveil), ces forces tribales sunnites s'allient au gouvernement d'al-Maliki (majoritairement chiite à la suite de l'abstention massive des sunnites lors des élections de décembre 2005) et aux Américains contre Al-Qaïda en Mésopotamie. En mars 2008, le nombre de ces miliciens est estimé à 80 000, sunnites à 82 %, et leur action a contribué à une baisse de 60 à 70 % du nombre des attentats par rapport à 2007. Ils font de la province d'Al-Anbar, qui était l'un des foyers de l'insurrection islamiste, l'une des plus sûres du pays.
Les renforts (surge) envoyés au début de 2007 et l'application d'un programme de contre-insurrection symbolisé par la nomination de David Petraeus au poste de commandant des opérations appuyé par l'armée irakienne et les milices (Réveil d'Anbar, Fils de l'Irak) contribue à faire baisser le niveau de la violence. Fin juillet 2008, le président Bush annonce le retrait des troupes américaines des agglomérations irakiennes pour la fin juin 2009 et la date du 31 décembre 2011 pour le retrait des unités combattantes américaines de ce pays.
En novembre 2008, les gouvernements irakien et américain signent un pacte bilatéral incluant le Status of Forces Agreement (SOFA) qui fixe à la fin 2011 le terme de la présence militaire des États-Unis. À partir de la mi-2009, les forces américaines ne patrouilleront plus dans les rues. Ce texte, qui comprend trente articles, a été adopté jeudi 27 novembre 2008 au Parlement Irakien par 149 députés sur 198 présents, 35 ayant voté contre et 14 députés se sont abstenus.
Fin 2008, il reste 14 brigades américaines dans ce pays
Les seules forces armées étrangères autorisées à rester en Irak après l'expiration du mandat de l'ONU le 31 décembre 2008 sont celles des États-Unis, du Royaume-Uni, de l'Australie, du Salvador, de l'Estonie et de la Roumanie. Le gros des 4 000 militaires du contingent britannique a été rapatrié en juin 2009. Il reste, au 25 janvier 2010, une quarantaine d'instructeurs sous commandement OTAN pour la formation des officiers irakiens et un contingent d'une centaine d'hommes pour assurer la protection des sites pétroliers offshore et former la marine irakienne.
Le ministère de la santé irakien annonce que 134 irakiens ont été tués en mai 2009, soit le chiffre le plus bas jusqu'ici depuis l'invasion de 2003 et le porte-parole de l'armée américaine en Irak annonce que treize attaques importantes ont eu lieu.
Al-Qaïda en Irak a subi de nombreux revers depuis 2007. Le réseau a été considérablement affaibli par la stratégie de contre-insurrection de l'armée américaine jouant sur la lassitude des sunnites face aux violences islamistes et leur ralliement à l'armée américaine, la montée en puissance des forces de sécurité irakiennes ainsi que de vastes opérations militaires inscrite dans la durée comme l'Opération Bashaer al-Kheir s'accompagnant d'opérations spéciales de ciblage des responsables insurgés et terroristes. Pour le gouvernement central du premier ministre Nouri al-Maliki, il s'agit aussi avec ces démonstrations de force de s'imposer sur la scène politique face aux multiples partis et acteurs de la société irakienne, notamment face aux Kurdes irakiens dont les peshmergas contrôlent militairement le nord du pays et qui cherchent à étendre leur autorité sur les territoires contestés autour de Kirkouk. Les violences sont ainsi tombées en octobre 2008 à leur plus bas niveau depuis 2004.
Aux opérations de recherches et destructions s'ajoutent celles voulant s'assurer le retour à la vie civile des insurgés comme l'Opération Restore Peace III.

### Vers la guerre civile

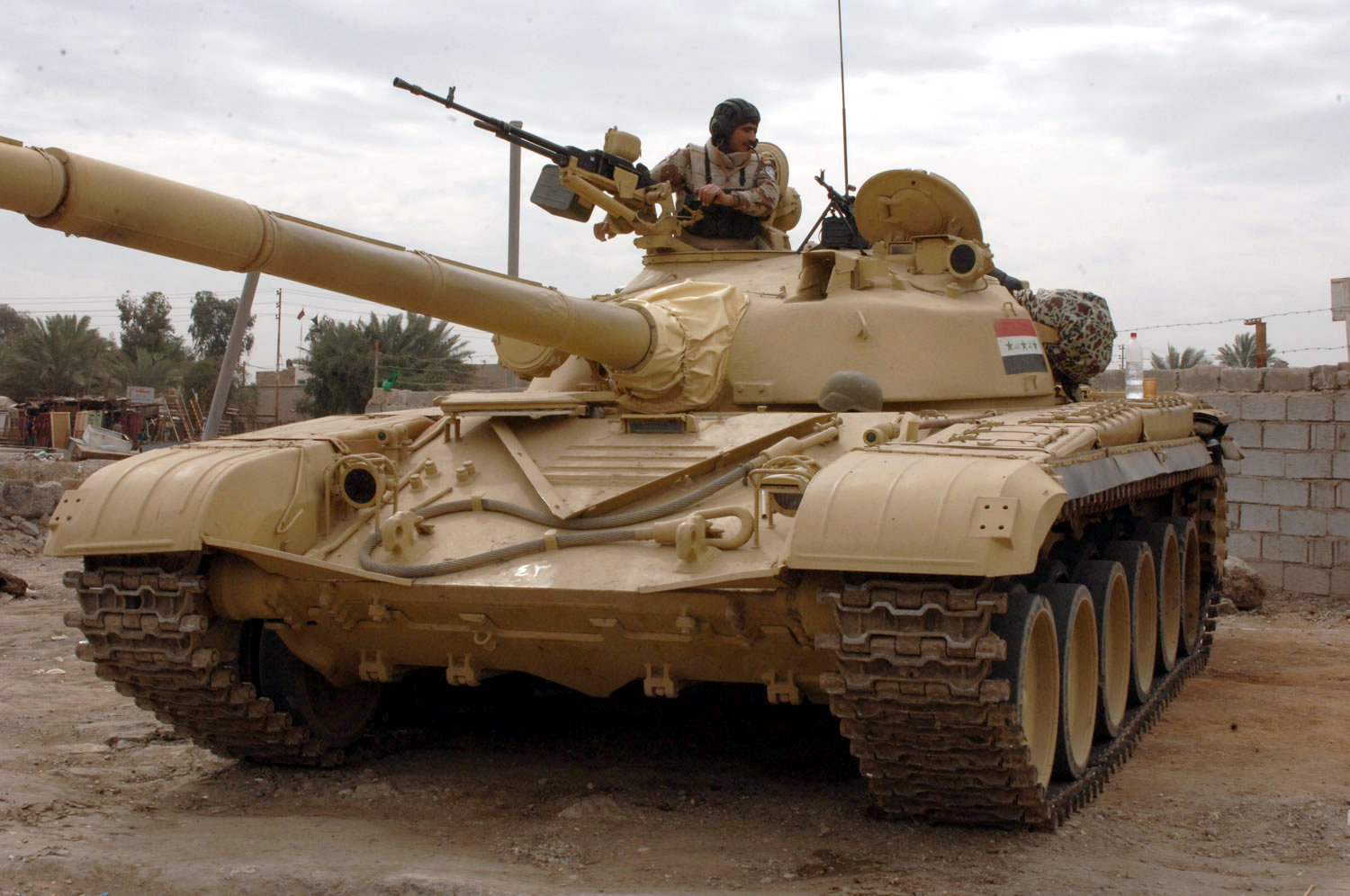
T-72 de la nouvelle armée irakienne en 2006

Au début de 2006, après le relatif succès des élections législatives de décembre 2005, la situation semble partiellement apaisée : les autorités irakiennes considèrent que 14 provinces sur 18 sont « sûres », les violences concernant surtout l'agglomération de Bagdad et les provinces sunnites du nord-ouest, Ramadi, Mossoul et Bakouba. Mais la situation va se détériorer rapidement après l'attentat contre le sanctuaire Al-Askari, lieu sacré chiite de Samarra, le 22 février 2006, point de départ d'une guerre interconfessionnelle entre chiites et sunnites,.
Plusieurs représentants chiites et sunnites signent en octobre 2006 le Document de La Mecque sous l'égide de l'Organisation de la conférence islamique, qui exige le rétablissement de l'ordre et de la paix.
Selon un rapport publié le 2 février 2007 par l'Intelligence Community, on peut y lire : « La communauté du renseignement juge que le terme de guerre civile » ne représente pas de manière adéquate la complexité du conflit en Irak. Cependant, le terme de « guerre civile » décrit de manière correcte des éléments-clés du conflit en Irak, qui incluent un durcissement identitaire dans chaque communauté, un changement dans le phénomène des violences, une mobilisation confessionnelle et des déplacements de population. »
Cependant, la majorité des médias occidentaux utilisent aujourd'hui l'expression « guerre civile » pour désigner le conflit irakien, notamment du fait de l'implication de milices confessionnelles disposant de représentants au parlement. Dans un film d'investigation réalisé à Bagdad en novembre 2006, le journaliste Paul Moreira enquête par exemple sur une prise d'otage géante de 150 personnes au ministère de l'éducation supérieure, ayant eu lieu le 14 novembre 2006. La version officielle parle de miliciens « déguisés » en policiers. Le film montre qu'il s'agit plus probablement de vrais policiers infiltrés par une milice chiite. Un responsable des services secrets lui avoue qu'il s'agit d'un groupe armé qui a un « parti au parlement ».
La situation du gouvernement irakien est d'autant plus précaire qu'il contrôle mal ses propres forces de sécurité. La police est largement infiltrée par les radicaux chiites partisans de Moqtada Al-Sadr. En avril 2008, à Muqdadiyah au nord de Bagdad, les forces américaines procèdent à une opération contre un groupe de policiers chiites qui pratiquaient l'enlèvement contre rançon de riches sunnites. Les miliciens sunnites sahwa, souvent d'anciens insurgés, contribuent à la tension intercommunautaire en prétendant évincer leurs rivaux chiites et jouer un rôle politique.
Le 19 août 2009, un sextuple attentat à Bagdad fait 95 morts et plus de 550 blessés : c'est l'attentat le plus grave à Bagdad depuis 2008, deux des bombes étant posées devant les ministères irakiens des Finances et des Affaires étrangères, au cœur de la zone verte. Les autorités irakiennes accusent d'abord des hauts responsables du Parti Baas en exil en Syrie, mais l'État islamique d'Irak revendique le 25 août les attentats. Le premier ministre Nouri al-Maliki limoge à la suite de ces attaques près de 12 000 fonctionnaires de l’Intérieur et de la Défense, soupçonnés d’accointances avec les réseaux baasistes.

### Interventions armées turque et iranienne
L'armée turque en lutte contre le Parti des travailleurs du Kurdistan (PKK) a déclenché plusieurs offensives contre ce mouvement à l'intérieur du Kurdistan irakien depuis 1984, notamment en février 2008. Elle lance de nouveaux bombardements aériens contre le PKK en Irak en août 2011, en octobre 2011, en février 2012 et en juillet 2015.
En mai 2009, l'armée iranienne bombarde également des villages suspectés d'abriter des séparatistes du Parti pour une vie libre au Kurdistan (PJAK). Les Gardiens de la révolution iraniens feront une nouvelle incursion contre le PJAK au Kurdistan irakien en juillet 2011.
Depuis fin 2006, les forces américaines et irakiennes ont capturé ou tué plusieurs hauts officiers du corps Ramazon de la force Qods iranienne créée pour agir en Irak qui soutenaient certains groupes de la guérilla. Plusieurs sont libérés en 2009.
À partir de septembre 2014, l'Iran recommence à intervenir ouvertement en Irak, en envoyant des soldats d'élite de la force Al-Qods contre l'État islamique, pendant la seconde guerre civile irakienne,.

### Retrait des forces étrangères

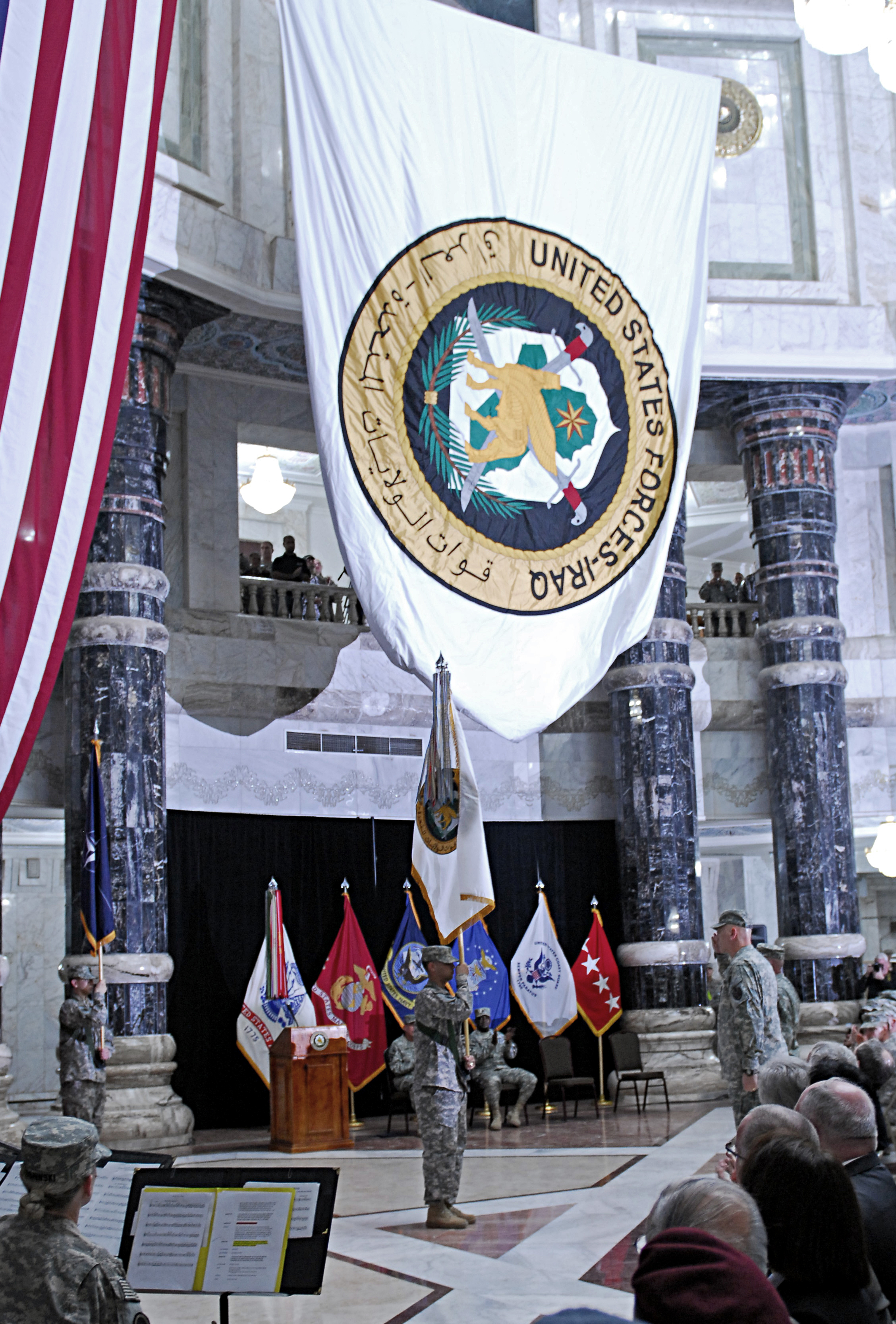
Cérémonie d'activation de la United States Forces – Iraq

En mi-2006, 135 000 militaires américains, soit dix-sept brigades dont six de la garde nationale des États-Unis, sont déployés, seuls 50 000 sont réellement opérationnels dans l'ensemble de l'Irak, le reste s'occupant de la logistique. Ces effectifs sont en novembre 2008 de 150 000 militaires renforcés par 163 000 contractuels privés de 122 SMP dont 49 % des employés sont Irakiens, 34 % d'entre eux sont originaires de pays tiers et 17 % Américains dont plus de 13 000 sont armés, pour lesquels aucun compte officiel des pertes n’est tenu.
140 000 militaires américains sont sur place en janvier 2009.
Au 1er janvier 2010, le commandement de la force multinationale est remplacé par la United States Forces – Iraq (en) (USF-I). En juillet 2010, les forces de combat américaines entament leur retrait. La dernière unité de combat présente en Irak, la 4e brigade de la 2e division d’infanterie, a quitté le pays la nuit du 18 au 19 août 2010 par la frontière koweïtienne.
Au 1er septembre 2010, il ne reste que 50 000 soldats placé sous le commandement du général Lloyd Austin. Ils ont un rôle d’assistance et de formation auprès des soldats et des policiers irakiens, mais ne seront pas directement impliqués dans les opérations de maintien de l’ordre. Le 15 décembre 2011, les Américains annoncent la fin de la guerre et les derniers soldats quittent le pays le 18 décembre, ne laissant que quelques soldats chargés d'entraîner les forces irakiennes et un contingent de Marines affecté à la protection de l'ambassade des États-Unis en Irak à Bagdad qui abrite plus de 5 500 Américains et des milliers d'employés étrangers.

## Seconde guerre civile irakienne et nouvelle coalition
Mais les violences continuent. Dès le lendemain du retrait total des forces américaines, Tareq al-Hachemi, chef du Parti islamique irakien, fait l'objet d'un mandat d'arrêt qui relance la crise confessionnelle. La politique sectaire du Premier ministre chiite Nouri al-Maliki jette ainsi de nombreux sunnites dans l'opposition, les attaques de l'État islamique d'Irak continuent de faire des milliers de morts, et les ambitions indépendantistes des Kurdes, qui ont formé un Gouvernement régional du Kurdistan autonome en 2005, se heurtent de plus en plus au gouvernement central irakien.
En 2013, l'influence du Printemps arabe se fait ressentir, des manifestations réclament le départ d'al-Maliki, mais la répression fait des centaines de morts. En décembre 2013, la situation dégénère et des tribus sunnites se soulèvent dans la province Al-Anbar. Alliées à l'État islamique en Irak et au Levant, elles s'emparent de Falloujah, de plusieurs quartiers de Ramadi et d'une grande partie de la province. Cette insurrection est considérée comme le début de la seconde guerre civile irakienne.
Puis en juin 2014, l'État islamique en Irak et au Levant, renforcé par son engagement dans la guerre civile syrienne, lance une grande offensive dans l'ouest de l'Irak. Il s'empare des villes de Mossoul et de Tikrit, ainsi que de la majeure partie des provinces de Ninive, Salah ad-Din et une partie de celle de Kirkouk. Le gouvernement irakien perd le contrôle d'un tiers de son territoire.
Face à la progression des djihadistes, les États-Unis interviennent de nouveau en août 2014 et forment en septembre avec plusieurs pays européens et arabes, une deuxième coalition qui engage des opérations aériennes pour soutenir l'armée irakienne et les peshmergas kurdes.

## Bilans de la guerre

### Bilans humains

#### Bilan humain pour les Irakiens

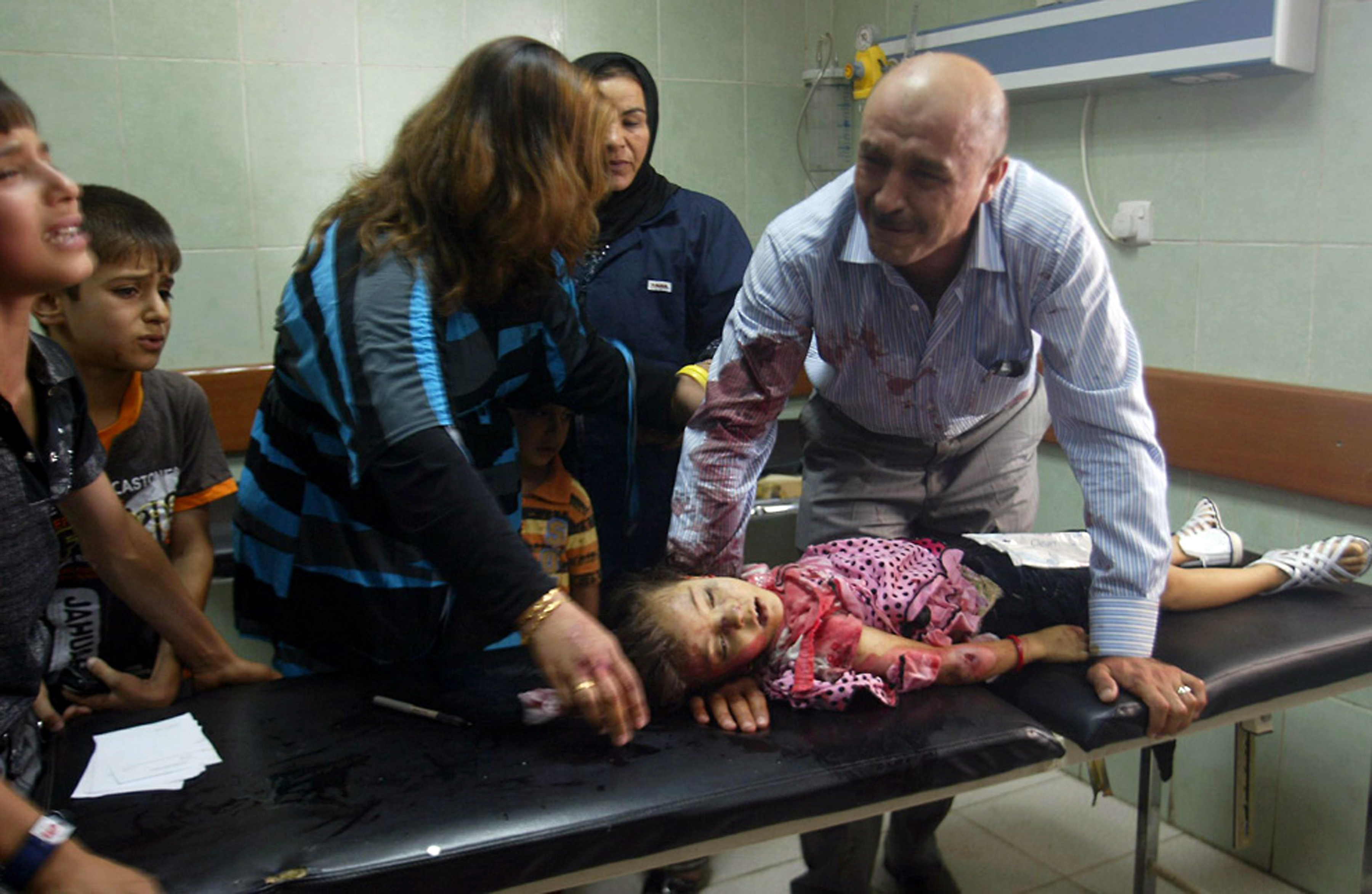
Kirkouk, 2011

Le nombre des victimes irakiennes n'est pas connu avec exactitude et varie considérablement selon les sources, les diverses estimations allant de 100 000 à plus d'un million de morts pour la période 2003-2011, tant parmi les combattants que les civils,,.
En octobre 2009, le ministère irakien des Droits de l'homme avance qu'au total de 85 694 personnes ont été tuées depuis le début du conflit. Les États-Unis donnent fin juillet 2010 un bilan officiel de 77 000 civils et militaires irakiens tués entre 2004 et août 2008,. En 2010 cependant, WikiLeaks rapporte que selon des documents militaires secrets américains, 109 032 personnes ont été tuées lors du conflit entre le 1er janvier 2004 et le 31 décembre 2009, dont 66 081 civils, 23 984 insurgés, 15 196 membres des forces gouvernementales et 3 771 membres des forces de la coalition,.
L'ONG britannique Iraq Body Count (IBC) affirme avoir recensé au moins 162 000 morts, dont 79 % de civils, entre mars 2003 et décembre 2011. L'IBC a croisé ses propres statistiques (consacrées aux civils) avec celles des autorités irakiennes, les pertes américaines ainsi que des données révélées par le site WikiLeaks (Iraq War Logs),. Selon l'IBC, les violences ont atteint leur pic fin 2006, avant de commencer à baisser à partir de fin 2008. Les forces américaines sont directement responsables de la mort de 14 705 civils, dont plus de la moitié pendant l'invasion de 2003 et les batailles de Falloujah en 2004. La police irakienne compte quant à elle au moins 9 019 morts. Par la suite, après la reprise d'un nouveau conflit fin 2013, Iraq Body Count comptabilise la mort de 190 000 Irakiens entre 2003 et 2017, dont 72 000 rien qu'à Bagdad.
Début 2007, l'Organisation mondiale de la santé (OMS) estime dans une étude que 120 Irakiens sont morts en moyenne chaque jour entre mars 2003 et juin 2006 et donne une estimation de 104 000 à 230 000 morts violentes, dont plus de la moitié à Bagdad, pour cette même période,. L'estimation basse est alors deux fois plus élevée que celle d'IBC pour la même période. Pour cette étude, l'OMS s'est fondée sur les données recueillies auprès de 9 345 ménages dans un millier de quartiers et villages répartis sur tout le territoire irakien.
En 2008, l'organisation Iraq Family Health Survey Study Group, publie une étude, fruit de sa collaboration avec plusieurs institutions irakiennes, estimant le nombre de morts liés au conflit à 150 000 entre mars 2003 et juin 2006,. Ce nombre est repris par l'Organisation mondiale de la santé (OMS), mais selon France 24 il suscite la controverse : « le groupe a mené son enquête en interrogeant environ 10 000 foyers irakiens sur les pertes dans leurs familles respectives. Une méthodologie jugée peu fiable par ses détracteurs ».
En octobre 2006, la revue médicale The Lancet estime le nombre de décès irakiens imputables à la guerre à 655 000,. Cette étude compare les taux de mortalité dans les foyers de 1 982 individus en 2006 (certificats de décès à l'appui) à des chiffres officiels de 2003. Cette étude est néanmoins fortement critiquée par de nombreuses associations et organisations internationales, y compris par l'Iraq Body Count,. Selon France 24 : « Les critiques dénonçaient le manque de pertinence de l’échantillon retenu. La plupart des foyers se situaient en effet dans des zones proches des grands axes de circulation, cibles fréquentes des attentats »,.
Le bilan le plus élevé est donné en janvier 2008 par l'institut de sondage britannique Opinion research business (en) qui estime que plus d'un million d'Irakiens ont été tués entre mars 2003 et août 2007,. Cette étude, menée en collaboration avec l'Institut indépendant d'études pour l'administration et la société civile (IIACSS), est basée sur l'entretien de 2 414 Irakiens et conclut qu'un cinquième des ménages irakiens ont perdu au moins un membre de leur famille à cause du conflit entre mars 2003 et août 2007,. Elle estime alors que le nombre de morts entre mars 2003 et août 2007 est « susceptible d'être de l'ordre de 1 033 000 », avec une fourchette de 946 000 à 1,12 million de morts,.
En 2013, la revue scientifique PLOS Medicine dresse un bilan en partenariat avec des universitaires américains et le soutien d'experts du ministère irakien de la Santé et estime que 461 000 Irakiens ont trouvé la mort pendant le conflit entre 2003 et 2011, dont 60 à 70 % dans des actes de violence directe et 30 à 40 % à cause de facteurs indirects tels que des problèmes d'hygiène ou des problèmes de santé liés au conflit,,. Pour cette étude, les chercheurs ont sondé des adultes d'environ 2 000 foyers installés dans une centaine de régions à travers l'Irak et les ont interrogés sur les circonstances de la mort de personnes de leur entourage. Les personnes sondées ont attribué la mort de leurs proches aux forces de la coalition dans 35 % des cas et aux groupes insurgés dans 32 % des cas. Selon l'étude, 60 % des victimes du conflit ont été tuées par balles, environ 13 % dans des attaques à la voiture piégée et 9 % dans des explosions diverses.

##### Réfugiés
La guerre a provoqué l’exode d’au moins deux millions d’Irakiens, réfugiés à l’étranger depuis 2003 (principalement en Syrie et en Jordanie, mais également en Europe et aux États-Unis).
Selon les estimations de l'ONU en avril 2006, presque 2,5 millions d'Irakiens (soit un Irakien sur huit) ont fui leur pays en raison des violences. 1 million ont trouvé refuge en Syrie, 75 000 en Jordanie et 150 000 en Égypte et 500 aux États-Unis. De plus, selon le HCR, 1,8 million d'Irakiens ont été déplacés à l'intérieur du territoire. Près du quart des Irakiens ont donc été obligés d'abandonner leurs domiciles depuis le début de la guerre. Depuis septembre 2007, on assiste à un retour de plusieurs dizaines de milliers de réfugiés

#### Pertes annoncées de la coalition
Morts et blessés

Selon les sites Internet indépendants icasualties.org et antiwar.com le bilan de la guerre est, du 20 mars 2003 au 18 décembre 2011 date officielle de retrait du dernier soldat américain :
- de 4 806 morts dans la coalition incluant les décès au Koweït et dans le golfe Persique dont 4 489 soldats américains[172] (3 532 morts au combat), 179 soldats britanniques et 140 soldats d'autres pays alliés (805 par accidents ou maladies).
- Plus de 36 000 blessés dans la coalition dont 32 242 américains[172] (33 184 selon antiwar.com).

À ces nombres, il faut compter les « mercenaires », les travailleurs, les diplomates et civils étrangers morts en Irak, le nombre des victimes dépassait les 10 000 morts et près de 130 000 blessés selon le NY Times mi-2007. À la fin du conflit, les données disponibles révèlent la mort de 62 membres d’organisations humanitaires, 231 journalistes, 318 « alliés », 3 418 prestataires de service employés par le département d’État et d’autres agences gouvernementales et 10 819 membres des forces militaires et de police « alliées ».
Cela en fait la guerre la plus meurtrière pour les États-Unis depuis la guerre du Viêt Nam.
Le bilan annuel — officiel — pour la coalition se décompose ainsi :
- en 2003 : 580 morts ;
- en 2004 : 906 morts ;
- en 2005 : 897 morts ;
- en 2006 : 872 morts ;
- en 2007 : 963 morts ;
- en 2008 : 322 morts ;
- en 2009 : 150 morts ;
- en 2010 : 60 morts ;
- en 2011 : 55 morts ;
- en 2012 : 1 mort.
- La barre symbolique des 1 000 GI tués a été franchi le 08/09/04 ;
- La barre symbolique des 2 000 GI tués a été franchi le 26/10/05 ;
- La barre symbolique des 3 000 GI tués a été franchi le 08/01/07 ;
- La barre symbolique des 4 000 GI tués a été franchi le 24/03/08.

Pertes matérielles

Selon le magazine Raids, en mai 2006, on dénombrait dans les forces armées des États-Unis :
- 2 400 morts et 17 469 blessés, dont 8 137 assez ou sérieusement blessés étant affligés de handicaps permanents, soit un total d'environ 20 000 soldats mis hors de combat, environ 12 % des effectifs engagés ; — avec les rotations, au total, plus d'un demi million de militaires américains on fait un tour de service en Irak ;
- 104 hélicoptères perdus, dont 14 CH-47 Chinook et 27 AH-64 Apache (plus de 15 millions de dollars l'unité), et 118 hélicoptères endommagés ;
- sur 30 000 véhicules terrestres, près de 1 400 ont été détruits, dont 49 chars Abrams M-1 (142 endommagés) et 450 véhicules légers Hummer (430 endommagés).

Les pertes matérielles sont dues aux faits de guerre et accidents, mais aussi aux conditions d'utilisation (poussière, chaleur). On estime que la maintenance des hélicoptères a représenté, depuis le début des opérations d'Afghanistan en 2001, 20,6 milliards de dollars, et la maintenance globale pour 2006 est évaluée à 200 millions d'heures de travail.
Impacts psychologiques

Le même magazine raids, dans son numéro de janvier 2008, aborde la question des conséquences psychiques et psychologiques de ces engagements sur les soldats concernés et notamment les réservistes. Il s'agit d'une étude relative aux soldats américains engagés dans le conflit irakien entre 2005 et 2006. Elle a été publiée par The Journal of the American Medical Association et porte sur 88 235 soldats dont la moitié de réservistes.
Selon l'étude d'une manière plus générale les réservistes sont deux fois plus nombreux à manifester des troubles de stress post-traumatique dans leur ménage ou leur activité professionnelle.
Les anciens combattants

L'étude souligne que beaucoup de vétérans sont laissés à eux-mêmes une fois rendus à la vie civile, il n'y a pas de véritable politique de suivi et d'assistance.
Aux États-Unis, 25 % des sans-abris sont d'anciens militaires.

### Conséquences pour l'Irak

#### Conséquences pour l'armée irakienne
Il y a eu une totale recréation de l'armée et des forces de sécurité (Nouvelle armée irakienne, Garde Nationale, police, milices d'autodéfense…) formées et reconstituées par l'armée américaine. Le 23 mai 2003, Paul Bremer, alors administrateur civil de l'Irak, ordonnait la dissolution de l'ancienne armée irakienne, des ministères de la Défense et de l'Information. L'adoption de ce décret no 2 a eu pour conséquence de mettre entre 350 000 et 400 000 soldats irakiens au chômage, et environ 2 000 employés du ministère de l'information. Les forces de la coalition ont entrepris de mettre sur pied une nouvelle armée irakienne, considérée comme la première étape d'un Irak libre qui assume sa défense. Cette nouvelle armée irakienne qui a réengagé de nombreux soldats de l'armée de Saddam, jusqu'au grade d'officier subalterne ; selon le décret de Paul Bremer, les militaires au grade de colonel ou un grade supérieur sont écartés d'office de toute fonction gouvernementale ou militaire.

#### Conséquences sur la politique irakienne
- Fin de la politique menée par Saddam Hussein al-Tikriti et sa famille (notamment ses deux fils, Uday et Qusay Hussein, qui occupaient des postes clés du régime).
- Fin du parti Bâas en Irak.
- Fermeture ou réduction des activités des ambassades irakiennes à travers le monde selon les ordres de Washington.
- Installation d'un gouvernement provisoire irakien (sous la tutelle de Paul Bremer, proconsul américain, administrateur général et civil de l'Irak) choisi par la coalition qui a pour objectif de réorganiser la politique irakienne et d'introduire un gouvernement « démocratique » comprenant des membres des divers groupes ethniques en Irak (les chiites, sunnites et Kurdes).
- Vote d'une constitution qui est acceptée à 75 % (principalement par les Kurdes et les chiites).
- Premières élections libres depuis plus de 50 ans.
- Formation de facto d'un État indépendant[réf. nécessaire] au Kurdistan car depuis, bien longtemps, les Kurdes d'Irak, tout comme ceux de Turquie, de Syrie et d'Iran, veulent créer un État Kurde unifié et indépendant, et ont engagé des luttes armées pour y parvenir, luttes qui ont été durement réprimées par la Turquie et par le régime de Saddam Hussein (notamment à Halabja).

#### Conséquences sur l'économie irakienne

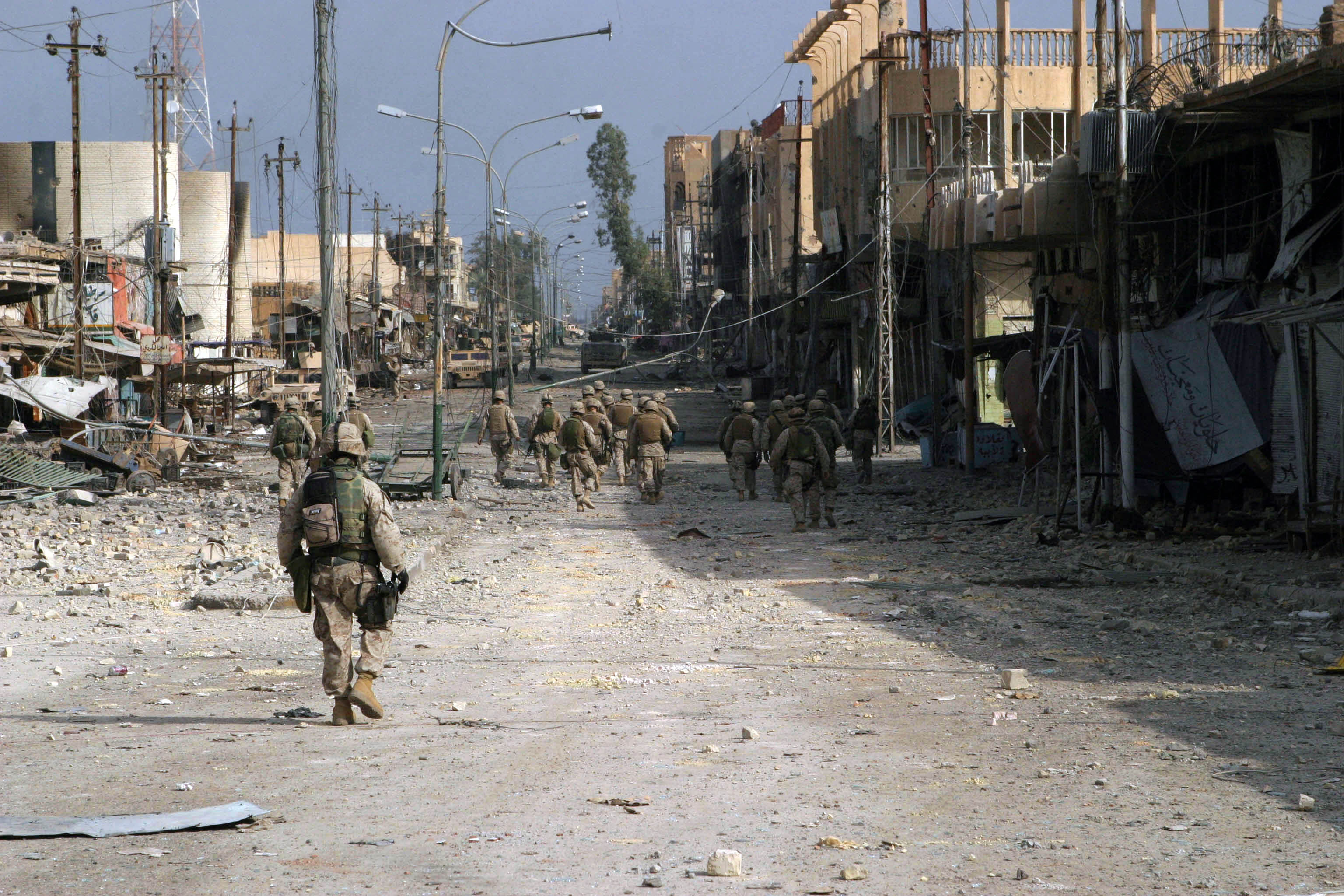
Falloujah, 2004

- Hausse spectaculaire du Produit national brut à la suite de l'arrêt des sanctions économiques et l'investissement pour la reconstruction (18,4 milliards de dollars US en 2002, 47 milliards en 2006).[réf. nécessaire]
- Le nombre d'entreprises privées en Irak est passé de 8 000 en 2003 à 35 000 en 2006 à la suite de la libéralisation de l'économie.[réf. nécessaire]
- Investissements dans le pétrole par des sociétés étrangères, ce qui empêche l'Irak de bénéficier pleinement de cette ressource, investissements que les irakiens ne peuvent refuser car les raffineries de pétrole sont sous le contrôle des forces spéciales et des armées américaines et britanniques.
- Sabotages d'usines et de raffineries durant la guerre qui engendrent une baisse des exportations de pétrole à travers le monde et une pénurie d'essence, même dans les régions les plus pétrolifères de l'Irak.
- Pénurie des productions et importations des produits de première nécessité, de la nourriture, médicaments, etc.
- Pollution de l'eau par la mise à feu de plusieurs raffineries pétrolières et par les combats, ce qui empêche les agriculteurs de produire suffisamment.
- Introduction d'une nouvelle monnaie irakienne remplaçant les anciens dinars irakiens à l'effigie de Saddam et le « dinar suisse » ayant cours dans le Nord du pays.
- Disparition du tourisme (déjà quasi inexistant sous la dictature de Saddam Hussein) en raison de l'état de guerre et de l'insécurité permanente.[réf. nécessaire]

#### Conséquences sociales en Irak
- Cette guerre a fait des milliers de victimes du côté irakien et beaucoup de réfugiés ont tout perdu en fuyant leur pays vers la Syrie, la Turquie et l'Iran (environ 200 000 réfugiés irakiens).
- De 2003 à 2015, 10 000 femmes ont été enlevées ou victimes de la traite pour l'esclavage sexuel, la prostitution ou la rançon selon un rapport du Minority Rights Group International and the Ceasefire Centre for Civilian Rights, publié le 19 février 2015. 3 000 femmes yézidies ont notamment été vendues par l'État islamique rien qu'en 2014. 14 000 femmes ont également été tuées lors du conflit[178].
- Retour au pays de réfugiés politiques (opposés au pouvoir de Saddam Hussein), exilés dans les pays voisins ou ailleurs dans le monde, c'est le cas de Ahmed Chalabi qui était exilé en Amérique.
- Il y a eu beaucoup de prises d'otages faites par des groupes radicaux islamiques, soit pour financer leurs opérations, déstabiliser les pays de la coalition ou encore pour faire libérer certains de leurs miliciens emprisonnés par la coalition.
- Réorganisation des différents services publics et retour à l'école de la jeunesse irakienne malgré la destruction des infrastructures, l'insécurité qui règne dans le pays et la mort de nombreux professeurs et élèves avec, par exemple, une augmentation du taux de scolarisation à Bassorah des 7/13 ans passant de 80 % en 2003 à 89,8 %[179].
- Pour la première fois des femmes ont accès à des postes dans le gouvernement, au même titre que les hommes, quoiqu'en nombre très inférieur ; c'est le cas de Narmine Othmane (ministre de l'environnement), Jouane Fouad Maasoum (ministre de la communication), Souheila Abed Jaafar (ministre des émigrés et des déplacés), un tiers des députés sont des femmes, un record dans la région.
- Dommages aux infrastructures civiles : les services de santé ont été pillés de leurs lits, ambulances, équipements, installations électriques (etc.) par la population, les hôpitaux sont surchargés alors que les médecins manquent cruellement. Des routes, des centrales électriques, et des centres de communications sont détruits.
- Augmentation de l'insécurité générale (pillages, incendies et prises d'otage), à la suite de la désorganisation totale (ou presque) des différents services publics tels que les forces de l'ordre, qui sont actuellement formées par des instructeurs de l'armée américaine.
- Fin des sanctions des Nations unies, fin de l'embargo et du programme Pétrole contre nourriture.
- Arrivée d'ONG telles que la Croix-Rouge, le Croissant-Rouge…
- Libération de prisonniers détenus parfois depuis des dizaines d'années et n'ayant plus d'identité, dans le Quartier Général des Services de renseignements militaires irakiens.
- Emprisonnement d'autres personnes sur simple dénonciation, vengeances personnelles, etc.
- Accroissement spectaculaire du nombre de familles atteignant le seuil minimal de pauvreté, du fait du chômage, pillages, déplacements forcés.

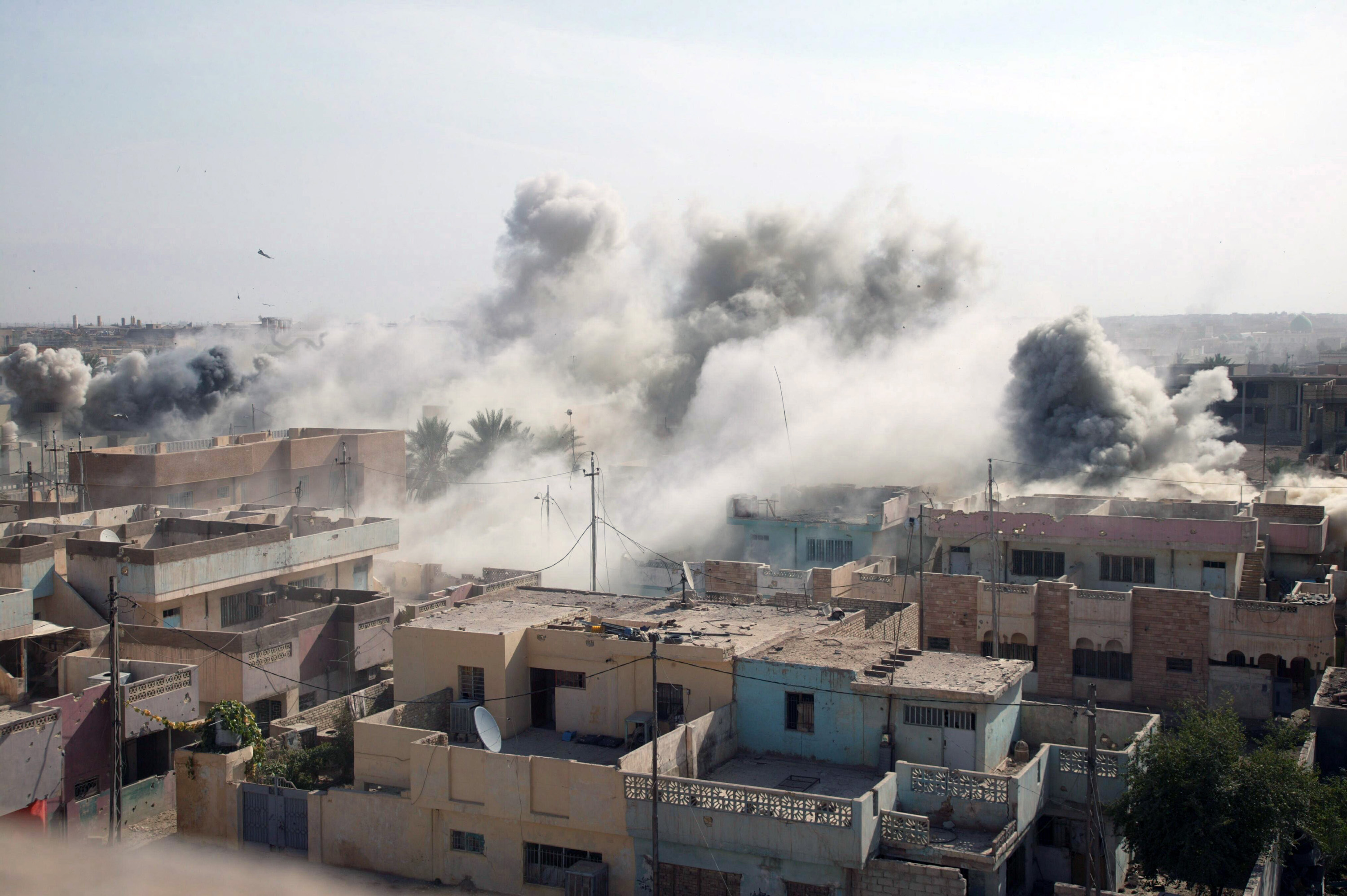
Frappes aériennes en novembre 2004

#### Conséquences sur l'éducation supérieure
Déjà sous le régime de Saddam Hussein l’éducation supérieure en Irak souffrait :
- Le salaire d’un professeur était au maximum de 200 dollars US, beaucoup trop peu pour vivre.
- De nombreux professeurs compétents ont été sortis des universités pour devenir fonctionnaire.

Aujourd’hui les salaires ont augmenté mais restent insuffisants. Les dépressions sont accentuées par le stress psychique causé par la peur de persécution. Souvent les professeurs en Irak n’osent pas dire publiquement leur opinion. Depuis la guerre en 2003, plus de 200 professeurs ont été tués, des bibliothèques ont été pillées, la bibliothèque de la faculté philosophique historique de l’Université de Bagdad par exemple a été entièrement brûlée. Selon l’UNESCO, 84 % des infrastructures des institutions d’éducation ont été endommagées par la guerre et le pillage, ceci avec 50 000 nouveaux étudiants, garçons et filles, intégrant les universités chaque année. L’admission des étudiants se fait sans considération de leur qualification, ce qui entraîne une surcharge des universités, notamment à Bagdad. Les 21 universités irakiennes comptent environ 250 000 étudiants. On estime qu'il manque 60 000 ordinateurs, 2 000 laboratoires scientifiques ainsi que de nombreux livres et du matériel scolaire. Depuis 1990, 40 % des professeurs parmi les mieux formés ont quitté leur pays et depuis vingt ans les universités et centres de recherche irakiens sont isolés de la communauté scientifique internationale. Seulement 7 % du corps enseignant sont des professeurs. Des professeurs sont obligés d’avoir une deuxième source de revenu. Leurs qualifications se limitent souvent à un niveau bachelier, alors qu’un master ou mieux un doctorat serait la norme. La qualité manque également au niveau académique. Les travaux de diplômes en histoire par exemple se limitent souvent à un listage d’événements historiques. Aucune critique ou contribution n'apparait, faisant cruellement défaut aux programmes. Des congrès, conférences et forum sont presque inexistants, sans parler d'une « vie d’étudiant ». Il n’y a guère de contacts vers l’extérieur. Beaucoup de scientifiques et étudiants manquent de connaissances linguistiques pour un échange international. Officiellement il n’existe plus de restrictions concernant le programme scolaire, malgré un manque de planification stratégique.

#### Conséquences sur la culture irakienne
- De nombreux centres historiques ont été détruits par les bombardements américains, les combats et les pillages.
- Le Musée national d'Irak a été pillé au moment de l'entrée des troupes américaines dans Bagdad.
- Tout ce qui représente Saddam ou son régime a été saccagé par les populations chiites et kurdes, et également par les troupes américaines.

#### Conséquences religieuses en Irak: la guerre civile inter-confessionnelle
La guerre d'Irak a eu pour principale conséquence la fin de la paix religieuse permise par le régime laïc du parti baas de Saddam Hussein. Elle a vu la résurgence des anciens conflits religieux entre chiites et sunnites pour la prise du pouvoir et l'installation d'un régime religieux, après la chute de Saddam. Les tensions entre les trois grandes communautés d'Irak ont été ravivées et ont permis l'arrivée du groupe islamiste Daech (État Islamique en Irak et au Levant), soutenu par les sunnites.
L'Irak est divisé, avec d'un côté les chiites qui sont protégés par le gouvernement, la police et des milices paramilitaires ; de l'autre une communauté sunnite exclue du pouvoir et marginalisée qui rêve de revanche. Daech prospère sur les cendres de cette guerre de religion, en promettant la vengeance aux sunnites.
Les assassinats « religieux » se multiplient : ceux de nombreux chefs religieux chiites tel que l'Ayatollah Mouhammad Baqir Al-Hakim et Abdoul Majid al Khoï (chef chiite irakien modéré et pro-occidental, revenu d'exil après 12 ans), ceux de chrétiens autrefois protégés par le régime laïc de Saddam Hussein. On assiste à un exode vers l'étranger de centaines de milliers de chrétiens syro-chaldéens pour échapper à la mort.
Ainsi, pour Renaud Girard, « la guerre d'invasion anglo-saxonne de 2003 en Irak a provoqué une guerre civile entre les chiites et les sunnites, qui n'existait pas avant. ».

#### Conséquences écologiques
- Détérioration des canalisations d'eau des principales villes irakiennes.
- Pollution des terres agricoles et des nappes phréatiques par le sabotage des puits de pétrole et l'ouverture volontaire des oléoducs.
- Restauration d'une partie des marais entre le Tigre et de l'Euphrate qui avait été détruite par le régime bassiste[182].

### Conséquences pour les États-Unis

#### Conséquences pour l'armée américaine

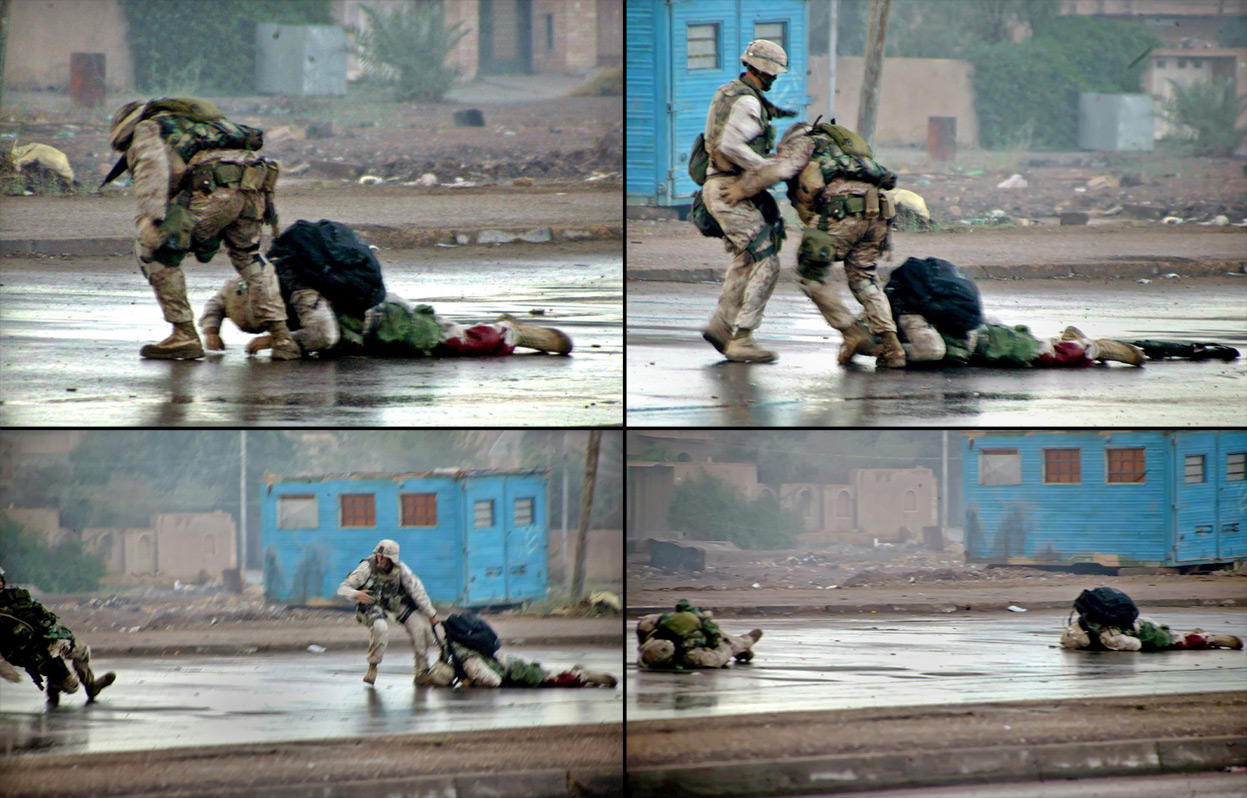
Deuxième bataille de Falloujah, 2004

- Cette seconde guerre du Golfe a causé des pertes dans les troupes américaines (4 301 au 21 mai 2009[183]), ce qui pour ce type de conflit est relativement faible (voir guerre d'Algérie, guerre civile algérienne, guerre de Tchétchénie), mais qui médiatiquement nuit à l'image de l'armée la mieux équipée du globe et sont les plus fortes pertes pour celle-ci depuis la guerre du Viêt Nam.
- Le manque de forces au sol pour une opération massive de longue haleine se fait ressentir par un emploi massif des réservistes et une augmentation de la durée des rotations.
- Le budget accordé par le Sénat des États-Unis au département de la Défense a été largement augmenté, mais le financement des opérations en Irak en augmentation fait que des économies sont exigées dans d'autres programmes militaires tandis que l'usure du matériel est accélérée.
- Elle est notamment l'occasion, pour les États-Unis et leurs alliés, de tester de nouvelles méthodes de guerre urbaine, utilisant les technologies de l'information les plus récentes, et de nouveaux concepts de combat en réseau[184].
- De nombreuses améliorations du matériel ont été réalisées : augmentation de la protection balistique pour le personnel militaire (protection pour les jambes, les bras, gilets pare-balles plus performant, casques…), augmentation du confort du soldat, adaptation au milieu (nouveaux camouflages, matériels adéquats pour tel type d'opération, etc), véhicules militaires évolués (protections supplémentaires, confort augmenté, techniques dernier-cri, etc.)…

#### Conséquences sur la politique des États-Unis
- L'accusation de mensonge lancé contre l'administration Bush au sujet des justifications de l'intervention militaire a provoqué des troubles dans l'opinion publique américaine.
- La politique américaine a été fortement critiquée dans le monde. La question des mensonges de l'administration Bush a créé un climat de défiance entre les opinions publiques, y compris au sein des pays alliés des États-Unis, et l'administration américaine. Cela s'est traduit par un grand nombre de manifestations anti-américaines et contre la guerre.
- Plusieurs responsables ont quitté l'administration Bush (dont le secrétaire d'État Colin Powell) en raison du désaccord avec la ligne présidentielle.

#### Conséquences économiques pour les États-Unis
- Augmentation des dépenses militaires (armes, habillements, véhicules…).
- Beaucoup de sociétés américaines se sont enrichies grâce aux contrats engendrés par l'intervention militaire (telles que Halliburton), et envisagent de pouvoir se charger de la reconstruction du pays dévasté par la guerre et les attentats.
- Selon le prix Nobel d'économie Joseph Stiglitz, « C'est la seule guerre connue financée par l'emprunt[185] ». L'administration Bush a, dans le même temps, procédé à deux baisses d'impôt successives, et a emprunté « plus de 800 milliards de dollars au reste du monde » (la dette publique des États-Unis est aujourd'hui, avec la crise des subprimes, à plus de 9 000 milliards de dollars). Selon J. Stiglitz, « Aujourd'hui [fin novembre 2008], après une enquête indépendante, j'évalue le coût global de la guerre en Irak à 3 000 milliards de dollars ». Larry Kingsley, “chief economic adviser”, disait qu'elle coûterait 200 milliards de dollars : il a été renvoyé par Bush. L'administration prétendait que la guerre ne coûterait pas plus de 50 à 60 milliards de dollars, et qu'il n'y aurait pas plus de trois mois de combats sur le front[185].

#### Coût financier
L'organisation National Priorities Project estime, au 14 juillet 2017, à 820 milliards de dollars le coût de la guerre mais selon le Time Magazine, le montant s'élèvera au total à 4 000 milliards de dollars pour le contribuable américain, en incluant les soins médicaux, les indemnités pour invalidité versées pour les soldats en service actif, les vétérans et les familles ainsi que l’embauche de nouveaux soldats pour les remplacer et les coûts socio-économiques.
Le coût financier de la guerre d'Irak peut en partie être calculé à partir des mesures budgétaires votées par le Congrès des États-Unis en sus des budgets de fonctionnement. Le département de la Défense est aussi autorisé à utiliser ce budget de fonctionnement pour financer la guerre. Le département de la Défense a dépensé en juillet 2017 un total de 770,5 milliards de dollars pour les opérations dans ce pays. Cette allocation budgétaire était de 213 milliards en septembre 2013.
De nombreuses associations américaines, pour la plupart hostiles à la guerre, suivent de près l'évolution des surcoûts liés à la guerre. Leurs estimations tournent autour de 500 milliards de dollars et intègrent aussi des frais indirects (pensions, indemnités...).
Dans son discours du 28 octobre 2006 devant la Chambre des représentants des États-Unis, le sénateur honoraire du Massachusetts, James P. Mc Govern, estime le coût de la guerre à 246 millions de dollars par jour (soit 2 847 $ par seconde). Il rappelle que les dépenses directes (qui ne représentent pas l'ensemble des coûts) se sont montées à :
- 2004 : 77,3 milliards de dollars
- 2005 : 87,3 milliards de dollars
- 2006 : 100,4 milliards de dollars.

Linda Bilmes et Joseph Eugene Stiglitz (« prix Nobel » d'économie en 2001), deux chercheurs de Harvard et Columbia, ont réactualisé une étude sur les coûts du conflit de 2 267 milliards de $[Quand ?].
Les coûts budgétaires (en dollars) qu'ils identifient se décomposent ainsi :
- 336 milliards déjà dépensés
- 389 milliards de frais de fonctionnement pour les opérations futures
- 127 milliards pour les indemnités et pensions des anciens combattants
- 160 milliards pour la démobilisation et le repositionnement de la défense.

Les coûts économiques se décomposent selon les auteurs de la façon suivante :
- 355 milliards de manque à gagner pour l'économie lié aux décès, invalidités, différentiels de coûts des achats liés à la guerre…
- 300 milliards liés au prix du pétrole sous forme de transferts vers les pays producteurs.
- 150 milliards liés à une moindre performance économique liée aux mêmes prix élevés.
- 450 milliards découlant de l'affectation des budgets à la guerre plutôt qu'à des dépenses productives ou à la réduction du déficit.

Au début de 2008, dans un livre intitulé The Three Trillion Dollar War: The True Cost of the Iraq Conflict. Ils identifient désormais un coût global de 3 000 milliards de dollars Le coût des opérations a déjà dépassé celui des douze ans de la guerre du Viêt Nam et représente le double du coût de la guerre de Corée.

#### Évolution de l'opinion américaine

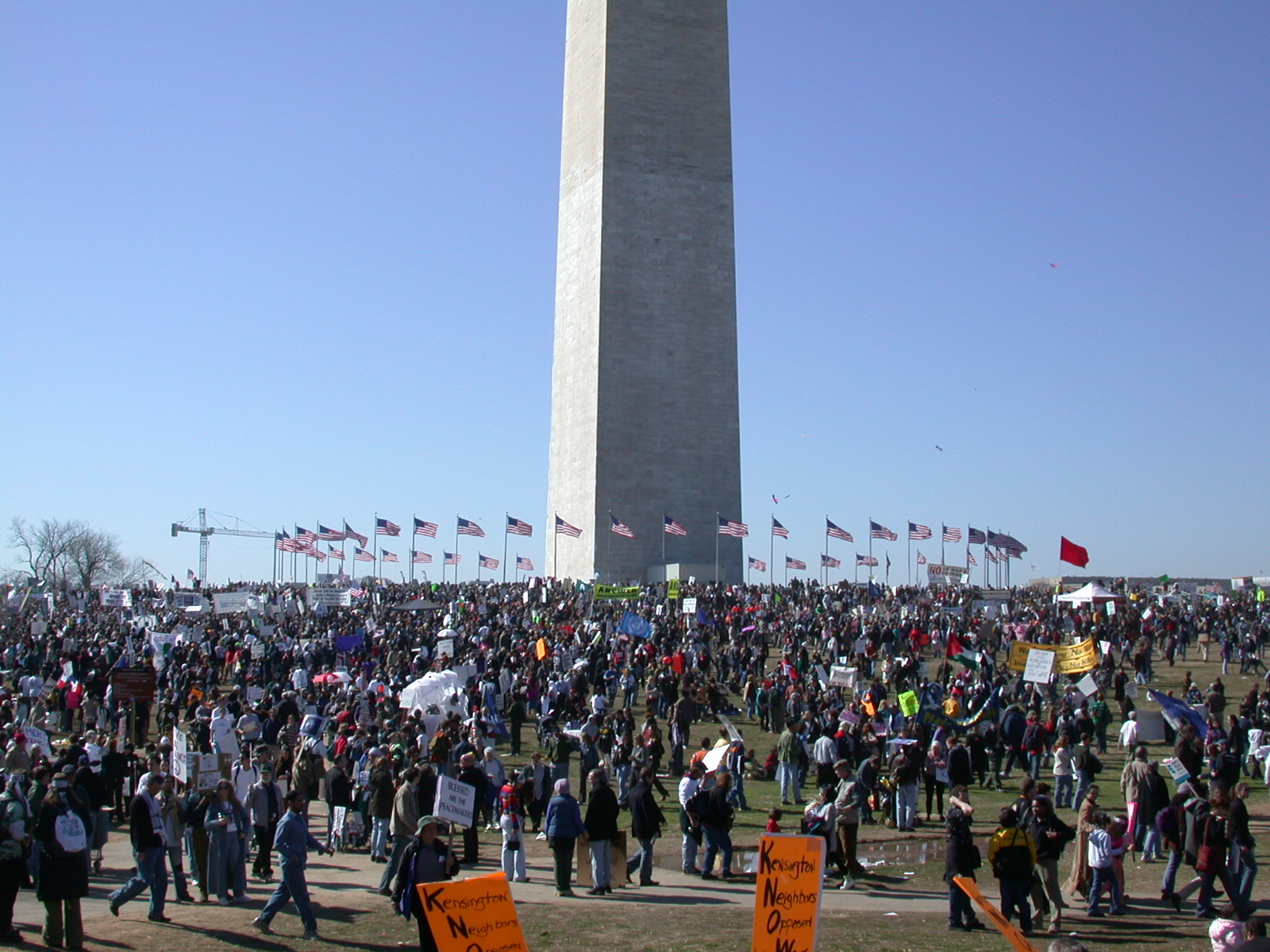
Protestation à Washington le 15 mars 2003 contre la guerre.

En 2003, environ 150 000 personnes avaient manifesté contre la guerre d'Irak dans les rues de San Francisco.
En juin 2005, l'opinion publique américaine semble être en désaccord avec la politique des États-Unis en Irak : d'après une enquête publiée le 27 juin 2005 par ABC/Washington Post, une majorité d'Américains désapprouvent la gestion de la situation en Irak. Plus d'un Américain sur deux pense que George W. Bush a « intentionnellement trompé » l'opinion américaine sur les raisons d'engager cette guerre.
- 57 % d'entre eux estiment que l'administration Bush a exagéré la menace des armes de destruction massive.
- En somme, 53 % des personnes interrogées jugent que le conflit n'en valait pas la peine.
- Cependant, toujours selon le même sondage, 58 % estiment que les soldats américains doivent demeurer en Irak pour rétablir l'ordre.
- Seuls 41 % exige le retrait de ces troupes (source : Le Monde et AFP, 28 juin 2005).

Le 24 septembre 2005, 100 à 300 000 manifestants s'étaient rassemblés à Washington pour protester contre l'engagement américain en Irak. Dans ce contexte difficile (ouragan Katrina) pour George W. Bush, un sondage Gallup montrait que 63 % des Américains voulaient le retour des soldats dans leur pays.
Un mois plus tard, le Wall Street Journal révèle les résultats d'un sondage encore plus défavorable à l'intervention américaine : 53 % des Américains pensent que le conflit en Irak était « une erreur », contre seulement 34 % qui estiment qu'elle était justifiée.
Un nouveau sondage commandé par CNN au début du mois d'août 2006 montre que les partisans de la guerre sont très minoritaires : 36 % approuvent encore le conflit en Irak alors que 60 % le rejettent.
Le 10 janvier 2007, lors d'une allocution télévisée, le président annonce que 21 500 militaires supplémentaires seront envoyés en Irak pour permettre un retour à la paix plus rapide. Cette décision se heurte à un Congrès et une opinion publique hostile et majoritairement sceptique à cette démarche. Cela remettrait les effectifs américains au niveau de décembre 2005 au moment des élections législatives dans ce pays.
Le 27 janvier 2007, une nouvelle manifestation est organisée par le collectif Unis pour la paix et la justice contre la guerre et l'envoi de renforts armés en Irak ; elle réunit plusieurs milliers d'Américains dans la capitale ont manifesté le 17 mars 2007 à Washington contre le maintien des troupes américaines ; ils ont défilé à l'appel d'Answer (Act Now to Stop War and End Racism) de la Maison-Blanche au Pentagone.
Le 28 mars 2007, le Sénat des États-Unis vote le retrait des troupes américaines d'Irak d'ici le mois de mars 2008. Le 26 avril, la loi est définitivement adoptée par le sénat américain pour un retrait des troupes à partir du mois d'octobre en contrepartie d'une rallonge budgétaire de 124 milliards de dollars.
Le retrait des troupes d'Irak est alors soutenu par 56 % des Américains selon un sondage NBC/Wall Street Journal publié le 26 avril 2007 (seuls 37 % soutiennent le président Bush sur ce point). Le sondage indique également que 55 % des Américains ne croient plus à la victoire en Irak (contre 36 % qui y croient et 9 % qui ne se prononcent pas). On pourra y lire encore que près de la moitié des sondés trouvent que la situation en Irak a empiré ces trois derniers mois (37 % estiment qu'elle est stable et 12 % pensent qu'elle s'améliore).
Dans son éditorial du 8 juillet 2007, le New York Times affirmait : « Il est temps pour les États-Unis de quitter l'Irak, sans plus de délai qu'il n'en faut au Pentagone pour organiser un retrait méthodique ». Ainsi, l'un des journaux les plus influents du pays appelait au retrait des forces américaines d'Irak.
Le 27 octobre 2007 de nouvelles manifestations pacifistes sont organisées dans les principales villes américaines (New York, Los Angeles, Chicago, Philadelphie, San Francisco, Boston, Seattle, etc.). Entre 10 000 et 30 000 personnes se sont rassemblées rien qu'à San Francisco.
En mars 2008, un nouveau sondage montre une montée de l'opposition de l'opinion publique américaine : d'après un sondage effectué pour CBS, 64 % des sondés pensent que la guerre n'en valait pas la peine.
En août 2010, le président Barack Obama annonce la fin du retrait des troupes combattantes américaines tout en maintenant en Irak 50 000 « conseillers » qui resteront jusqu'en décembre 2011. À cette date, selon les sondages, 65 % des Américains approuvent ce retrait, mais 69 % jugent que les États-Unis n'ont pas atteint leurs buts en Irak et 59 % qu’ils ne pourraient pas les atteindre quel que soit le temps passé dans ce pays.

### Conséquences au niveau mondial

#### Conséquences politiques en dehors de l'Irak
- la guerre en Irak a mis à mal des institutions internationales, qui ont contribué à stabiliser le monde pendant la guerre froide notamment, telle que l'Organisation du traité de l'Atlantique nord (OTAN) ou l'Organisation des Nations unies (ONU). Tom Donnelly explique à ce propos : « La diplomatie qui a précédé la guerre en Irak et la campagne proprement dite ont mis en évidence des différences fondamentales de points de vue politiques parmi les piliers de l'Alliance [OTAN] : l'Allemagne, les États-Unis, la France et le Royaume-Uni. Elles ont également révélé de profonds désaccords parmi les puissances européennes et, entre les grands et les petits pays. Ces désaccords ne sont pas prêts d'être aplanis »[206].
- Discorde au sein de l'Union européenne en raison des tensions entre les pays qui se sont engagés en Irak (Royaume-Uni, Pologne, Espagne…) et ceux qui se sont opposés à l'intervention armée (Allemagne, Belgique, France…).
- Lancement d'une véritable politique de dévalorisation de la France aux États-Unis connue sous le nom de « French Bashing ». Elle se manifeste particulièrement dans certains restaurants où les frites, appelées usuellement « French Fries », sont renommées «Freedom Fries[207] ». Un mouvement anti-français s'installe aux États-Unis, dont les partisans manifestent et portent des t-shirts sur lesquels figure le slogan « First Iraq, Then France, Then Germany, Then Korea » (« D'abord l'Irak, ensuite la France, puis l'Allemagne et enfin la Corée »). Ces mouvements apparaissent à la suite de propos tenus par George Bush, qui, le 20 septembre 2001 lors d'un discours devant le Congrès, laisse un choix au monde et à ses alliés en disant « every nation in every region now has a decision to make. Either you are with us, or you are with the terrorists » (« chaque nation, dans chaque région, doit maintenant prendre une décision. Soit vous êtes avec nous, soit vous êtes avec les terroristes »). Cette pratique n'est, avec l'évolution de l'opinion américaine sur le conflit, plus d'actualité.
- Renforcement à l'Est et au Nord de la puissance politique de l'islam chiite et donc de l'Iran, qui peut désormais soutenir pleinement son allié syrien.
- Renforcement au Nord de la puissance politique de l'islam sunnite et donc de l'Arabie saoudite grâce aux milices d'Al-Qaïda qui font de l'Irak une terre de Jihad.
- Endettement massif des États-Unis à la suite des dépenses militaires et perte de leur statut de super puissance militaire et politique aux yeux de nombreuses nations en raison de leur échec à contrôler politiquement l'Irak.
- Renforcement du sentiment anti-américain, mais aussi anti-occidental, dans le monde, principalement dans les pays arabes et les pays de culture musulmane. Cela se manifeste par des manifestations, une augmentation du nombre d'attaques terroristes islamistes (principalement dans le monde musulman et en Irak mais aussi en Europe et notamment France dans les années 2010) et du nombre de prise d'otages d'Occidentaux (ou de ressortissants des pays qui ont fait partie de la coalition).
- La guerre en Irak créera un profond sentiment anti-américain chez les Irakiens et en particulier chez les anciens cadres de l'armée irakienne[208] qui fourniront la structure de l'armée de Daesh[209]. Au bout du compte une guerre présentée par les Américains comme cherchant à combattre le terrorisme aura été son plus fertile terreau.

#### Autres
Pour l'IFRI, en septembre 2005, « la cause religieuse l'emporte sur la cause nationale. »
En octobre 2006, l'Organisation de la conférence islamique (OCI) rédige le « document de La Mecque ». Signé par des dignitaires irakiens chiites et sunnites, le texte lance un appel à la fin des violences interconfessionnelles, à la libération de tous les otages et à la préservation de l'unité de l'Irak. La situation s'améliore graduellement à partir de 2007 grâce à l'envoi de renforts supplémentaires (« surge ») et d'autres facteurs,.

## Crimes de guerre

### Armée britannique

#### Rapport Chilcot
La commission Chilcot, chargée d'une enquête publique sur le rôle de la Grande-Bretagne dans la guerre d'Irak, a rendu son rapport le 6 juillet 2016. Elle estime que l'invasion de l'Irak n'était pas justifiée.

#### Cour pénale internationale
Le 4 décembre 2017, la procureure Fatou Bensouda de la Cour pénale internationale indique qu'il existe des preuves indiquant que des soldats britanniques ont commis des crimes de guerre contre des détenus en Irak. Cette annonce a été faite à la suite de la réouverture d'un examen préliminaire rouvert en 2014. Selon des groupes de défense des droits de l'homme et des avocats, ce sont au moins 1 071 détenus irakiens qui ont été torturés et maltraités entre mars 2003 et décembre 2008. De plus, 52 personnes qui se trouvaient en détention provisoire durant cette période seraient morts à cause du personnel britannique.
Le bureau de la procureur indique que les déclarations individuelles victimes obtenues peuvent être considérées comme valides si elles sont validées par des documents datant de la période du conflit. Selon les procédures nationales liés à la guerre d'Irak et la gravité des crimes, Fatou Bensouda compte envisager la possibilité de demander l’autorisation aux juges de la CPI de lancer une enquête. Un examen préliminaire datant de 2006 a déjà été clôturé faute de preuves par l'ancien procureur Luis Moreno Ocampo et avait décidé de pas ouvrir d'enquête en Irak.
Au début de l'année 2017, le gouvernement britannique a supprimé l’organe chargé d’enquêter sur les accusations de violation des droits de l’homme par les soldats britanniques en Irak. Cette décision a laissé des centaines d’affaires irrésolues.

### Insurgés
Les insurgés ont tué plus de 12 000 civils irakiens de janvier 2005 à juin 2006, selon le ministre irakien de l'Intérieur Bayan Jabr. Les insurgés ont également mené de nombreuses attentat-suicide contre la population civile irakienne, ciblant principalement la communauté chiite majoritaire,,.
Pendant la guerre, des escadrons de la mort sectaires ont tué de nombreux civils principalement pendant la guerre civile irakienne. Les données du projet Iraq Body Count montrent que 33 % des décès de civils pendant la guerre en Irak ont résulté d'exécutions après enlèvement ou capture. Celles-ci ont été massivement menées par des acteurs inconnus, notamment des insurgés, des milices sectaires et des criminels.

## Dans la fiction

### Romans
- Seul le grenadier de Sinan Antoon
- Yellow Birds de Kevin Powers
- Les Murmures de John Connolly
- Les Mille ruses du renard volant de Jean-François Chabas
- Be safe de Xavier-Laurent Petit
- Fin de mi-temps pour le soldat Billy Lynn de Ben Fountain
- Le Livre de Jonas de Stephen Dau
- Fin de mission de Phil Klay
- Ulysse from Bagdad d'Éric-Emmanuel Schmitt
- Les Sirènes de Bagdad de Yasmina Khadra, 2006

### Mangas
- Pluto de Naoki Urasawa, 2003-2009

### Films
Plusieurs films ont pour sujet la guerre d'Irak :
- Dans la vallée d'Elah de Paul Haggis, est sorti en 2007 ; il traite des traumatismes psychologiques des soldats américains[221] ;
- Dans Redacted (2007), réalisé par Brian De Palma, est évoqué le sentiment d'abandon des recrues américaines[221] ;
- Stop-Loss (2008) de Kimberly Peirce ;
- James C. Strouse (en) met en scène John Cusack qui incarne un père refusant de dire à ses deux filles que leur mère officier est morte en Irak. Grace Is Gone sorti en 2008 remporta un prix au festival du film de Sundance, le 29 janvier 2007 ;
- Démineurs, sortie en 2009, sur le travail des équipes luttant contre les engins explosifs en Irak ;
- Green Zone réalisée par Paul Greengrass avec Matt Damon sorti en 2010, suit le parcours d'un soldat américain affecté à la recherche des armes de destruction massive irakiennes et dénonce les motivations officieuses des États-Unis pour mener cette guerre ;
- The Ghost Writer (2010), réalisé par Roman Polanski, raconte comment les États-Unis ont influencé le Royaume-Uni pour rentrer en guerre à leurs côtés.
- Quai d'Orsay (2013), réalisé par Bertrand Tavernier, traite des intrigues diplomatiques précédant la déclaration de la guerre d'Irak de manière transposée, et plus particulièrement du veto de la France à l'Organisation des Nations unies à la faveur du discours de Dominique de Villepin ;
- American Sniper ou Tireur d'élite américain au Québec, est un film de guerre américain, coproduit et réalisé par Clint Eastwood, sorti en salles en 2014 aux États-Unis et en 2015 en France. Il s'agit de l'adaptation de la biographie homonyme du tireur d'élite américain et ancien membre des SEALS : Chris Kyle ;
- Thank You for Your Service de Jason Hall ;
- Sand Castle (2017) de Fernando Coimbra avec Nicolas Hoult et Henry Cavill ;
- The Wall (2017) de Doug Liman avec Aaron Taylor-Johnson et John Cena ;
- Un jour dans la vie de Billy Lynn (2017) ;
- Official Secrets (2019), un docudrame britannico-américain réalisé par Gavin Hood avec Keira Knightley dans le rôle principal.
- Fair Game (2010) Film de Doug Liman sur l'affaire Plame-Wilson liée au rapport de l'ONU sur les armes de destruction massive, avec Naomi Watts et Sean Penn.
- Route Irish (2010) de Ken Loach dénonçant la privatisation de la guerre en Irak.

### Séries
- Over There suit le parcours d'une unité de la troisième division d'infanterie de l'armée américaine dans sa première incursion en Irak, et montre parallèlement les réactions de leurs proches et de leur famille aux États-Unis (treize épisodes de 42 minutes, créée par Chris Gerolmo et diffusée entre le 27 juillet et le 26 octobre 2005 sur le réseau FX Network).
- Les Soldats du désert (Home of the Brave), réalisé par Irwin Winkler avec Samuel L. Jackson, Jessica Biel, Brian Presley en 2007.
- Generation Kill, série américaine de HBO (2008) créée par David Simon et Ed Burns, suit le 1er bataillon de reconnaissance des Marines lors de l'invasion de l'Irak.
- Le 12e épisode de la série Arrested Development se déroule en Irak pendant la guerre.
- NCIS : Enquêtes spéciales, série télévisée américaine inspirée de l'agence du même nom ;
- NCIS : Los Angeles, série dérivée télévisée américaine de la série NCIS : Enquêtes spéciales;

## Témoignages et documentaires

### Témoignages
- Wildcat - Irak 1991-2003 - Carnet de guerre d'un journaliste rebelle  (ISBN 2-910536-45-9) d'Yves Debay
- Fallouja ! de David Bellavia
- Aymeric Caron, Envoyé spécial à Bagdad pendant la guerre, mars-avril 2003, éditions L'Harmattan, novembre 2003, 246 p.  (ISBN 2-7475-5245-4 et 9782747552455) (OCLC 62089747) (BNF 39098116).

### Documentaires
- Fahrenheit 9/11, documentaire américain de 2004 de Michael Moore sur les attentats du 11 septembre, les élections américaines de 2000 et la politique américaine pour le lancement de l'opération Iraqi Freedom en mars 2003 ;
- Combat Diary: The Marines of Lima Company, film documentaire américain sorti en 2006 et réalisé par Michael Epstein. Ce documentaire relate le quotidien d'une unité de combat américaine engagée en Irak en 2005 ;
- Tonnerre roulant sur Bagdad, documentaire français de 2013 réalisé par Jean-Pierre Krief. À partir des témoignages inédits d’Irakiens – anciens militaires et dirigeants, civils, futurs insurgés, journalistes et opposants en exil –, le film retrace dans ses moindres détails l’année décisive de l’invasion irakienne[222].
- Of men and war, documentaire français de 2014 de Laurent Bécue-Renard. Il suit une douzaine de vétérans de la guerre en Irak, victimes de stress post-traumatique, qui mènent une thérapie de groupe.
- Homeland : Irak année zéro, documentaire franco-irakien d'Abbas Fahdel, chronique irakienne d'un an et demi, avant et après l'invasion américaine de 2003.